# Nacktheit

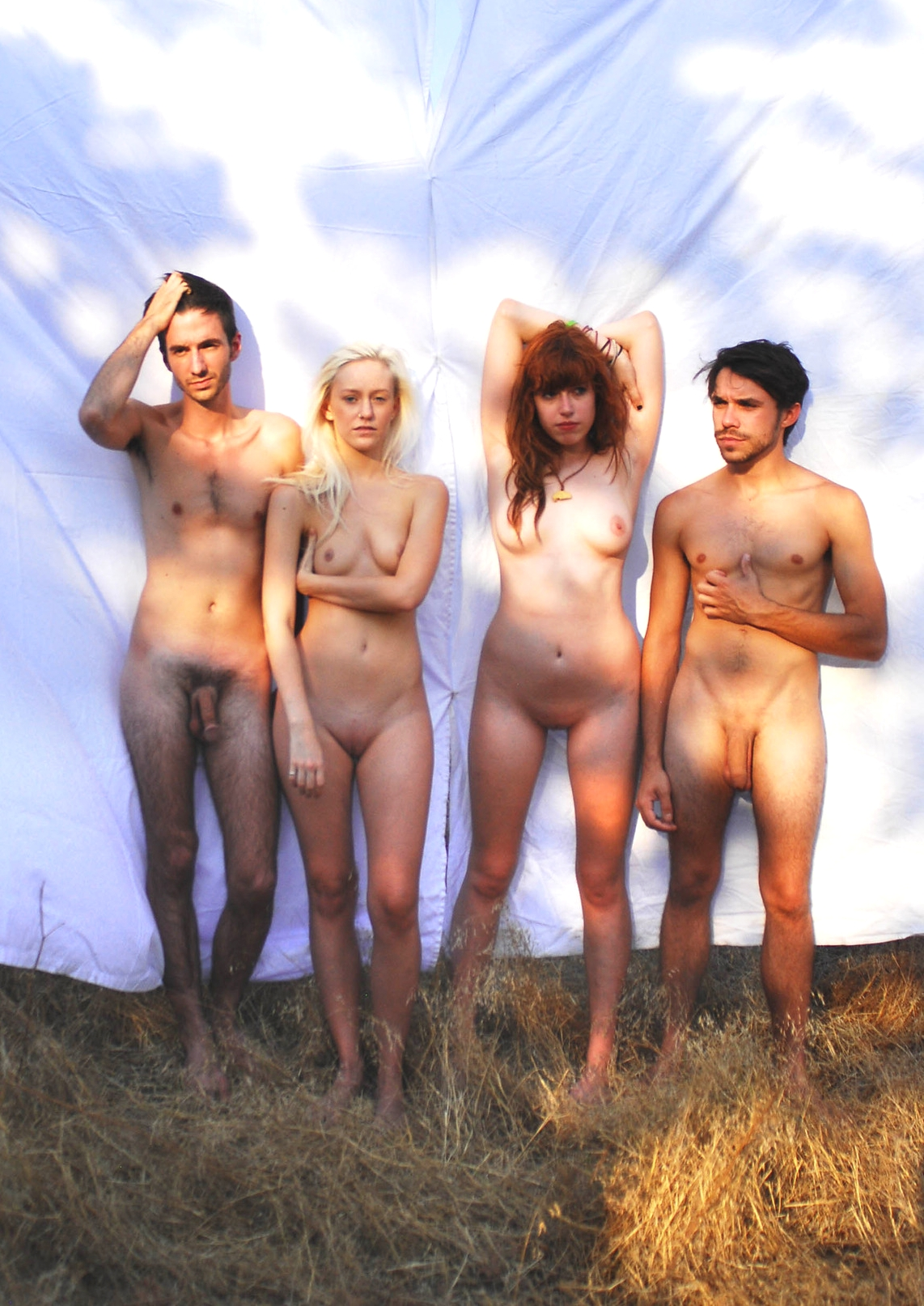
Gruppe nackter Männer und Frauen

Als Nacktheit bezeichnet man die Kleidungslosigkeit von Menschen und die Haar- oder Federlosigkeit von Tieren. Psychologisch bezeichnet man beim Menschen auch die mit der Nacktheit verbundene subjektive Empfindung selbst als Nacktheit oder Blöße im Sinne von schutzlos. Die Empfindung kann je nach Erziehung bzw. nach den Umständen unangenehm (Scham) oder angenehm sein (Gefühl der Freiheit oder Befreiung).
Das subjektive Empfinden von Nacktheit bzw. Blöße kann neben dem Fehlen von Kleidung auch aus dem Fehlen von Haaren oder gewohnheitsmäßig am Körper getragenen Gegenständen wie Schmuckstücken, Perücken oder Schminke resultieren.

## Terminologie

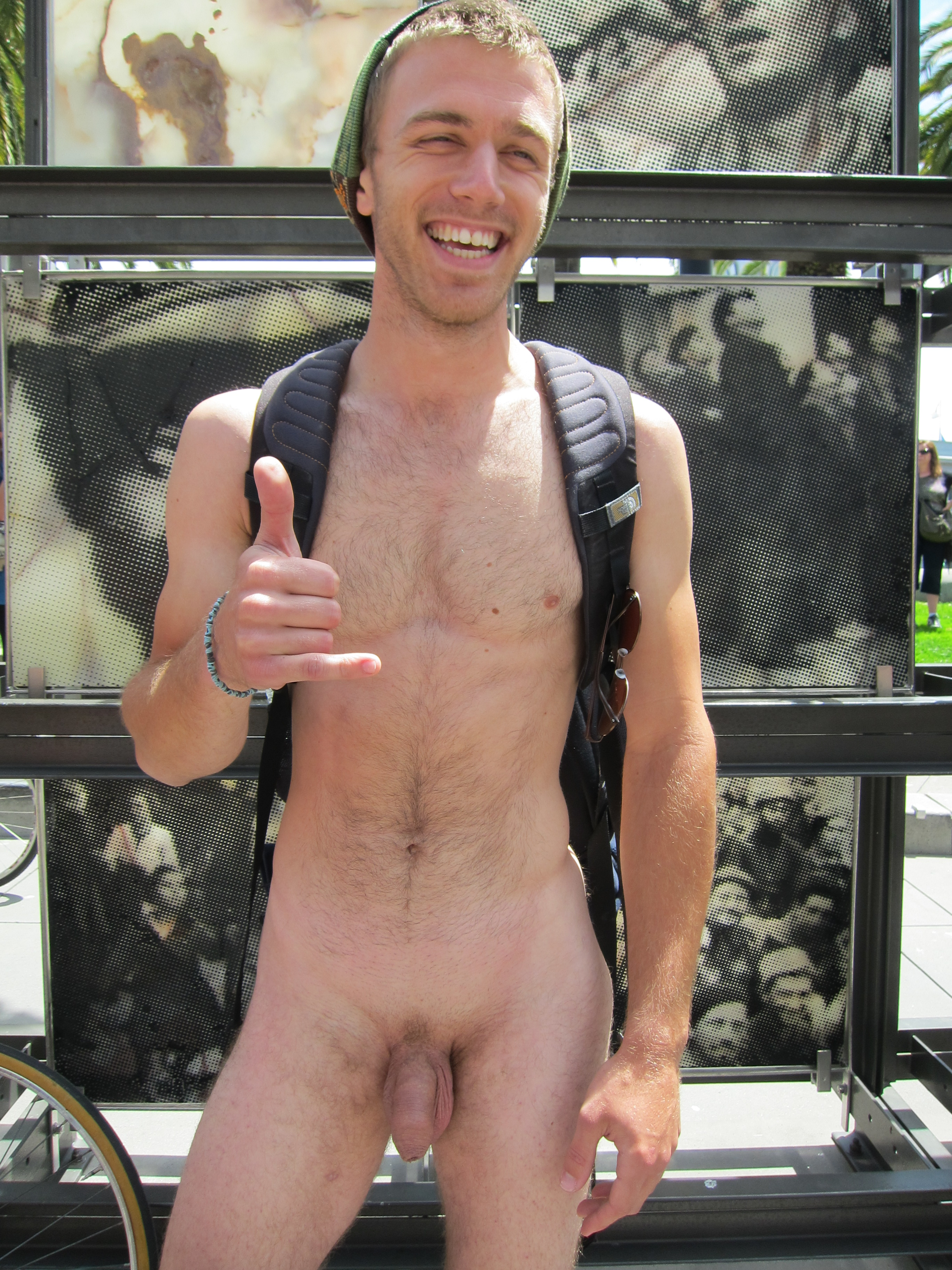
Teilnehmer des World Naked Bike Ride (San Francisco, Juni 2011).

Nackt bedeutet zunächst das vollständige Fehlen von Kleidung, Schmuck und Gegenständen am menschlichen Körper. Es kann sich aber auch nur auf das Fehlen der Kleidung beziehen. Nacktheit bezeichnet – davon ausgehend – ein sehr weites Spektrum an Emotionen und Befindlichkeiten und der Sichtbarkeit von Bereichen des Körpers, die üblicherweise aus normativen, hygienischen oder klimatischen o. ä. Ursachen, von Kleidung bedeckt sind. Nacktheit wird also sowohl definiert durch die Abwesenheit als auch die Anwesenheit von Kleidung, Schmuck und Gegenständen. Man kann demnach zunächst zwischen vollständiger Nacktheit (splitter(faser)nackt) und teilweiser Nacktheit (halbnackt) unterscheiden. „Nacktheit“ kann einen nackten Fuß meinen, dessen Sichtbarkeit keinen kulturellen Tabus unterliegt, oder das Entblößen des nackten Hinterns (blank ziehen) in der Öffentlichkeit. Auch ein Kiltträger kann, wenn er auf Unterwäsche verzichtet, trotz oberflächlicher Bekleidung, als unter dem Schottenrock nackt bezeichnet werden.

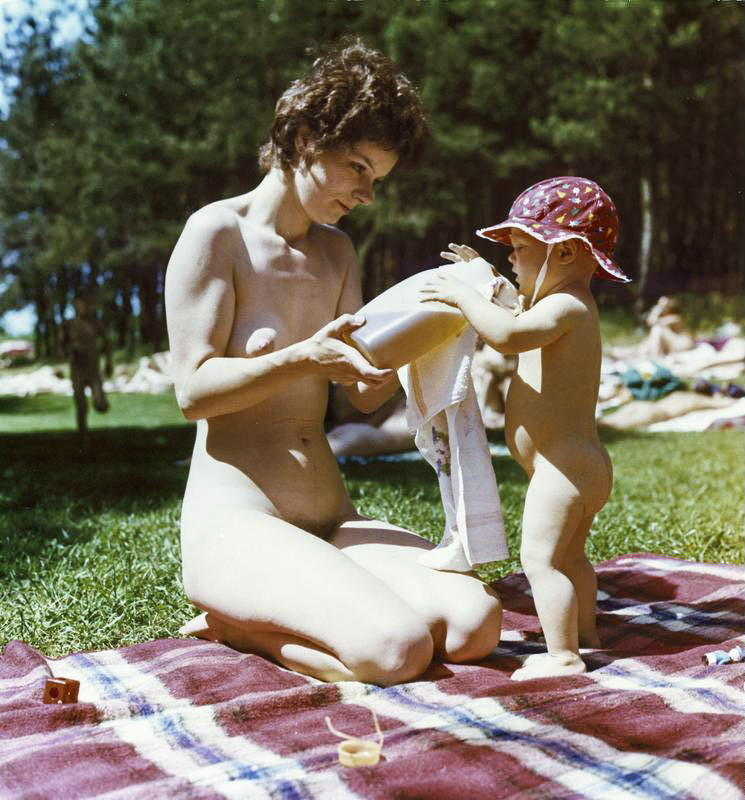
Nackterholung bei Herzsprung 1983 im Kreis Angermünde

Nacktheit hat neben dem reinen Fehlen üblicher Bekleidung auch semiologische und psychologische Dimensionen. Psychologisch bedeutet Nacktheit zum einen die Empfindung von Schutzlosigkeit durch das Fehlen schützender wärmender Kleidung, zum anderen die Realisierung von diesbezüglicher Freiheit. Das Fehlen zum Beispiel einer Waffe, eines Fingerrings, eines Hutes, oder eines kulturell vorgeprägten Statussymbols, können das Gefühl fehlenden Schutzes und damit von bloßgestellt sein auslösen. Semiologisch meint, dass die Sichtbarkeit von Körperteilen, die üblicherweise von Kleidung bedeckt sind, abhängig von Situation und Ort eine kulturelle Bedeutung haben, also wie ein sprachliches Zeichen funktionieren. Es ist dazu nicht notwendig, dass die Bedeutung der Zeichen bewusst reflektiert wird. Beispiele dafür sind der nackte Protest, der nach Aufmerksamkeit sucht und in der Überwindung der Tabus auf die Wichtigkeit des Anliegens weist; der Flitzer beim Fußballmatch, der Mut und Männlichkeit demonstriert; die Frauen, die in frühislamischer Zeit neben dem Schlachtfeld stehen und ihre Brüste zeigen, um ihren Männern zu erklären, dass sie so nackt und ausgeliefert wie die Sklavinnen sein werden, wenn sie verlören; das Zeigen von Hintern oder Genital beim Anasyrma; der Exhibitionist, der andere Menschen mit seiner Nacktheit verletzen möchte. Der Verzicht auf ein Kopftuch als politisches Statement, das tiefe Dekolleté, ein freier Bauch oder ein Minirock kann als sexuelle Provokation, aber auch als „ich bin so frei“ gemeint sein. Auch die Freikörperkultur und die Naturismus-Bewegung können als (organisierte) Befreiung von äußeren Zwängen verstanden werden. Die Bedeutung der Zeichen ist künstlich, unterscheidet sich also von Kultur zu Kultur und unterliegt zudem einer zeitlichen Entwicklung (Kulturepochenbindung). So würde ein Nacktportrait eines italienischen Präsidenten anders interpretiert werden müssen als das Nacktportrait eines römischen Kaisers.

## Etymologie
Das Wort „nackt“ gehört der ältesten Schicht des deutschen Wortschatzes an. Es lässt sich bis in die Zeit des Proto-Indogermanischen zurückverfolgen und ist damit mindestens rund 5500 Jahre alt. In den meisten indoeuropäischen Sprachen gehört das Wort für „nackt“ ebenfalls dieser ältesten Schicht an. Allerdings hat sich dieses Wort in vielen Sprachen nicht ganz lautgesetzlich entwickelt, offenbar wurde es tabuistisch entstellt. Solche verniedlichenden oder verdeckenden Wortvarianten lassen sich in vielen Sprachen, darunter im Deutschen, bis in die neueste Zeit verfolgen, beispielsweise durch die umgangssprachlichen Formen „nackig“ oder „nackend“ für „nackt“.
In Anlehnung an die Nacktheit Adams und Evas im biblischen Paradies, werden umgangssprachlich insbesondere nackte Männer als „mit Adamskostüm bekleidet“ bezeichnet. Die weibliche Form „im Evakostüm“ wird ebenfalls verwendet, allerdings seltener.

## Evolutionsgeschichte

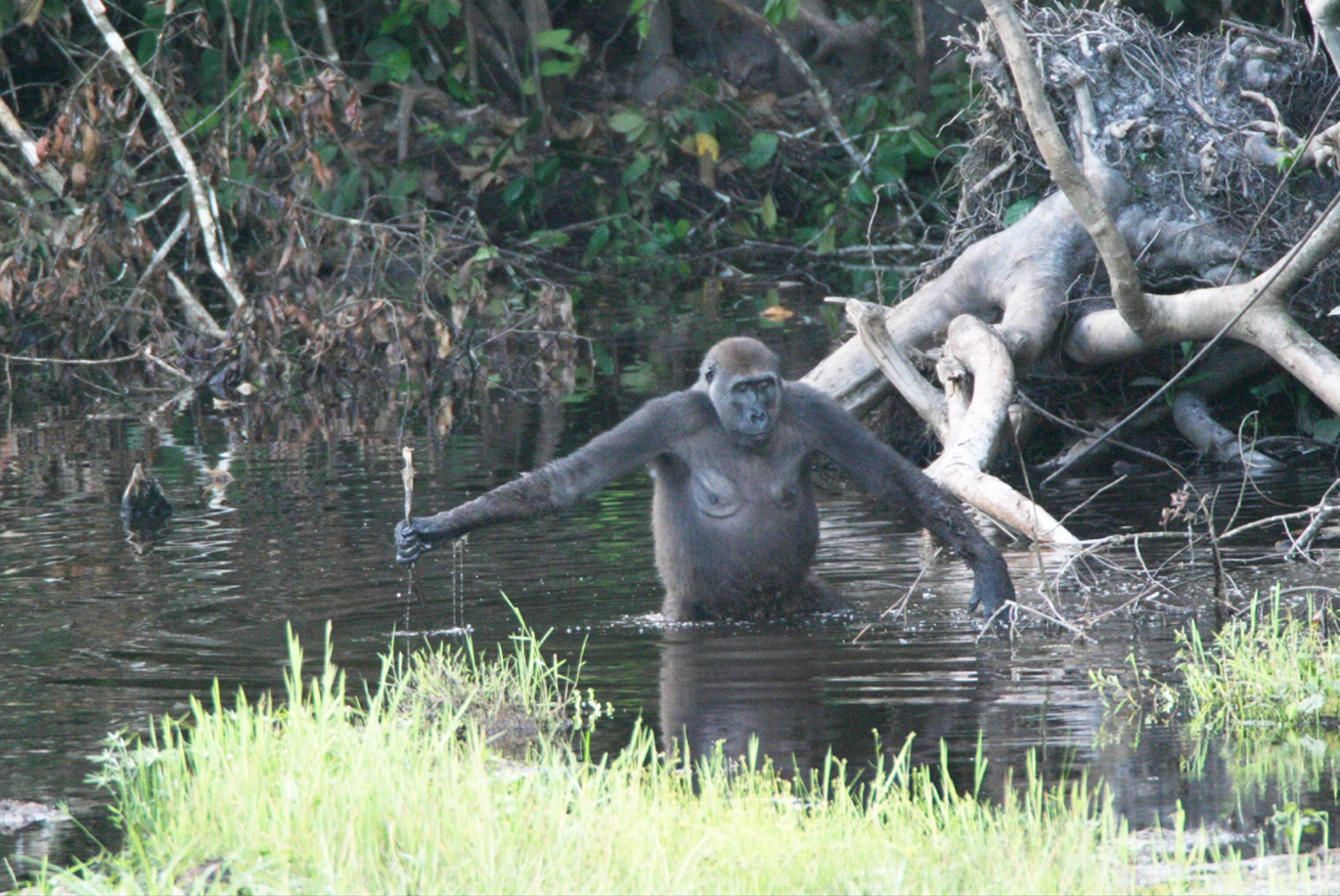
Beim Gehen in Gewässern ist es für Primaten von Vorteil und wegen des Auftriebs auch einfacher, sich aufzurichten. Die Wasseraffen-Theorie behauptet, es habe in der Hominisation eine aquatische Phase gegeben. Auf dem Foto ist ein Gorillaweibchen beim Durchqueren eines Gewässers im Kongo zu sehen, das einen Stock nutzt, um die Wassertiefe zu prüfen.

Haare sollen sich bei den Säugetieren vor etwa 220 Millionen Jahren entwickelt haben. Die nächsten genetischen Verwandten des Menschen, die Menschenaffen und im Speziellen der Schimpanse, besitzen ein Fell. Der Mensch ist heute als einziger Primat von Natur aus nackt, das heißt großflächig wenig behaart. Verlässliche Aussagen zur Entwicklung der Nacktheit und des Zeitablaufes sind bisher nicht möglich, weil Haare keine Fossilien bilden. Forscher der Universität Utah ermittelten 2004 einen Rezeptor im menschlichen Körper, welcher ein Protein produziert, das sich auf Haut wie Haare auswirkt. Sie vermuten, dass das Protein die Haut vor Sonneneinstrahlung schützt, was mit dem Verlust der Haare notwendig geworden sein konnte. Das geschah vor spätestens 1,2 Millionen Jahren.
Verschiedene Theorien versuchen die evolutionäre Entwicklung der Haarlosigkeit beim Menschen zu erklären. Eine wesentliche Funktion dichter Behaarung liegt im Erhalt der Körperwärme (Thermoregulation). Daher wurde lange vermutet, dass der frühe Mensch bei höheren Temperaturen Beutetiere über längere Strecken verfolgte und seinen Körper stärker kühlte, um einen Hitzschlag zu vermeiden. Diese Theorie ist Teil der widerlegten Savannen-Hypothese, da sich wenigstens der aufrechte Gang vorher entwickelt haben muss. Die Wasseraffen-Theorie dagegen konnte trotz einiger Skepsis unter Experten bisher auch nicht widerlegt werden. Danach hat der Mensch eine Zeit lang am Wasser gelebt (aquatische Phase), in der sich jene Eigenschaften entwickelt haben könnten, die untypisch für Lebewesen sind, welche vorwiegend an Land leben, und die den Menschen von anderen Primaten unterscheiden: ein Unterhautfettgewebe, die Rudimente von Schwimmhäuten, der aufrechte Gang und überhaupt die Lagerung der Extremitäten, die optimal an die Bewegung im Wasser angepasst scheinen. Wissenschaftler führen an, dass üblicherweise mehrere Phänomene nicht mit einer einzigen Theorie erklärbar sind.
Die Beherrschung des Feuers mag daneben ein Faktor gewesen sein, vor allem in der Nacht die Wärme der fehlenden Haare zu kompensieren. Wann die Gattung Homo Wildfeuer zähmen und Feuer beherrschen lernte, ist kaum nachweisbar. Die früheste, relativ sichere Feuerstelle liegt im Norden Israels in Gesher Benot Ya’aqov (GBY). Sie ist etwa 790.000 Jahre alt und könnte von Hominiden der Art Homo erectus oder Homo ergaster stammen. Generell nimmt man an, dass Homo erectus die erste Art der Gattung Homo war, die das Feuer beherrschte. Er zählt daneben auch zu den ersten, die aufrecht gehen konnten (habituelle Bipedie) und die Jagd als wesentliches Element der Nahrungsversorgung nutzen konnten. Alle drei Faktoren können den Verlust der Haare mit bedingt haben oder Teil des gleichen Entwicklungsprozesses gewesen sein. Eine weitere Erklärung für den Verlust des Fells wäre die geringere Anfälligkeit für Parasiten durch fehlende Körperbehaarung. Schimpansen zum Beispiel verbringen etwa einen halben Tag nur mit der Fellpflege. Hätte der jagende Homo erectus diese Zeit aufbringen können? Oder hat ihm dieser Umstand einen evolutionären Vorteil verschafft, den er sich mit Feuer und Kleidung zu sichern lernte?
Auch die Entwicklung von Kleidung ist als thermoregulierender Faktor zu verstehen, der aber wohl nicht in direktem Zusammenhang mit dem Verlust des Fells steht. Der Biologe David Reed meint, dass der Mensch erst vor etwa 170.000 Jahren damit begonnen haben muss, Kleidung zu tragen. Die Kleiderlaus ist nämlich eine Fortentwicklung der menschlichen Kopflaus. Diese Entwicklung geschah zu diesem Zeitpunkt. Die Ursache dafür könnte die Kaltzeit vor 180.000 Jahren gewesen sein. Die Entwicklung von Kleidung in diesem Zeitraum könnte dazu beigetragen haben, dass der Mensch sich dann vor 100.000 Jahren auch im Norden ausbreitete.

## Soziologische Auseinandersetzung mit der Nacktheit
Viele bestehende Theorien und Konzepte können bei der Untersuchung von Nacktheit nützlich sein, und zwar für das Verständnis der damit verbundenen Gefühle und Verhaltensweisen.
In Norbert Elias’ berühmtester Arbeit, Über den Prozeß der Zivilisation (2012a[1939]), hat er Theorien vorgebracht über die Veränderung von Verhaltens- und Gefühlsstandards in westlichen Gesellschaften. Er entwickelte seine Theorie auf der Grundlage von Änderungen in den Verhaltensweisen, die er in zahlreichen Büchern der Anstandsliteratur beobachtete – und in geringerem Maße auch in anderen Literatur- und Werkverzeichnissen der Kunst – bis ins Mittelalter zurückreichend. Elias erkannte Verhaltensänderungen über die Zeitachse mehrerer Jahrhunderte, Änderungen in den Standards von dem, was er als „äußere körperliche Anständigkeit“ bezeichnet, einschließlich derjenigen, die sich auf Manieren im Schlafzimmer, am Tisch und Themen wie Stuhlgang, Wasserlassen, Spucken oder Naseputzen beziehen. Elias’ Theorie des Zivilisationsprozesses umfasst die Geschichte der menschlichen Emotionen, insbesondere die der Scham und Verlegenheit. Erstaunlich ist, wie er die alltäglichsten und banalsten Elemente des menschlichen Alltags, die häufig von Soziologen und Historikern entweder abgelehnt oder als selbstverständlich angesehen werden, in eine universellere Theorie der „Vernetzung“ hinter der Funktionsweise von Gesellschaften verwandelt. Im Mittelpunkt Elias’ Theoriebildung standen Fragen des „äußeren körperlichen Anstands“. Er entschied sich, sie zu studieren, weil es Dinge waren, die von allen Menschen zu jeder Zeit und an jedem Ort behandelt werden mussten, und jede bekannte Gesellschaft hat Regeln und Tabus für sie.
Elias’ Bericht über Verhaltensänderungen beim An- und Ausziehen im Schlafzimmer und in der Praxis des Badens zeigt deutlich den historischen Prozess der wachsenden Distanz zwischen einem Individuum und seinem Körper, von dem allgemein und selbstverständlich angenommen wird, dass es eine Frage des gesunden Menschenverstandes ist, seinen Körper zu bedecken und nicht nackt vor fremden Menschen zu erscheinen. Er stellt sich gegen die Annahme, dass die Scham und Abneigung, die mit nackten Körpern einhergeht, eine „natürliche“ Reaktion ist und dass nur „Wilde“ dazu neigen, ihr gegenüber gleichgültig zu sein. Die zentrale Frage bei Elias bezüglich der Nacktheit lautete: wie sind wir zu der Überzeugung gekommen, die die Nacktheit „unnatürlich“ und die damit verbundenen Gefühle von Verlegenheit und Scham „natürlich“ und „normal“ machte?

## Kulturgeschichte

### Europäische Kulturen

#### Griechische Antike

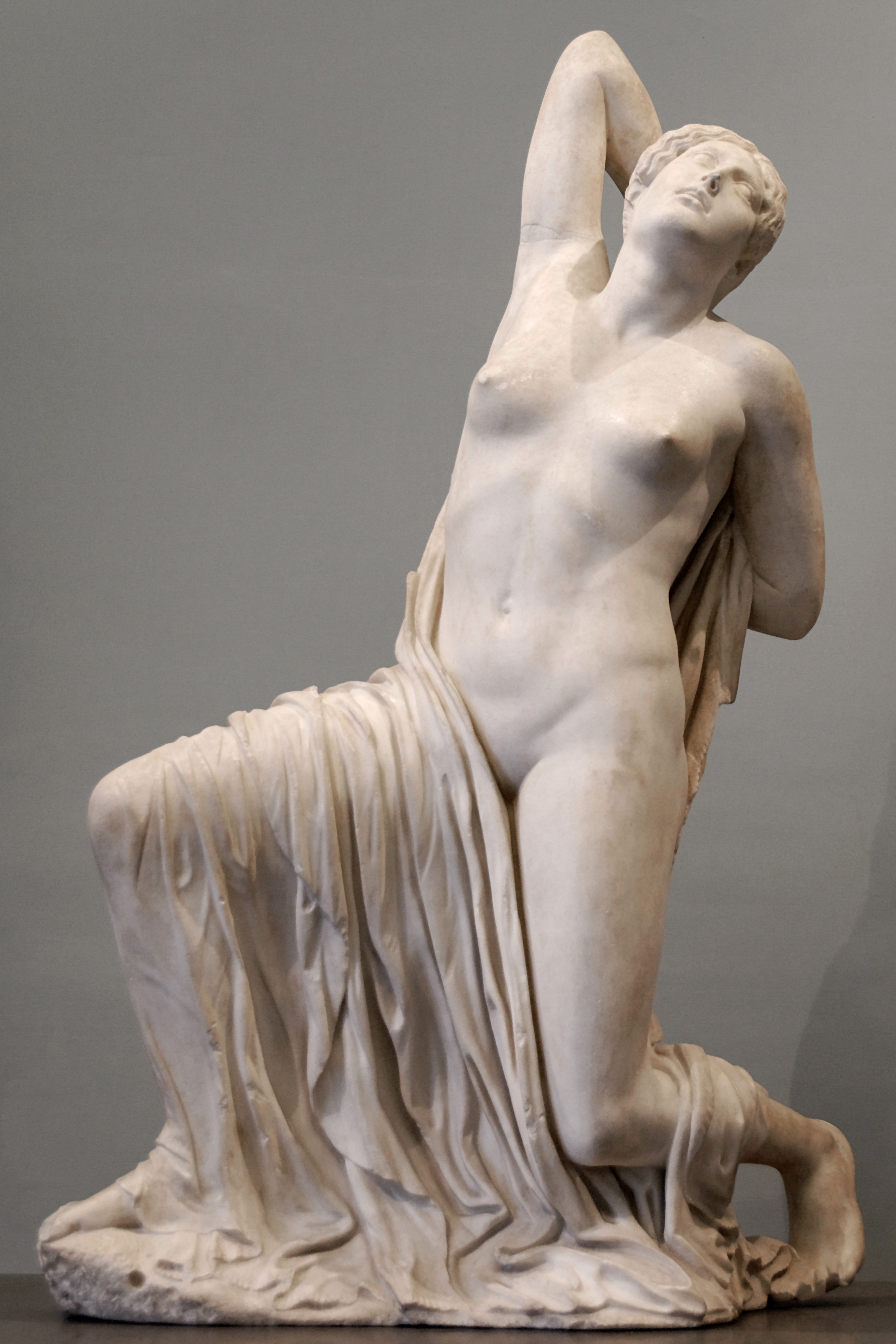
Antike griechische Statue im Museo Nazionale Romano
Eine Tochter der Niobe wird von einem Pfeil der Artemis getroffen, der Sterbenden entgleitet das Gewand und sie wird nackt.

Im alten Athen war die (halb-)öffentliche Nacktheit den Männern vorbehalten und galt nur bei Frauen als anstößig. Die Kyniker lehrten die Bedürfnislosigkeit bei gleichzeitiger Ablehnung materieller Güter. Vorurteile sowie Scham wurden zugunsten der als natürlich empfundenen Gegebenheiten wie Nacktheit verworfen. Das Gymnasion als Ort der körperlichen Ertüchtigung belegt allein durch seinen Namen (gymnós = nackt), dass Nacktheit im alten Griechenland nicht alltäglich war, sondern auf besonders ausgewiesene soziale Räume beschränkt war, ebenso wie die griechische Kunst.
Einen besonderen Stellenwert hatte die Nacktheit im antiken Griechenland im Sport. Man war überzeugt, dass die Gymnastik die Ausbildung des Körpers zum einzigen Zweck habe, hinzu kamen Wettkämpfe an den Festen der Götter zu deren Ehre. Hier galt es zu zeigen, wie weit man es in allen Künsten, die sich für einen freien Mann schickten, gebracht habe. Schon im Jahre 720 v. Chr. wurde bei den Olympischen Spielen der Lendenschurz, mit dem die Kämpfer vermutlich bis dahin bekleidet waren, bei allen Disziplinen außer dem Pferderennen abgeschafft (siehe Pythische und Isthmische Spiele).
Der Grund für die Nacktheit im Stadion ist nicht gesichert. Eine Theorie besagt, einer der Läufer habe während des Laufes den Schurz verloren und gesiegt. Das ließ die Athleten glauben, ohne Kleidung schneller sein zu können. Eine andere Vermutung besagt, ein Läufer soll den Lendenschurz verloren haben und über ihn gestolpert sein. Zur Sicherheit sei daraufhin Nacktheit angeordnet worden. Als dritte Möglichkeit wird eine Forderung aus Sparta angenommen. Die Athleten des Stadtstaates trieben als erste nackt Sport und könnten ihren Brauch bei den Olympischen Spielen durchgesetzt haben. In Sparta als einzigem der griechischen Staaten trieben auch die Mädchen Sport, nicht zusammen mit den Männern, aber ebenfalls nackt.

#### Römer

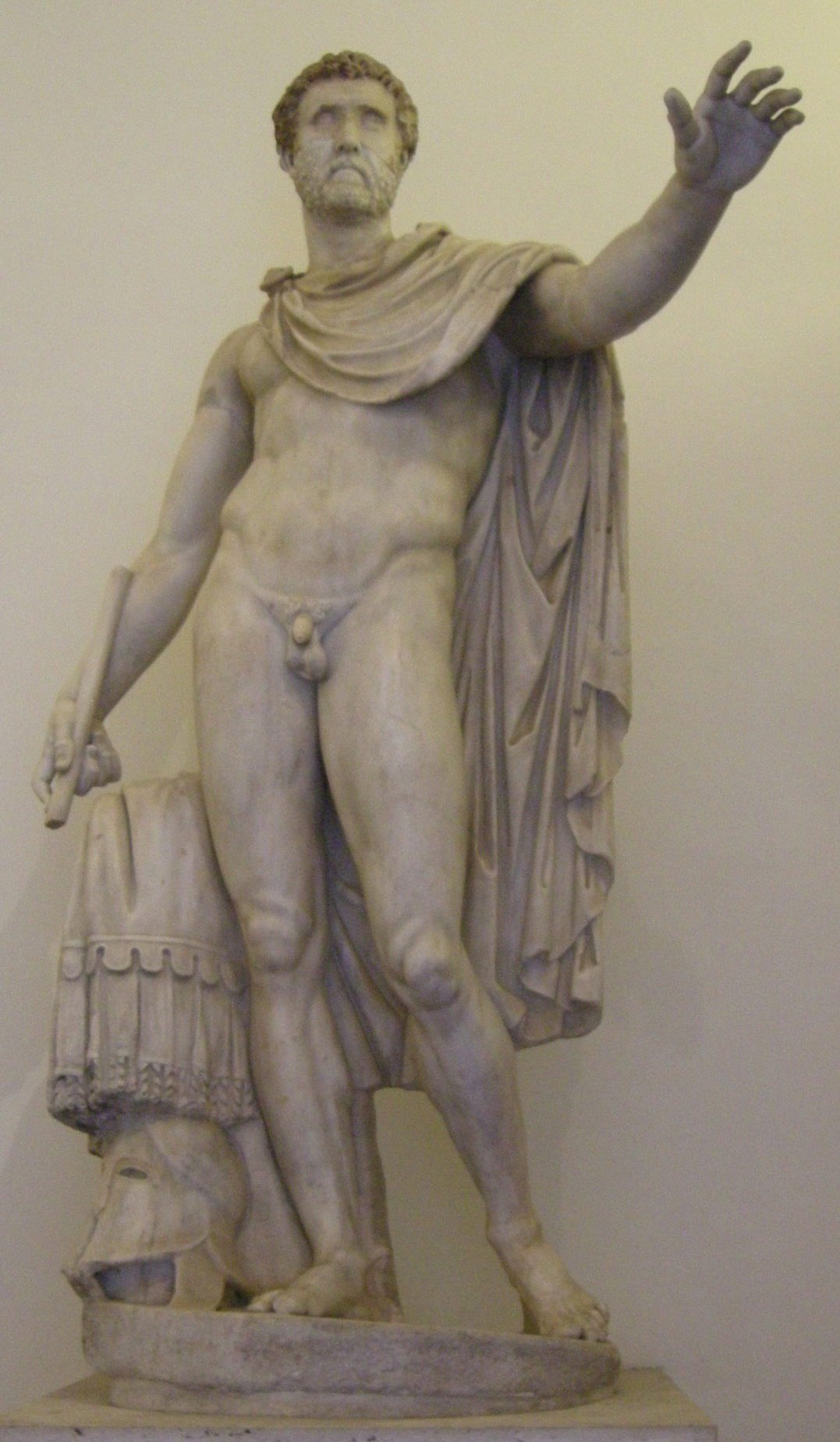
Standbild des gräkophilen Kaisers Antoninus Pius in griechisch-heroischer Pose, die ein korinthischer Helm — damals bereits seit Jahrhunderten eine Antiquität — unterstreicht

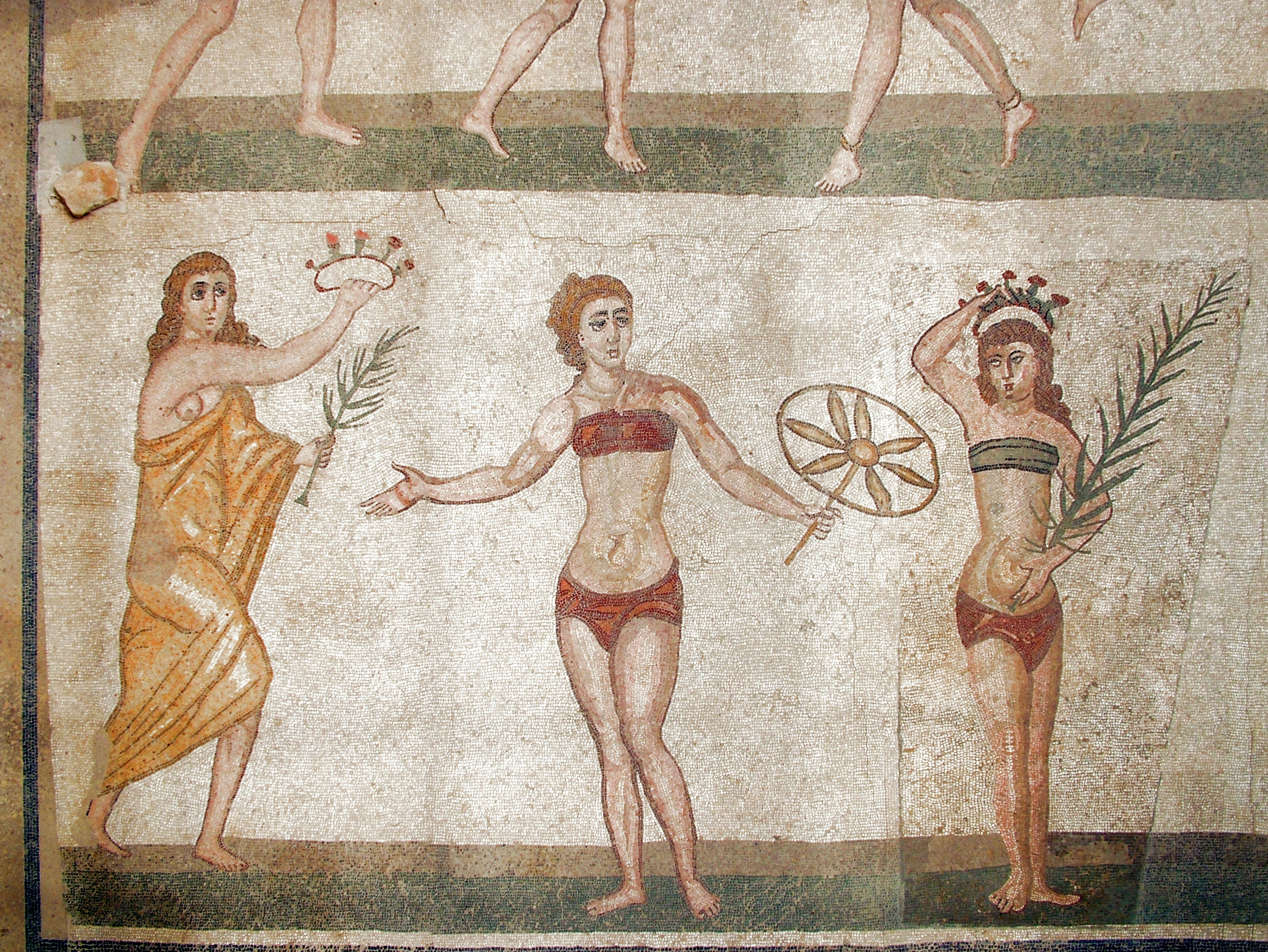
Römerinnen im Bikini

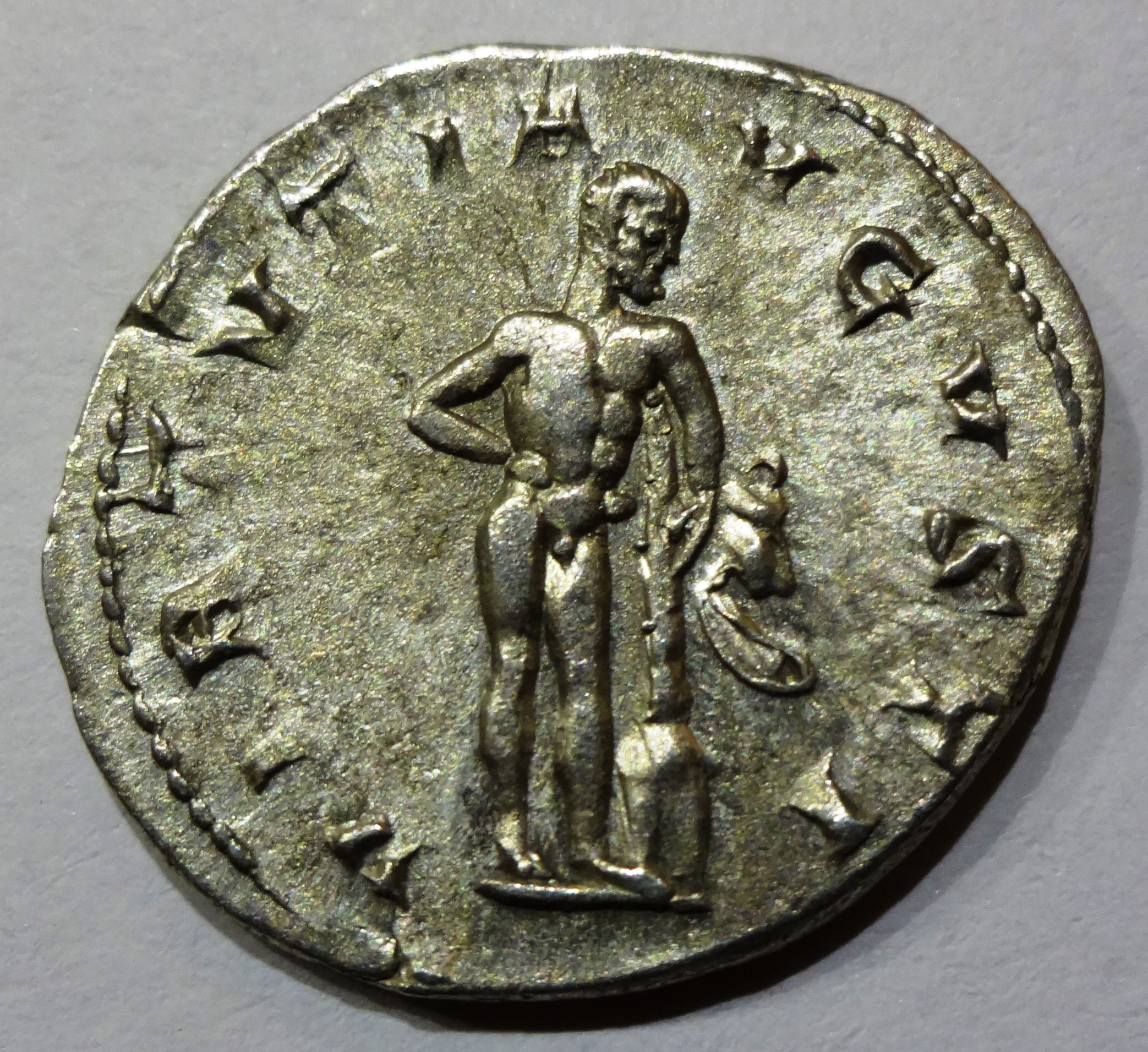
Herkules auf Rückseite eines Antoninianus des Kaisers Gordian III

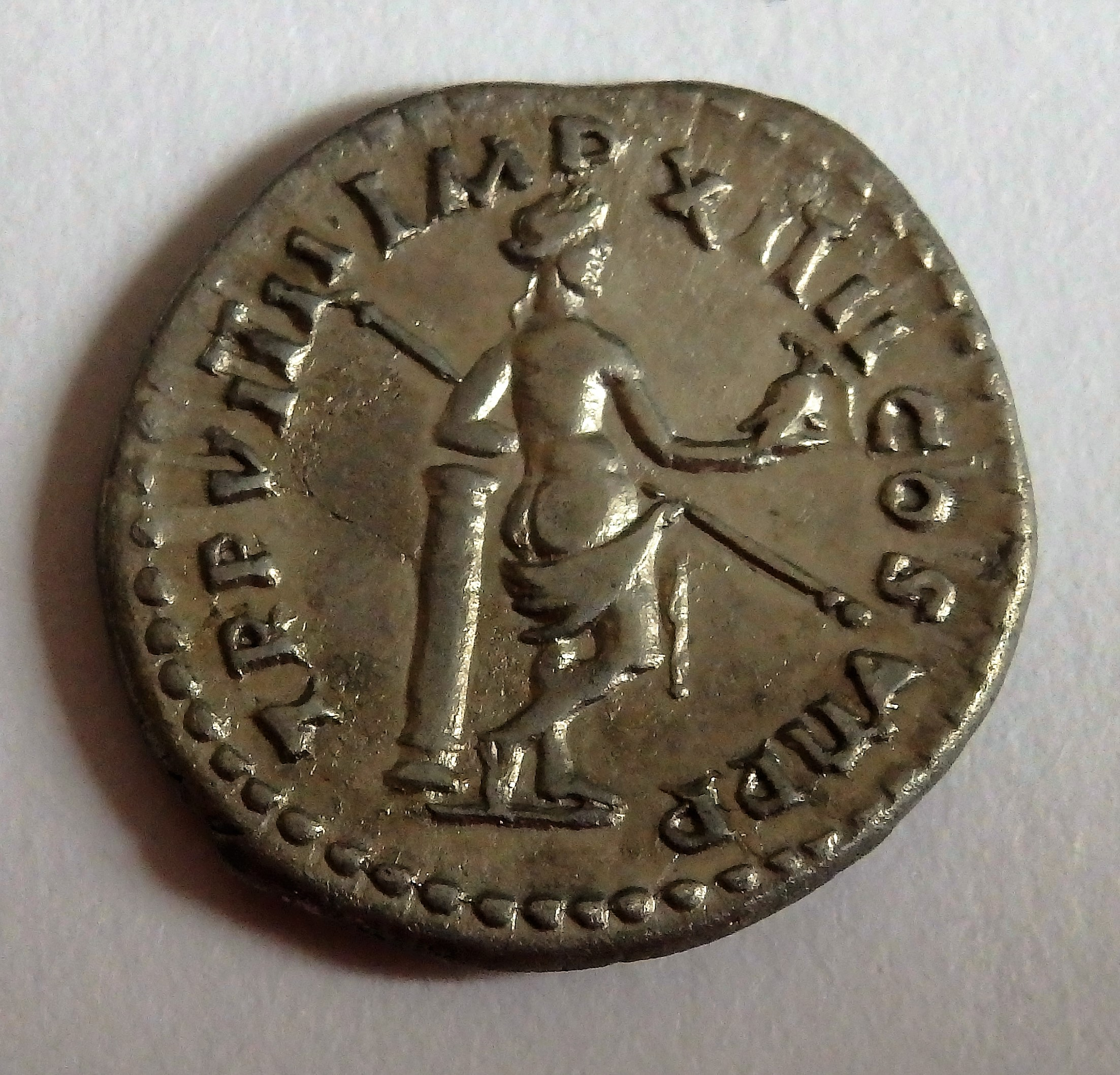
Halbnackte Venus auf Denar des Titus

Nach der Eroberung Griechenlands im Jahr 146 v. Chr. sahen die Römer keinen Anlass, die Nacktheit bei den Olympischen Spielen zu verbieten. Jedoch widersprach das Entblößen des Körpers den alten römischen Sitten, wie Plutarch berichtete. Und der Schriftsteller Quintus Ennius schrieb mit Blick auf die Hellenen, dass es der Schande Anbeginn sei, sich nackt in der Öffentlichkeit zu zeigen. Die römische Kritik am nackten Auftreten der griechischen Wettkämpfer äußerte sich auch darin, dass die Römer mit einer Sportkleidung antraten. Cicero sah in der Nacktheit der Hellenen – insbesondere in Verbindung mit der dort gepflegten Knabenliebe – einen Verstoß gegen die höchsten Tugenden. In seinem ersten Buch der Schrift De officiis legt er zudem dar, dass die römische Lebensart das Nacktbaden zwischen Vater und Sohn sowie Schwiegervater und Sohn verbot. Im Rahmen der von den Vätern angestoßenen, vormilitärischen Erziehung der Söhne war das Nacktschwimmen im Tiber sowie das nackte Training in den Sportstätten durchaus üblich. Der Besuch der öffentlichen Thermen fand geschlechtergetrennt statt, wobei die Männer wiederum nackt badeten, während die Frauen einen Bikini trugen, wie dieser auf einem Mosaik in der spätantiken Villa Romana del Casale auf Sizilien dargestellt wird. Da es offensichtlich auch für Männer eine Badekleidung gegeben hat, war das Nacktbaden jedoch nicht zwingend.
Der sich bereits in der römischen Gesellschaft zeigenden Pluralität der Auffassungen, die sich auch über Normen und Werte lustig machen konnte und die Doppelmoral zur Schau stellte, versuchten einige Kaiser mit Sittengesetzen entgegenzutreten. Wurden auf der einen Seite etliche griechische Sitten als anstößig betrachtet, bewunderten bildungsbewusste Römer auf der anderen Seite Philosophie und Wissen aus Griechenland. Das Aufstellen vollständig nackter Plastiken blieb jedoch in der Frühzeit des Prinzipats sehr selten. Erst im 2. Jahrhundert gewannen überlieferte griechisch-künstlerische Konventionen in der römischen nichtsakralen Vollplastik zeitweilig an Bedeutung. Dies zeigt beispielhaft eine überlebensgroße Bronzeplastik des Kaisers Septimius Severus (regierte 193 bis 211 n. Chr.), die heute im Zypern-Museum in Nikosia ausgestellt ist. So ließen sich in dieser Zeit bestimmte graecophile Kaiser wie Antoninus Pius (regierte 138 bis 161 n. Chr.) und reiche Privatpersonen in heroischer Nacktheit abbilden. Auch der von weiblichen und männlichen Darstellungen bekannte halbnackte Bildtypus auf Münzbildern, der eine bedeckte Scham zeigte, fand wie gänzlich nackte Darstellungen zu bestimmten Zeiten und Anlässen auf den Rückseiten römischer Münzen von der Blütezeit der Republik bis ins 3. Jahrhundert n. Chr. Verwendung. Insbesondere Götter und Halbgötter konnten so dargestellt sein. Auf einem Denar des Septimius Severus zeigt der Revers den Halbgott Hercules mit Phallus. Nacktheit wurde damit während bestimmter Abschnitte römischer Geschichte ein zulässiges Element offizieller Staatskunst.
Die körperbetonte Darstellung von Individualpersonen verlor jedoch schon im 3. Jahrhundert ihre Bedeutung und ist in der römischen Kunst des 4. Jahrhunderts – lange vor der letztendlichen Anerkennung des Christentums als Staatsreligion unter Kaiser Theodosius I. (379–395) – nicht mehr nachzuvollziehen. Die Darstellung nackter Körper stand in einem zu starken Kontrast zum römischen Empfinden, als dass sich diese jemals einer übermäßigen Popularität erfreut hätte, zumal die Zurschaustellung von Nacktheit auch als politisches Instrument der Demütigung diente. Die mit der allesbedeckenden Toga bekleidete Statue eines römischen Staatsmanns unterscheidet sich daher deutlich von entsprechenden Standbildern der Griechen.
Das auf jüdischen Lehren basierende Christentum konnte sich wohl unter anderem auch aufgrund der im Judentum ebenfalls bekannten Scham gegenüber der Nacktheit rasch im Römischen Reich etablieren. Für viele Bewohner sowie die römische Tradition war eine solche Einstellung also keine Neuerung. Wirkliche Veränderung brachte nur die Radikalität, mit der ein positives Verhältnis zur Nacktheit von kirchlichen Vordenkern und Würdenträgern vielfach bekämpft wurde.

#### Germanen, Kelten
Von den Germanen ist durch römische Schriftsteller überliefert, dass sie sich durch gemeinsame Bäder in Flüssen und Seen abhärteten und kleine Kinder teilweise nackt aufwuchsen. Von den keltischen Kriegern ist durch Schriftsteller und bildliche Darstellungen überliefert, dass sie nackt gegen die Römer kämpften.

#### Deutschland und Mitteleuropa

##### Mittelalter

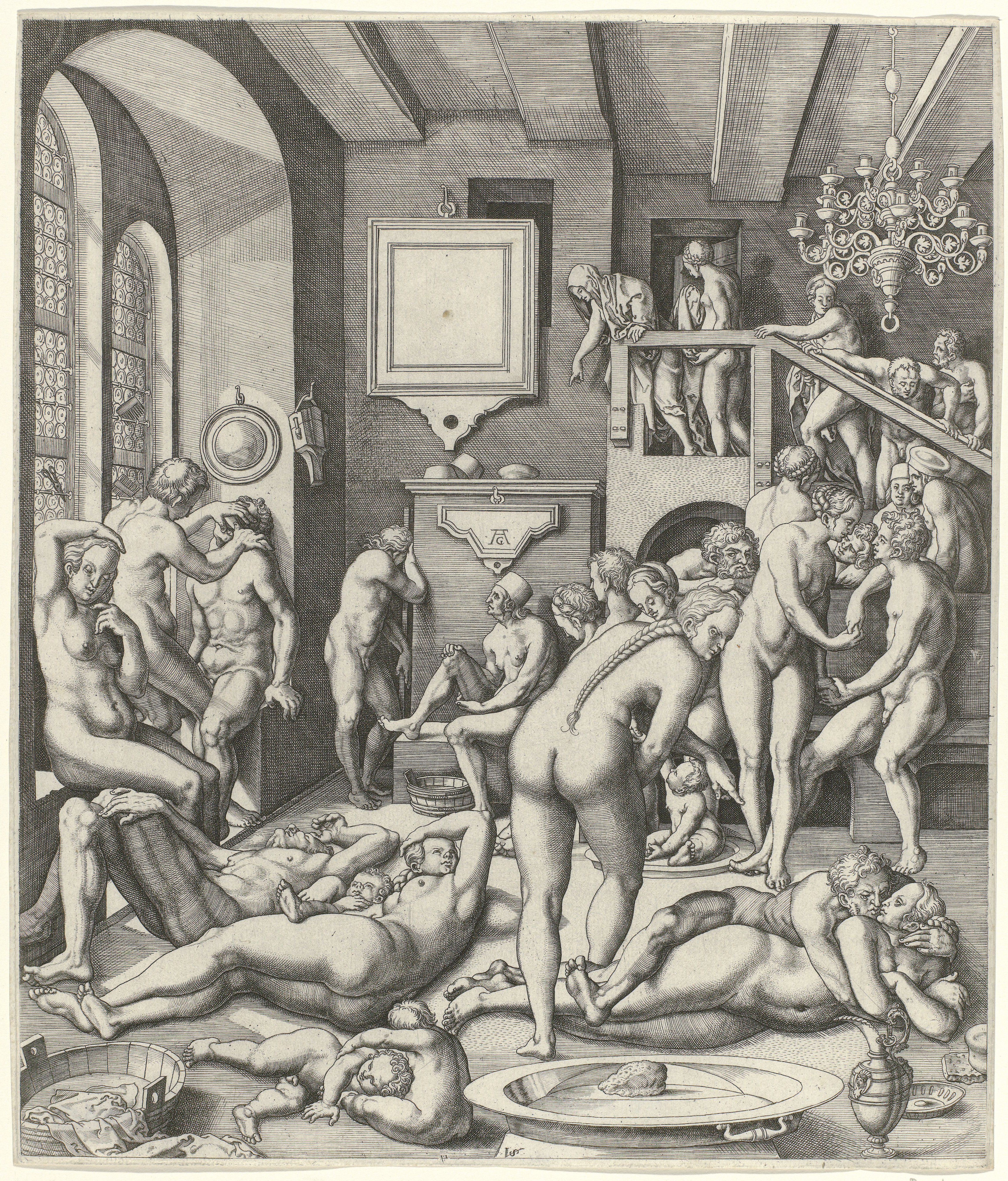
Nacktheit in einem Badehaus des 16. Jahrhunderts

Auch innerhalb der westlichen Gesellschaft unterschieden sich verschiedene Epochen deutlich in ihrem Normverständnis gegenüber dem nackten Körper. So war bis ins Spätmittelalter hinein Nacktheit in der Öffentlichkeit nicht sonderlich tabuisiert:

„Es ergibt sich das überraschende Resultat, dass der Anblick völliger Nacktheit die alltägliche Regel bis ins 16. Jahrhundert war.“

So war es üblich, nackt zu schlafen und dabei das (einzige) Bett mit der ganzen Hausgemeinschaft zu teilen. Das Badehandwerk und öffentliche Prostitution in Bädern war allgemein akzeptiert.

##### Frühe Neuzeit
Mit Beginn der frühen Neuzeit zeigte sich – außer in der Kunst – eine zunehmende Verbannung nackter Körper aus dem öffentlichen Raum, wobei hier stark zwischen den Ständen und sozialen Schichten unterschieden werden muss. Die einfache Bevölkerung schwamm und badete in vielen europäischen Ländern bis ins 19. Jahrhundert hinein in Seen und Flüssen nackt, während bei Bürgertum und Adel die Körperpflege zumeist in den privaten Bereich gehörte. In Skandinavien blieb das Nacktbaden und Saunieren bis heute üblich. Im 19. Jahrhundert begann auch das einfache Volk vielerorts das ungezwungene Nacktbaden aufzugeben, denn es stiegen die sozialen Erwartungshaltungen, sich in allen öffentlichen Situationen zu bekleiden. Erstmals setzte sich Badekleidung für Jugendliche und Erwachsene allgemein durch. Diese bedeckte damals bei beiden Geschlechtern fast den ganzen Körper und war wegen der hohen Baumwollanteile in nassem Zustand eher unbequem. Damit einhergehend wuchs das Schamgefühl, welches mit dem eigenen Körper verbunden wurde. Einen Höhepunkt dieser Entwicklung zeigte sich in der bürgerlichen Prüderie des viktorianischen Zeitalters und des Wilhelminismus, die bis weit ins 20. Jahrhundert nachwirkte und insbesondere in der Wiederaufbauphase nach dem Zweiten Weltkrieg einen neuen Höhepunkt erreichte. Das Nacktbaden kleiner Kinder und von Soldaten war von alledem ausgenommen und ist vielerorts auch heute noch üblich.

„Das individuelle Schamgefühl ist eigentlich ein Kennzeichen des Bürgertums. Der Bürger hat keinen Adelstitel. Er trägt seine Würde in seiner Kleidung, die das äußere Zeichen seines Reichtums ist. Den König nackt zu sehen, tut seiner adeligen Abstammung keinen Abbruch. Für den Bürger hingegen ist es eine Demütigung, wenn man ihn nackt sieht.“

Bereits seit dem Mittelalter waren Nacktheit und Schamlosigkeit von kirchlicher Seite zur „Sünde“ erklärt; auch die Lust wurde als „sündhaft“ verurteilt. Mit dem Aufkommen des absolutistischen Staatsapparates konnten die christlichen Kirchen ihre Moralvorstellungen durchsetzen. So wurde etwa noch 1884 empfohlen, Sägemehl auf das Badewasser zu streuen, damit man in der Badewanne seine eigene Scham nicht sieht. In diese Zeit fällt auch die Pathologisierung der Selbstbefriedigung: Es wurden schwere Gesundheitsschäden behauptet. Gegen Ende des 19. Jahrhunderts versuchte man mit teilweise drakonischen Strafen, die Damen zum Tragen einer bis dato unüblichen Unterhose unter dem Rock zu bewegen.

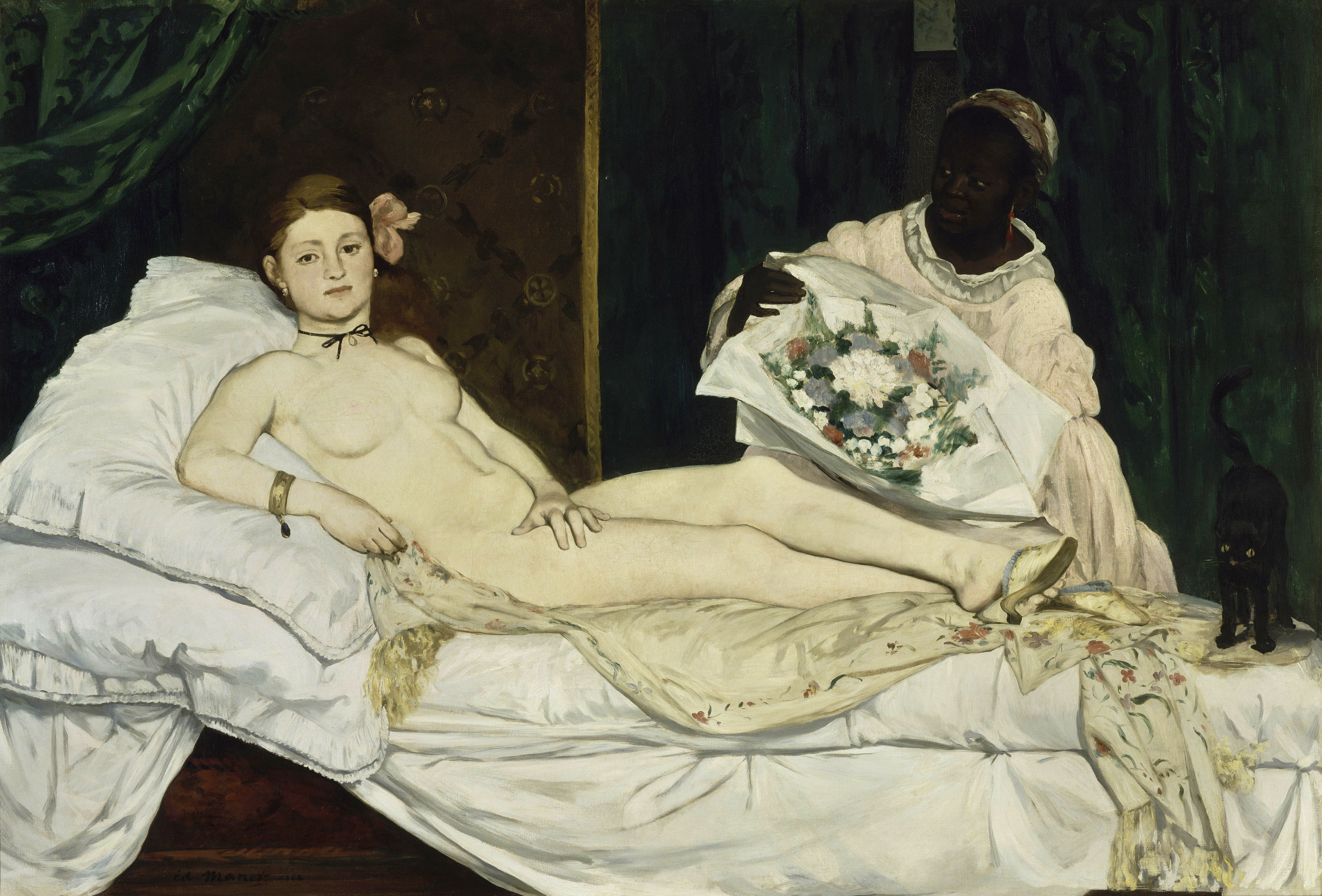
Édouard Manets Olympia führte zu einem Skandal

Davon unberührt blieben künstlerische Darstellungen nackter Personen, sofern sie eindeutig als solche zu identifizieren waren. Eine nackte Nixe erregte genauso wenig Anstoß wie Édouard Manets Frühstück im Grünen. Seine Olympia lösten jedoch Entrüstung aus.
Erst mit Beginn des 20. Jahrhunderts stellte sich eine Reduzierung bis hin zur Umkehrung dieser Entwicklung ein. Begonnen hatte es zunächst mit Aktfotos nackter oder fast nackter Frauen, die als Postkarten in großer Zahl gedruckt und verkauft wurden. Diese mussten allerdings zunächst wegen allgemeiner Prüderie und Zensurmaßnahmen „unter dem Ladentisch“ verkauft werden. Ebenso erotische Geschichten wie der Roman Josefine Mutzenbacher. Die Darstellung nackter Männer wurde erst sehr viel später üblich.

##### Europäische Sicht auf fremde Kulturen

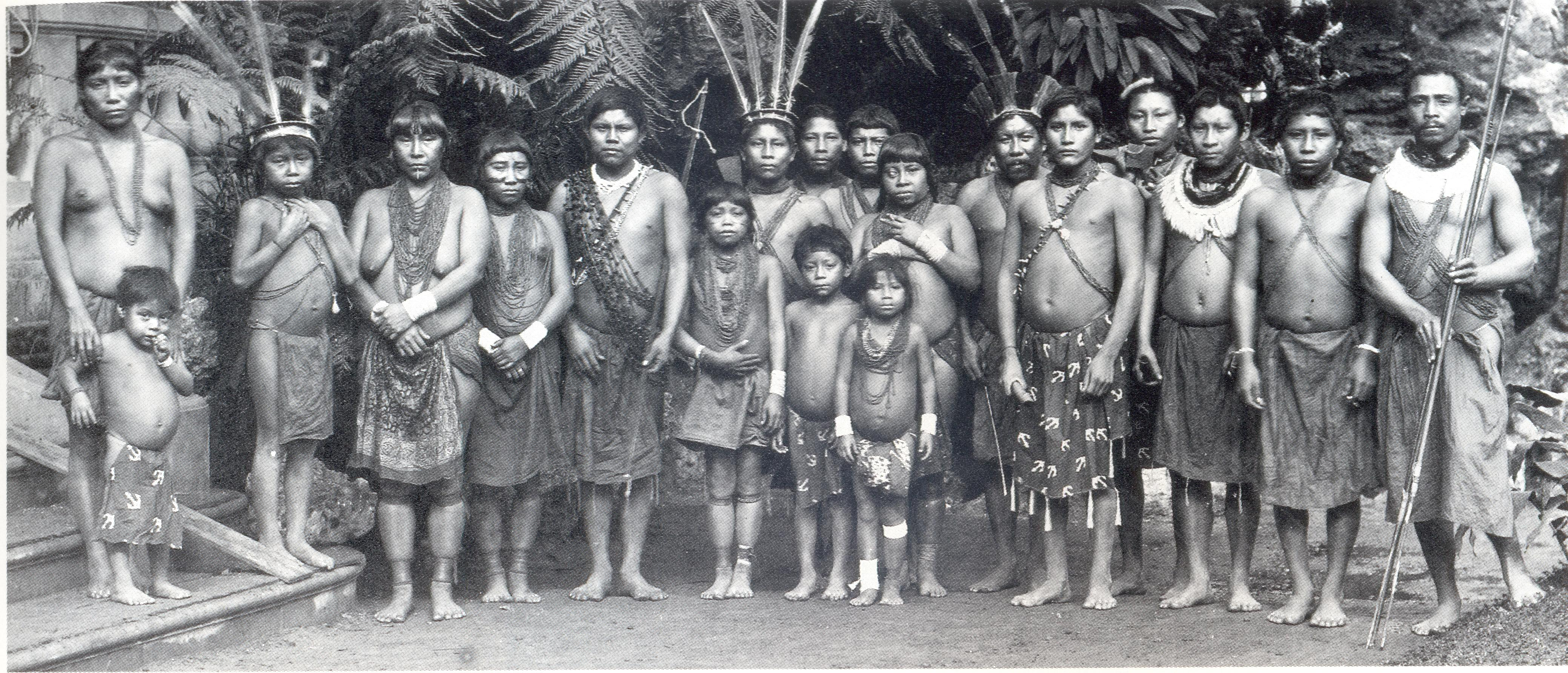
Völkerschau in Paris, 1892

Als starken Kontrast zur zunehmenden Schamhaftigkeit im europäischen Bürgertum wurden sogenannte Völkerschauen populär. Dabei wurden Personen aus den Kolonien, besonders solche mit fremdartiger Hautfarbe oder fremdartigem Aussehen, einem Zoo gleich zur Schau gestellt. Diese waren zwar nicht vollständig nackt, aber dennoch deutlich leichter bekleidet, als dies Europäern – und insbesondere europäischen Frauen – jener Zeit gestattet war. „Im Namen der Wissenschaft“ durfte man solche Fremden unbekümmert anstarren und detailliert vermessen. Sogar die sonst streng zensierte Post hatte nichts gegen „hüllenlose Wilde“.
In Japan, das bis 1854 sehr abgeschlossen blieb, war das Verhältnis zur Nacktheit viel offener als im viktorianischen Europa, insbesondere nahm niemand daran Anstoß, dass Männer und Frauen in den Badehäusern gemeinsam nackt badeten. Dies führte in Europa zunächst zu Erstaunen, galt aber der Opposition gegen die Prüderie als Zeichen dafür, dass Nacktheit – entgegen der Behauptungen insbesondere konservativ-christlicher Kreise – vom Sinnlich-Sexuellen durchaus abzugrenzen ist und nicht notwendigerweise immer zusammen auftritt. Historisch passierte allerdings zunächst das Gegenteil: Es wurden in Japan unter europäischem Einfluss entsprechende Verbote eingeführt, vorgeblich um Japan nicht bei den Fremden lächerlich zu machen.

##### Freikörperkultur
Der ab dem späten 19. Jahrhundert aufgekommenen Freikörperkultur (FKK) ging es um weit mehr als um die Wiedereinführung des Nacktbadens. Die FKK (anfangs wurde es auch „Nacktkultur“ genannt, die Idee vom „Naturismus“ kam erst später auf) strebte vielmehr als Teil der so genannten Lebensreform den Ausbruch aus naturfernen und teilweise ungesunden städtischen Lebensbedingungen an, die durch die Industrialisierung entstanden waren. Man traf sich in der Natur und war gemeinsam nackt. Zu ihren regionalen Ausgangspunkten gehörten das Ruhrgebiet (der erste FKK-Verein entstand 1898 in Essen) und Berlin. Es wurden Vereine und Bäder gegründet, in denen man – idealerweise ohne soziale Unterschiede – zusammen war, sich duzte und versuchte, sich gesund zu ernähren. Zum organisierten FKK- und Naturismus-Leben gehörte in der Regel bis in die 1970er Jahre das rigide Tabak-, Alkohol- und Schmuckverbot. Erektionsverbote gelten unverändert. Angestrebt wurde nicht der Genuss und nur teilweise die Entspannung, sondern vor allem mehr Gesundheit. Oft wurde dabei die Nacktheit ideologisch überhöht, etwa im Sinne utopischer gesellschaftlicher Befreiungshoffnungen. Die Disziplin vieler FKK-Vereine war ausgesprochen streng. Teile der deutschen FKK-Bewegung hatten unter dem Motto „nackt und deutsch“ sogar politische Ausrichtung nach rechts. Der Berliner Verein stand u. a. unter der Schirmherrschaft des Generalstabschefs Helmuth Johannes Ludwig von Moltke, der mit der öffentlichen Nacktheit Zuchtwahl-Aspekte verbinden wollte, da so die Wahrscheinlichkeit von Eheschließungen mit an Syphilis Erkrankten zurückginge. Ein weiterer Aspekt hierbei war der latente Antisemitismus, da die Beschneidung nackt entsprechend auffalle.
Andere FKK-Vereine, zumal die im Arbeitermilieu entstandenen, tendierten hingegen nach links. Hier spielte das Gleichheitsideal eine Rolle, weil Nacktheit soziale Unterschiede aufhebe.
Unabhängig von den Grundsätzen der Freikörperkultur galt die Nacktheit 1960er Jahren in Teilen der 68er-Bewegung als Symbol für die Befreiung von Fesseln der Konvention und etablierte sich so als Form des Protestes. Wogegen dabei im Einzelnen protestiert wurde, ist aus heutiger Sicht oft nicht mehr ganz eindeutig. Es gab weiterhin offizielle Nackt-Badestrände an der Nordsee, neue entstanden an der Ostsee. Im Westen nun kam die Ideologisierung jedenfalls eindeutig von links, zumal die Nacktheit oft mit einem ausgesprochenen Hedonismus und sexuellem Libertinismus verbunden wurde (Hippie-Bewegung, Woodstock). In der DDR war die Nacktheit weit mehr verbreitet als im Westen.

##### Körperliche Ertüchtigung und Pädagogik

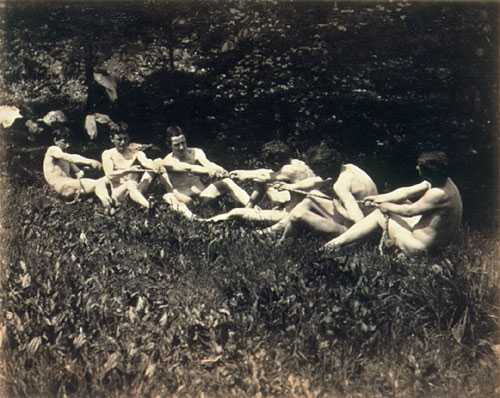
Nackte Körperertüchtigung Ende des 19. Jahrhunderts stand im Gegensatz zur bürgerlichen Verschlossenheit dieser Zeit. Heute ist Nacktheit im Rahmen der Freikörperkultur und in geschützten Bereichen (Haus, Garten, Sauna, Badestrände) in Teilen der westlichen Welt akzeptiert.

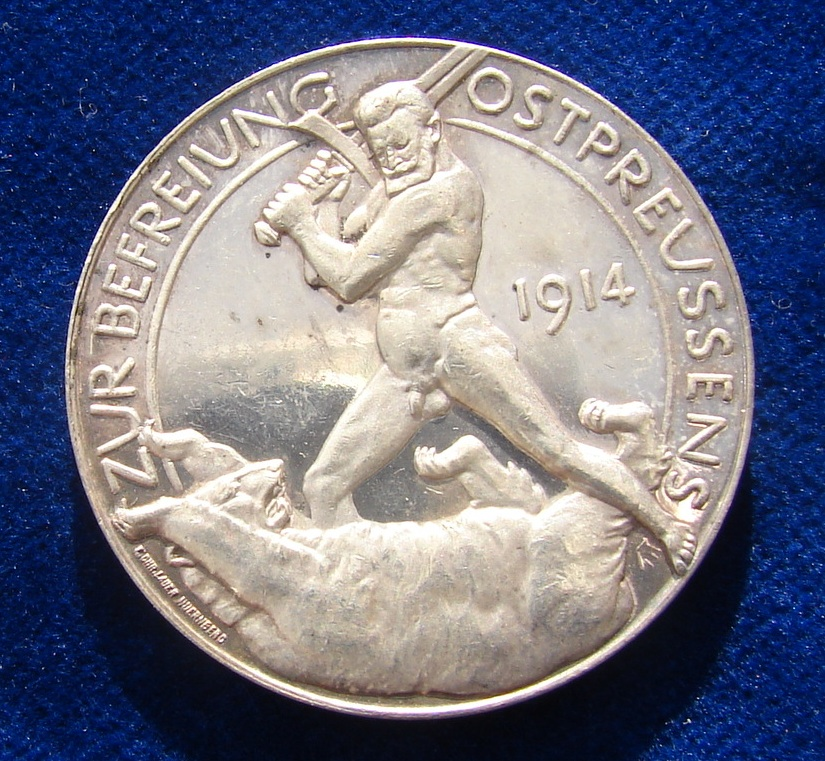
Gedenkmünze von August Hummel (Rückseite) zur Befreiung Ostpreußens 1914: Der nackte Hindenburg schlägt den russischen Bären.

Etwa gleichzeitig mit dem Erscheinen der ersten FKK-Bewegungen begann in der Zeit vor dem Ersten Weltkrieg die amerikanische Ärztin Bess Mensendieck in Deutschland Gymnastikunterricht „ausschließlich für die Frau“ zu geben. Sie wollte damit den Frauen helfen, ihren durch Arbeitsmühen, die Folgen von Schwangerschaft, falscher Kleidung und falscher Ernährung entstellten Körper wieder ins Lot zu bringen. In ihren Gymnastikschulen ließ sie wie auch viele ihrer aufkommenden Konkurrentinnen die Frauen nackt trainieren, denn so waren sie frei von den einengenden Kleidern jener Zeit. Selbst in Turnvereinen, so denn Frauen überhaupt Zugang hatten, galt die Mode als ungeeignet.
Die Bücher, die Mensendieck schrieb, wurden zu großen Erfolgen. Die darin abgebildeten Übungen werden alle nackt präsentiert, denn nur so könne man allfällige Mängel bei den Übungen wirklich erkennen. Bei den Übungen waren die Mädchen in der Regel unter sich. Die Bilder riefen die Sittenwächter auf den Plan. Dies führte teilweise so weit, dass die Gymnastik-Nackt-Schulen (das griechische Wort gymnós [γυμνός] bedeutet nackt) verboten wurden, obwohl es keinen realen Hinweis darauf gab, dass die gemeinsame Nacktheit eine sittliche Schädigung der Auszubildenden verursachen würde. Hans Surén ließ in der Zwischenkriegszeit Offiziere während der Ausbildung nackt turnen und trainieren. Obwohl er seine Ausbildung später völkisch idealisierte, kam er mit den Nationalsozialisten in Konflikt.
In Glüsingen gründete 1926 der Pädagoge Walter Fränzel das Lichtschulheim Lüneburger Land. Zu seinem pädagogischen Konzept gehörte die gemeinsame Nacktheit von Schülerinnen und Schülern sowie den männlichen Lehrern.
Adolf Koch – Lehrer in der Zwischenkriegszeit – ging noch ein Stück weiter als Mensendieck und ließ alle seine Schülerinnen und Schüler die Gymnastik gemeinsam nackt üben. Obwohl alle beteiligten Kinder mit Zustimmung ihrer Eltern die Schule Kochs besuchten, wurde er von rechten Politikern skandalisiert und er verlor seinen Lehrerposten. Er machte dennoch auf eigene Faust weiter und konnte die politische Linke hinter sich vereinen. In vielen deutschen Städten entsandten daraufhin Lehrerseminare nach Kochs Vorbild, die allerdings 1933 wieder geschlossen wurden.
In der Stimmung der von der politischen Linken geprägten 68er-Bewegung begannen neuerlich einige Pädagogen, die Nacktheit offen in ihren Lehrplan aufzunehmen. Bis heute ist der schulische Sexualkundeunterricht stark umstritten. Auf der einen Seite wollen die Eltern dieses „heikle“ Thema nicht Außenstehenden überlassen, auf der anderen sind manche selbst überfordert, weil sie nie Sexualkundeunterricht genossen haben und ihre Aufklärung durch die Straße oder heute das Internet erfolgt war. Auch die Lehrmittel, mit denen die menschliche Biologie erklärt werden sollte, waren mehrfach Ausgangspunkt und Ziel von konservativer Kritik. So auch der deutsche Sexualkunde-Atlas. Ein Lehrmittel namens Sexbox in der Schweiz löste die Unterschriftensammlung für die Eidgenössische Volksinitiative „Schutz vor Sexualisierung in Kindergarten und Primarschule“ aus. Die Sexbox enthielt Materialien zur Unterstützung der Vorbereitung und Durchführung von Sexualkundeunterricht. Hauptkritikpunkt an dieser Sexbox waren ein Holzpenis und eine Plüschvagina.
Im 21. Jahrhundert entwickelte sich eine vorsichtigere Haltung zur öffentlichen Nacktheit. Im Zusammenhang mit Datenschutz und dem Recht an dem eigenen Bild wurde erkannt, dass gegen den eigenen Willen Bilder in sozialen Netzwerken hochgeladen und geteilt werden. Während es im 20. Jahrhundert normal war, dass kleine Kinder nackt spielten, glauben manche Erzieher, Lehrkräfte und Eltern das heute kaum noch verantworten zu können – zu groß sei das Risiko, dass Unbekannte die Kinder ablichten und die Bilder ins Netz stellen. Insbesondere männlichen Erziehern und Betreuern wird in sexueller Beziehung grundsätzlich misstraut, was die Berufsausübung massiv erschweren kann. Seit Inkrafttreten der DSGVO im Mai 2018 dürfen grundsätzlich Kinderbilder aus Kindertagesstätten und Schulen nur noch nach schriftlicher Zustimmung aller Eltern gemacht werden (DSGVO, Art. 8 Abs. 1).

##### Sauna
Mit dem zahlreichen Aufkommen von Saunaanlagen in Mitteleuropa seit den 1970er Jahren ist das Nacktbaden dort wieder gesellschaftsfähig geworden. Ausgehend von der finnischen Saunakultur, die mit der Rückkehr deutscher Soldaten aus dem Norden am Ende des Fortsetzungskriegs mitgebracht wurde, werden Saunaanlagen in Mittel- und Nordosteuropa in der Regel nackt besucht. Eine Geschlechtertrennung in öffentlichen Anlagen ist dabei je nach Kontext möglich, im deutschsprachigen Raum aber selten. Dagegen ist in den Ländern West- und Südeuropas in öffentlichen Saunaanlagen in der Regel Badekleidung üblich.
Einige öffentliche Saunaanlagen in Mitteleuropa verfügen über eine „Textilsauna“. Hier wird das Tragen von Badekleidung gefordert oder erlaubt. Auch wird bisweilen in textilfreien Saunaanlagen gefordert, außerhalb der Saunakabinen und Pools die Geschlechtsmerkmale mit Handtuch oder Bademantel zu verdecken.

##### Weitere Aspekte
In der Frauenbewegung, die sich gegen die männliche Dominanz in patriarchalen Gesellschaften wendet, wurde die Nacktheit von Frauen teils als vorbildlich (als Ausdruck von Selbstbewusstsein und Selbstbestimmung), teils auch als verwerflich (als Vorstufe von Pornografie) bewertet.

### Außereuropäische Kulturen

#### Ägyptische Antike

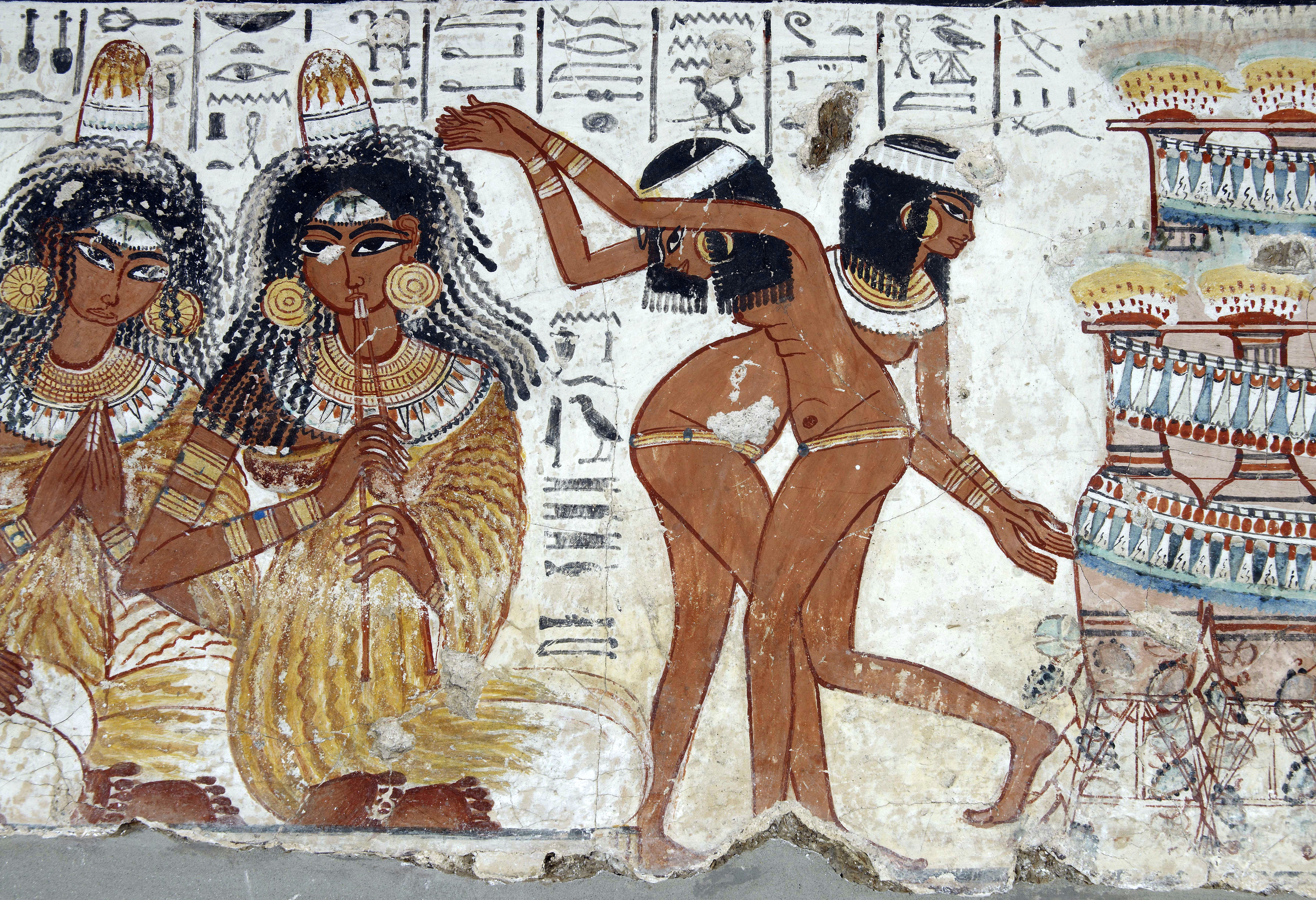
Wandmalerei aus einem Grab in Theben (etwa 1400 v. Chr.): Musiker und Tänzerinnen bei einer Feier im alten Ägypten.

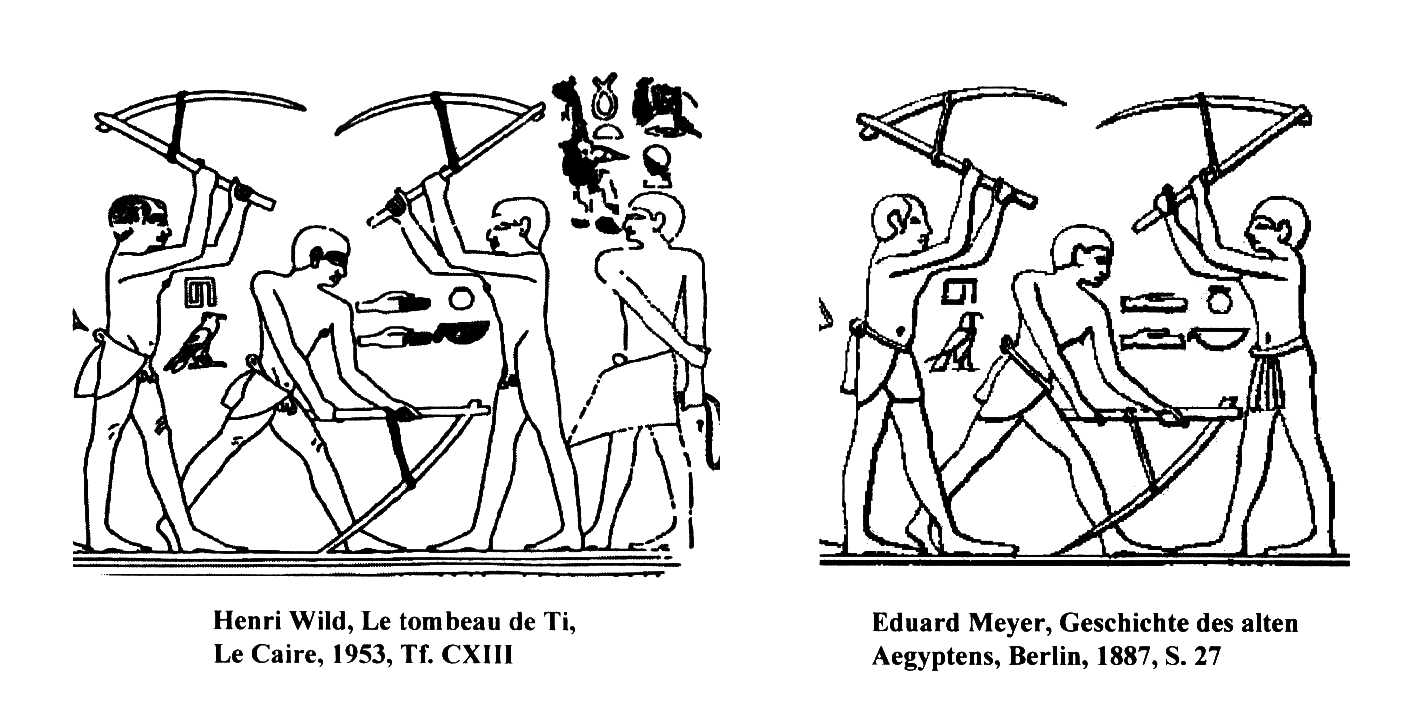
Wiedergabe einer Wandmalerei aus dem Grab des Tis. Korrekte (links) und manipulierte (rechts) Reproduktion aus Geschichte des Alten Ägypten

Die ägyptische Mode hat sich lange Zeit nicht stark verändert. Die Menschen trugen ein Minimum an Kleidung. Männer gingen meist mit bloßem Oberkörper, barfüßig und trugen lediglich eine Tunika um die Hüfte. Frauen trugen locker hängenden Stoff. Weibliche Unterhaltungskünstler traten dagegen nackt auf. Kinder blieben bis zur Pubertät, bis etwa zum Alter von 12 Jahren, nackt. Diese offene Kleidungstradition wurde von anderen Kulturen als demütigend angesehen. Die Hebräische Bibel hält zum Beispiel fest:

„Da sagte der Herr: Wie mein Knecht Jesaja drei Jahre lang nackt und barfuß umherging als Zeichen und sinnbild gegen Ägypten und Kusch, so wird der König von Assur die Gefangenen Ägyptens und die Verschleppten Kuschs wegtreiben, Junge und Alte, nackt, barfuß und mit entblößtem Gesäß, zur Schande Ägyptens.“

Die Darstellung von Nacktheit in Verbindung mit expliziter Sexualität findet sich nicht allzu häufig, ist aber beispielsweise am erotisch-satirischen Papyrus von Turin nachweisbar. Hierbei erscheinen die Penisse übermäßig groß. Auch Min, der ägyptische Gott der Fruchtbarkeit, wird oft mit einem mächtigen, erigierten Penis dargestellt.
Die Offenheit der Ägypter passte manchen Europäern der Neuzeit nicht. In Meyers Geschichte des Alten Ägypten von 1887 erschien etwa eine Abbildung aus dem Grab des Ti verfälscht, um die gezeigten Genitalien dem Leser des Buches zu verbergen (siehe Bild). Auch in späteren Publikationen wurde die Abbildung in dieser Form übernommen.

#### Indische Antike

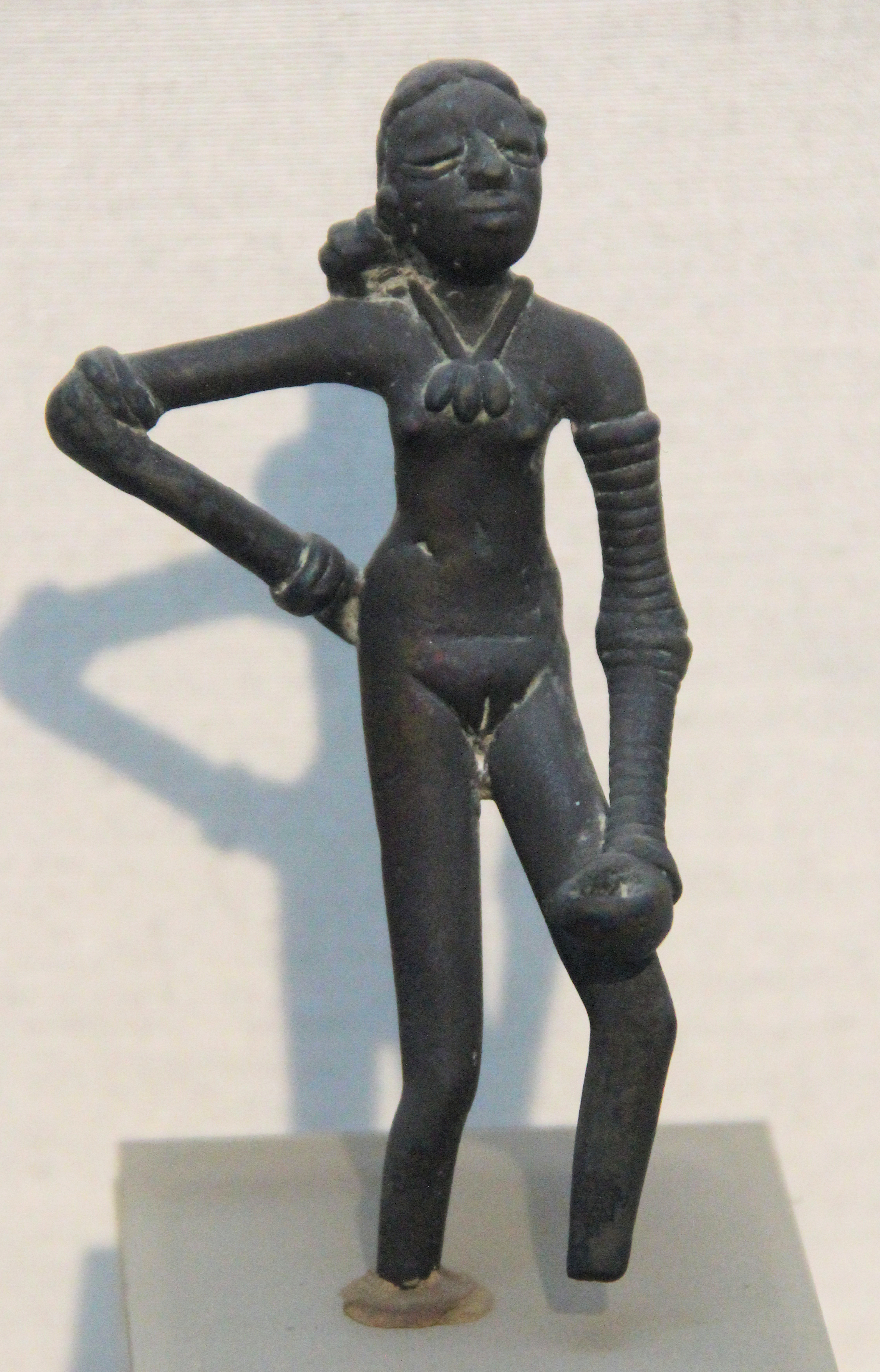
Tänzerin-Statuette aus Mohenjo-Daro

Eine Bronze-Statuette, die in Mohenjo-Daro, der größten bekannten Stadt der Indus-Kultur, gefunden wurde und auf die Zeit um 2.500 v. Chr. datiert wird, zeigt eine nackte Tänzerin mit Armreifen und Halskette. Laut Charles Fabri weisen indische Darstellungen einheimischer Frauen bis etwa zum 12. Jahrhundert meist nackte Brüste und nur in wenigen Fällen ein schleierartiges, durchscheinendes Tuch darüber auf.

#### Japan

Wisdom Impression Sentiment (1898): Aktgemälde des japanischen Malers Kuroda Seiki

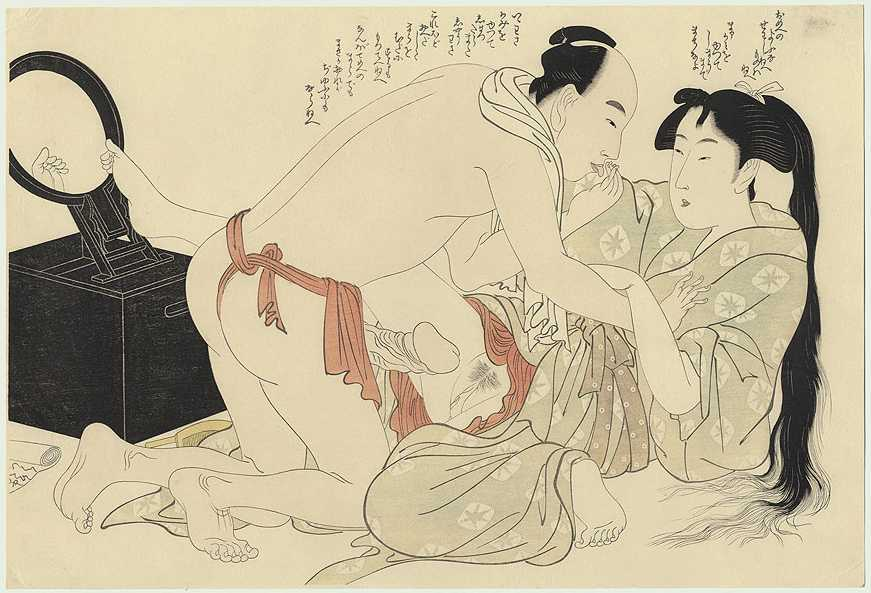
Kitagawa Utamaro, Vorspiel der Lust (1799)
Die Abbildung von konkreter Sexualität (Shunga) auch durch anerkannte Künstler war in Japan nicht tabuisiert.

Das traditionelle heiße japanische Bad (Ofuro) wurde immer von ganzen Familien gemeinsam nackt genommen. Europäische Missionare waren über die dabei anscheinend fehlende Scham erstaunt. In öffentlichen Bädern, in denen ausnahmslos nackt gebadet wird, wurde die Trennung nach Geschlechtern erst nach dem Zweiten Weltkrieg auf Druck der USA eingeführt. Diese Trennung besteht manchmal nur aus einem kaum kniehohen Zaun, der eher eine Markierung darstellt. In vielen natürlichen Thermalquellen (Onsen) wird seit jeher und bis heute gemeinsam gebadet.
Fast nackt wird das Sumō-Ringen ausgetragen. Der uralte, auf das 7. Jahrhundert zurückgehende Sport wird nach traditioneller Deutung zur Freude der Götter betrieben – eine bemerkenswerte Analogie zu den griechischen Olympischen Spielen. Die Nacktheit im Bad und beim Sumo bewegt sich innerhalb genau definierter sozialer Grenzen. Ansonsten scheint Japan aus europäischer Sicht eher prüde. Nacktheit am Strand ist unüblich und kaum vorstellbar, in vielen Kinofilmen werden Nacktszenen nach wie vor retuschiert oder komplett geschnitten. Selbst Aufnahmen von Schlafzimmern wurden aus Filmen entfernt, um sexuelle Assoziationen zu verhindern. Darum war 1976 der Spielfilm Im Reich der Sinne des japanischen Regisseurs Nagisa Ōshima mit expliziten Nacktszenen ein Skandal.
Es kann allerdings bezweifelt werden, dass ein Nacktheits-Tabu tief in der Gesellschaft verwurzelt ist. Die Trennung von Staat und Religion war schon vor der Ausbreitung der Pornografie in dem Land so fortgeschritten, dass eine öffentliche „Moral“ nicht von Religionen vorgegeben wurde, sondern das Verhalten auf einem allgemeinen Konsens gründete. So erlebte die Japanische Pornografie in der Edo-Zeit (1603 bis 1868) eine Blüte. Gegenwärtige Tabus sind auf die Verwestlichung und Modernisierung des Landes in der Meiji-Zeit (seit 1868) zurückzuführen. Die Regierung befürchtete, dass Japan aufgrund seiner sexuellen Offenheit vom Westen als rückständig angesehen würde. Erst durch das Bestreben, diese alten Zensurgesetze zu umgehen, Ausdrucksmittel zu entwickeln und Marktnischen zu finden, entwickelten sich pornografische Genres wie das Bukkake, in dem kein tatsächlicher Geschlechtsverkehr gezeigt wird, da viele Männer auf das Gesicht einer Frau ejakulieren.

#### Australien, Ozeanien, Afrika, Karibik, Südamerika

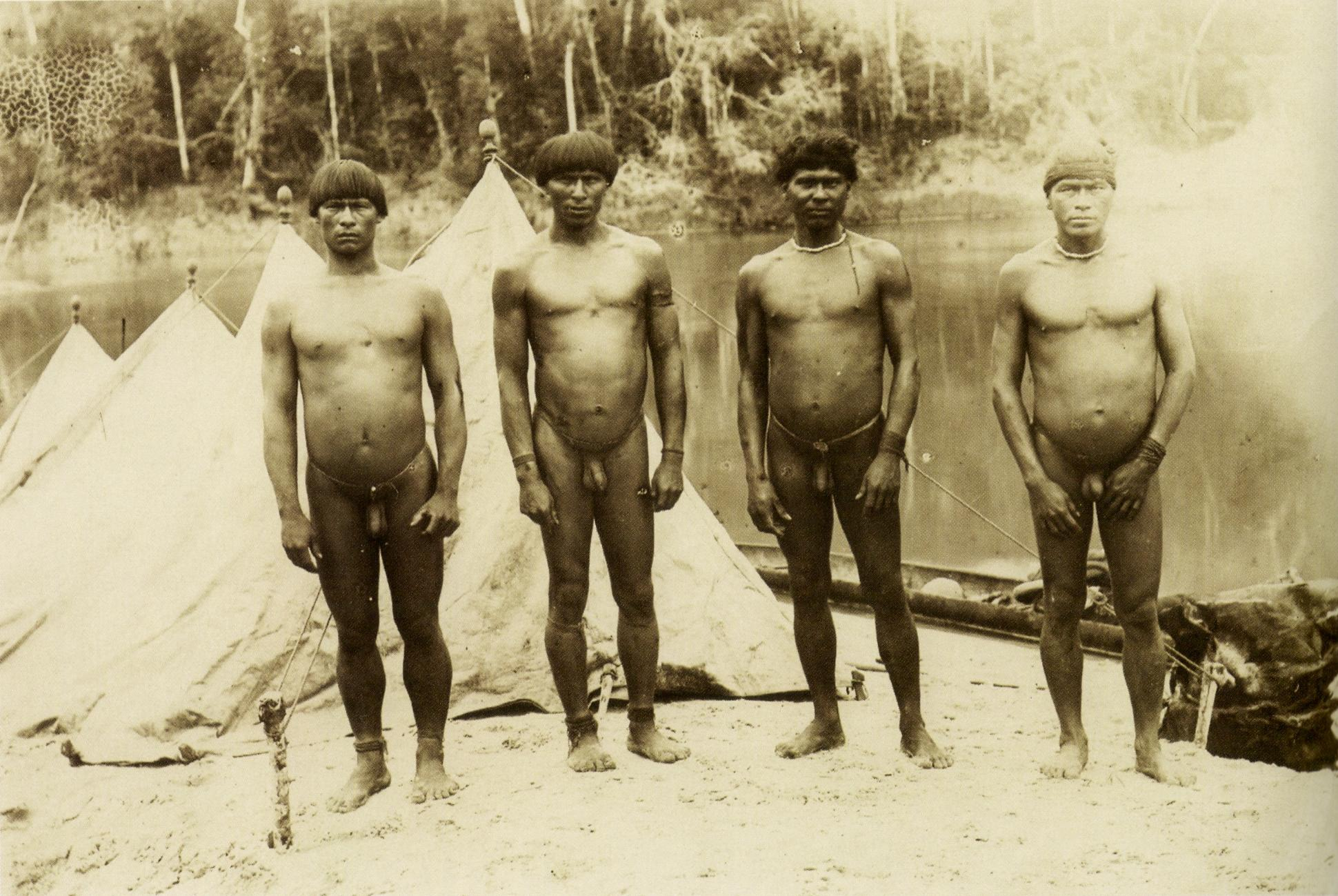
Mehinako-Indianer (1894) in Pará

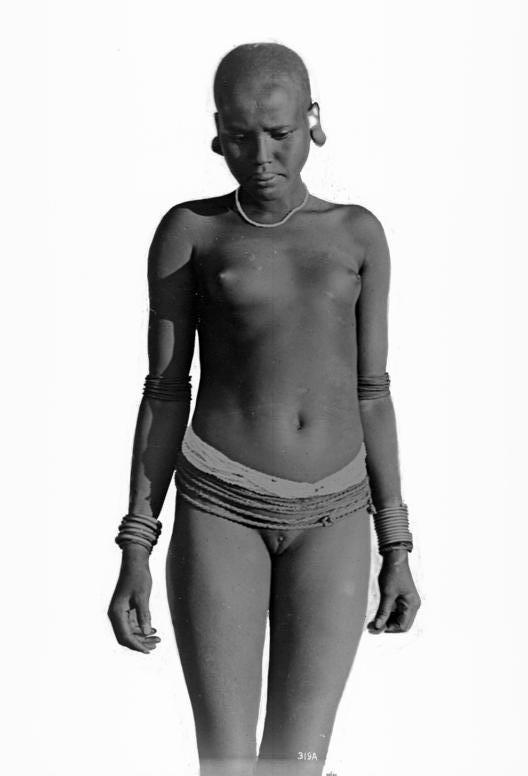
Walther Dobbertin, Aktstudie eines Mädchens im ehemaligen Deutsch-Ostafrika (zwischen 1906 und 1918)

Zwei halbnackte junge Frauen in Äthiopien (1966)

In vielen traditionellen Kulturen dieser Räume lebten die Menschen bis in die Neuzeit hinein für unser Verständnis unbekleidet. Etwa die australischen Aborigines, Bewohner Neuguineas und mehrere Völker des Amazonasgebiets sowie im zentralen und südlichen Afrika. In einigen dieser Kulturen hat sich diese Tradition bis heute erhalten und kaum gewandelt. Dabei wird beispielsweise von den Frauen eine dünne Schnur um die Hüfte getragen und von den Männern ein Penisfutteral, welches auch mit einer Schnur um die Hüfte getragen wird, ohne diese sie sich aber auch nackt fühlen.
Auf Samoa und anderen Inseln Ozeaniens waren die Menschen weitgehend unbekleidet, bis sie im Zuge der Missionierung nicht nur den neuen Glauben, sondern auch die Sitten der Missionare übernahmen. Dabei ist es bis heute geblieben, sodass es Touristen im Allgemeinen nicht gestattet ist, oben ohne am Strand zu liegen.

#### China
In der chinesischen Kultur hat die Nacktheit traditionell wenig Raum. In Hongkong kämpfte Anfang 2005 ein bislang rein privater FKK-Club gegen erhebliche Widerstände um das Nutzungsrecht an einem Strandabschnitt. Es wäre trotz der durchaus vorhandenen Akzeptanz der Nacktheit in vielen Kulturen Asiens der zweite (Thailand) Naturistenclub des gesamten Kontinents (außer an der äußersten Peripherie Asiens in Russland und Israel).

### Nacktheit und Religion

#### Tanach und Judentum

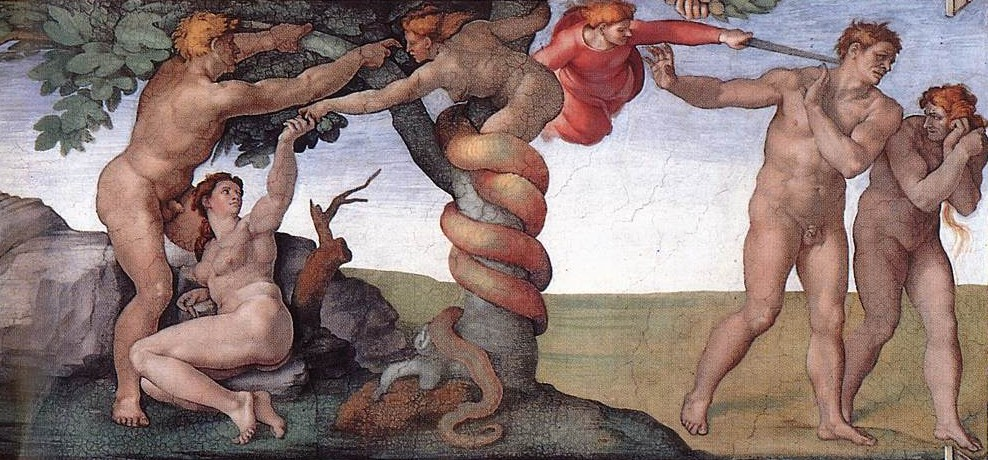
Darstellung der Vertreibung von Adam und Eva aus dem Paradies und des vorangegangenen Sündenfalls, infolge dessen sie sich unter anderem ihrer Nacktheit bewusst wurden. Deckengemälde Michelangelos in der Sixtinischen Kapelle, 1508–1512

In der biblischen Schöpfungsgeschichte ist die Nacktheit ein Symbol für Unschuld und Unbewusstheit. Erst nachdem Adam und Eva eine verbotene Frucht vom Baum der Erkenntnis des Guten und Bösen gegessen hatten (dem christlichen Sündenfall), wurde ihnen ihre Nacktheit bewusst und sie schämten sich. Die Scham wird also theologisch als Folge dieser Erkenntnis betrachtet.
Die verwandten, aber nicht identischen Empfindungen genitaler Scham einerseits und Scham als Folge einer Regelverletzung und Trennung von Gott andererseits werden dabei häufig verkürzend gleichgesetzt. Im weiteren Verlauf bleibt Nacktheit im Tanach (Alten Testament) ein Zeichen der Armut und teilweise der Schande, so bei der Deportation nackter Kriegsgefangener. Sie gilt aber nicht als schuldhaft und wird auch als prophetisches Zeichen verstanden und dabei positiv gewertet. Im späteren, orthodoxen Judentum ist Nacktheit jedoch verpönt.

#### Christentum

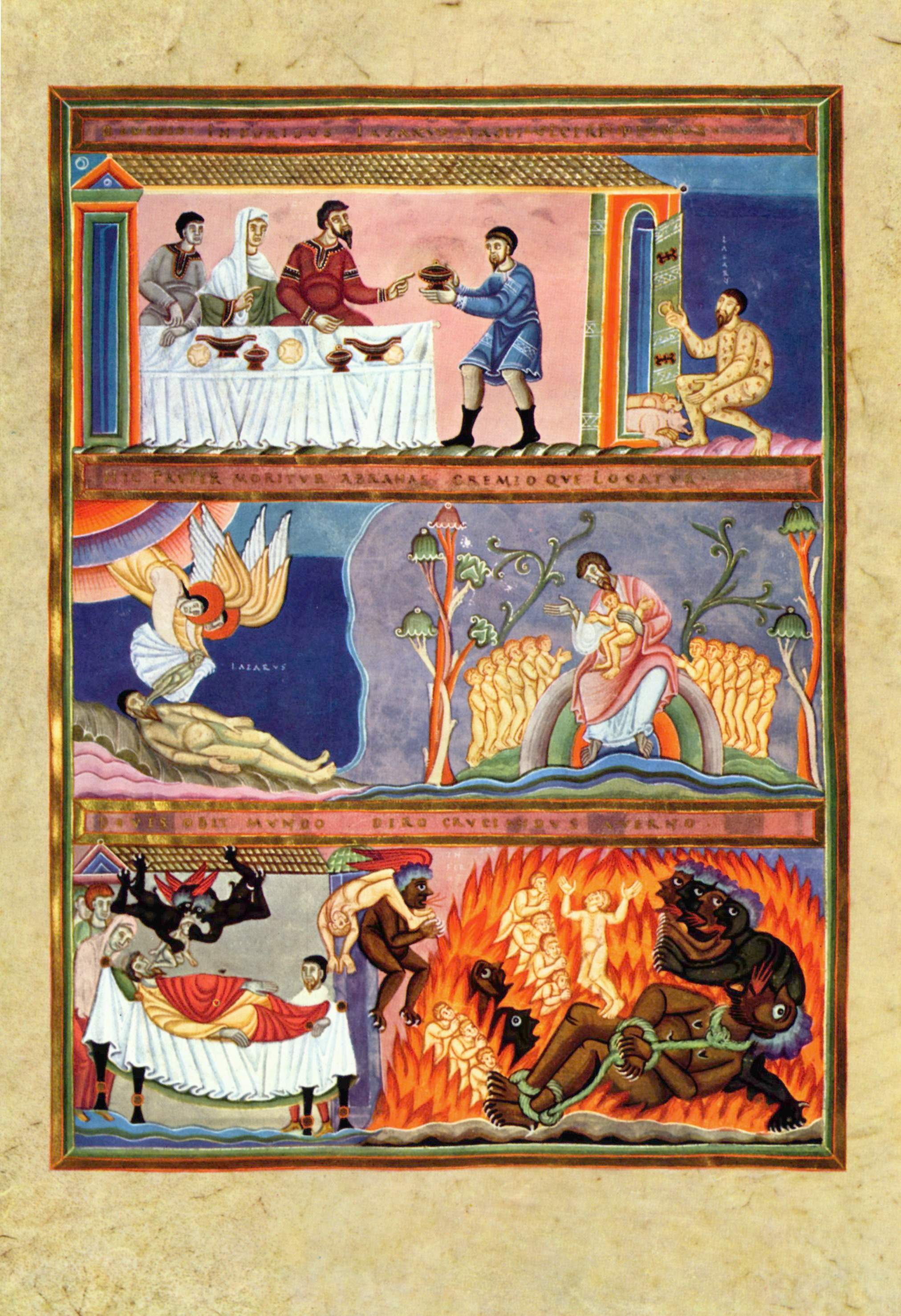
Armer Lazarus, nackt, vor des Reichen Tür, Lukas 16, Codex Aureus Epternacensis (o.r.)

In der christlichen Tradition überwiegt eine ambivalente Einstellung zur Nacktheit, jedenfalls eine konsequente Betonung der (nicht nur körperlich verstandenen) Schamhaftigkeit und stärker noch der Keuschheit, also der Beherrschung der Libido. Letztere war stets verbunden mit dem christlichen Verbot aller Formen der vor- und außerehelichen sexuellen Praxis, die sie als Unzucht bezeichneten.
Im Neuen Testament wurde die Nacktheit an sich zunächst so wenig verurteilt wie im Alten Testament. Sie galt nicht als Sünde, sondern als soziales Problem, nämlich als ein sichtbares Kennzeichen der Armut, Schande und Hässlichkeit (vergleiche Joh 21,7 ). So stand auch das neutestamentliche Gebot, die Nackten zu kleiden, neben der Forderung der Fürsorge für Hungernde, Dürstende, Gefangene und Kranke (vergleiche Mt 25,34–40 ).
In der christlichen Geschichte gab es im Einzelnen einen recht unterschiedlichen Umgang mit der Nacktheit. Beim Besuch von Gotteshäusern wird traditionell die Bedeckung der Schultern und bei Frauen der Oberschenkel bis zu den Knien verlangt, bei Männern das Tragen langer Hosen. In Anlehnung an eine Forderung des Apostels Paulus wurde und wird teilweise ein Kopftuch oder einen Schleier für Frauen befürwortet oder verlangt. Das Verbot der Nacktheit bei den Olympischen Spielen (und dieser Spiele überhaupt wegen ihres heidnischen Ursprungs) im Jahre 393 n. Chr. ging auf christliche Veranlassung zurück. Andererseits wurde zu fast allen Zeiten in christlichen Ländern in den Gewässern nackt gebadet.
Mit Epiphanius von Salamis setzte sich im 4. Jahrhundert die kirchenamtliche Verdammung der Nacktheit durch. Mystische kommunitäre christliche Gruppen, die eine heilige Nacktheit praktizierten, oder die man ihnen nachsagte, wie die Adamiten oder die Brüder und Schwestern des freien Geistes des Mittelalters, standen als Ketzer unter scharfen Verfolgungen.

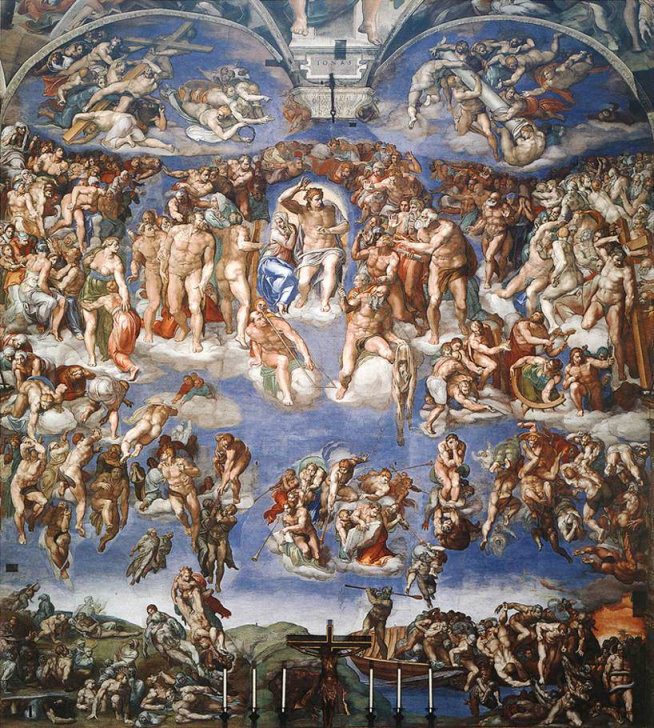
Michelangelo: Jüngstes Gericht

Die öffentliche Nacktheit des Franz von Assisi, intendiert und von seinen Zuschauern verstanden als provozierend-schroffe Absage an jede Art von Materialismus und Konsumismus, wurde von der Kirche im Nachhinein nicht verurteilt, sondern als Hinweis auf seine Heiligkeit anerkannt. Sie wurde assoziiert mit der Nacktheit der Propheten. Auch findet sich Nacktheit in der christlichen Kunst nicht selten, dies sowohl bei der Darstellung von Adam und Eva über die Engel bis zu bestimmten biblischen Figuren und Heiligen. Eines der berühmtesten Beispiele dafür ist das Altargemälde der Sixtinischen Kapelle im Vatikan.
Insbesondere zu Studienobjekten des nackten männlichen Körpers entwickelten sich die weit verbreiteten Darstellungen des Hl. Sebastian, dessen von Wunden übersäte Gestalt dem Sadismus und Voyeurismus des Betrachters ausgesetzt erscheint. Die künstlerische Darstellung weiblicher Nacktheit im Abendland nahm ebenfalls ihren Anfang in der Aufnahme biblischer Motive wie Batseba und Susanna im Bade.
Es findet sich in den schriftlichen kirchlichen Aussagen im 20. Jahrhundert kein unmittelbares Verbot der Nacktheit, jedoch Aussagen wie „Die Nacktheit ist kein Symptom einer neuen Natürlichkeit, sondern einer erkrankten Zivilisation.“ und im Jone zu unehrbaren Körperteilen mit deutlichen Warnungen hinsichtlich der Unkeuschheit. Das gemeinsame Wannenbad von jüngeren Geschwistern in Badebekleidung wurde auch damit begründet. In der Fachliteratur wurden weitere Folgen der leibfeindlichen kirchlichen Sexualmoral dargestellt.
Papst Johannes Paul II. entwickelte im Rahmen seiner Mittwochskatechesen seine Theologie des Leibes. Zur Nacktheit sowie der Scham nahm er Bezug auf Gen 1,31: „Gott sah, dass alles, was er gemacht hatte, sehr gut war“. Am 2. Januar 1980 führt er aus:

„Die Nacktheit bezeichnet das ursprüngliche Gut der göttlichen Schau, sie bedeutet die ganze Einfachheit und Fülle jenes Blickes, durch den sich der reine Wert des Menschen als Mann und Frau kundtut, der reine Wert des Körpers und der Geschlechtlichkeit.“

Schon in seinem Buch „Liebe und Verantwortung“ hatte Karol Wojtyła 1960 festgestellt:

„Sexuelle Schamhaftigkeit kann also nicht einfach mit der Verwendung von Kleidung gleichgesetzt werden, noch Schamlosigkeit mit dem Fehlen von Kleidung und totaler oder teilweiser Nacktheit des Leibes. (S. 258)
Die Nacktheit als solche ist nicht mit der Schamlosigkeit des Leibes gleichzusetzen. Die Unschamhaftigkeit ist nur dann präsent, wenn die Nacktheit eine negative Rolle im Hinblick auf den Wert der Person spielt, wenn es ihr Ziel ist, das Begehren des Fleisches zu wecken, als dessen Resultat die Person in die Position eines Objekts des Gebrauchs gebracht wird. (S. 280)
Der menschliche Leib ist nicht in sich selbst schamlos, noch sind es aus denselben Gründen die sinnlichen Reaktionen und die menschliche Sinnlichkeit im Allgemeinen. Die Schamlosigkeit ist (so wie das Schamgefühl und die Schamhaftigkeit) eine Funktion des Inneren einer Person und insbesondere des Willens, der allzu leicht die sinnliche Reaktion akzeptiert und eine andere Person – wegen des ‚Leibes und des Geschlechts‘ der Person – auf die Rolle eines Objekts des Gebrauchs reduziert. (S. 281)“

Der Fuldaer Moraltheologe Rupert M. Scheule regt eine neue Sexualethik an unter der Perspektive Nacktsein heißt Menschsein, und Menschsein bedeutet Nacktsein.

#### Islam

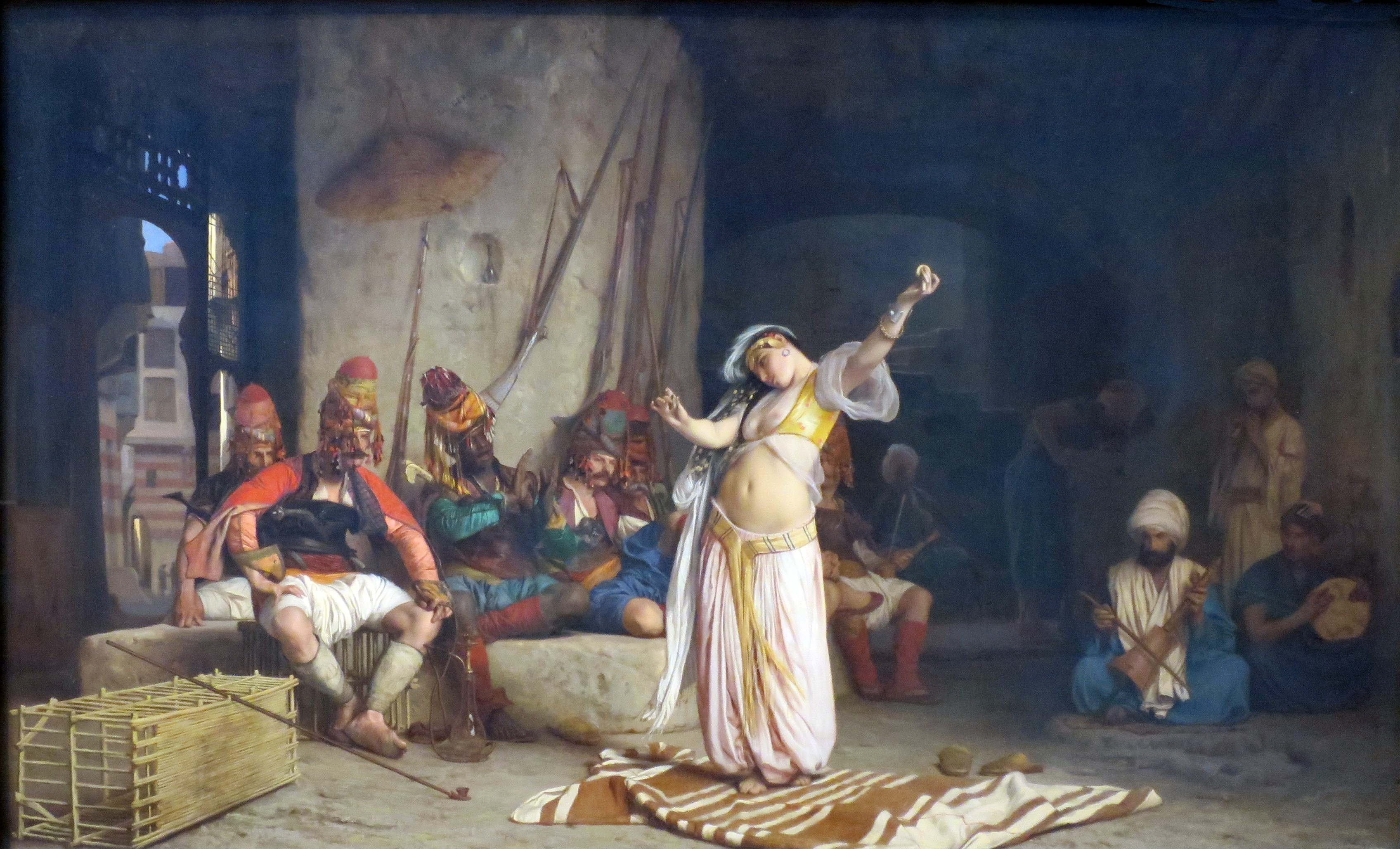
Jean-Léon Gérôme: Dance of the Alme (1863)
Westliche Darstellungen orientalischer Tänze gelten eher als verklärte Wunschvorstellungen.

Nacktheit ist im Islam extrem eingeschränkt. Es existieren eine Reihe von Regeln über die korrekte Bekleidung.
Der Bereich des Körpers, der in der Öffentlichkeit nicht zu sehen sein soll, also der definierte Schambereich, heißt Aura (arabisch عورة). Die Regeln hierzu sind in den Hadith-Sammlungen ausgeführt, die in ihrer Gesamtheit die Sunna ergeben, einem der wichtigsten juristischen Bezüge im Islam. In der Tradition der Sunniten reicht die männliche Aura vom Nabel bis zu den Knien. Für Frauen gibt es verschiedene Klassifikationen zur Aura. Traditionell ist die Aura der Frau aber auf ihren gesamten Körper bezogen. Uneinigkeit besteht darin, ob das auch für das Gesicht, Hände und Füße zutrifft. Für Sklavinnen daneben galt die Aura des Mannes.
In der Öffentlichkeit tragen viele muslimische Frauen den Hidschāb und lange Kleidung, die den größten Teil ihres Kopfes und Körpers bedeckt, wobei nur Hände und Gesicht zu sehen sein dürfen. Weniger streng ist das vor der eigenen Familie, wie Eltern, Kindern oder Geschwistern. Allein der Bereich zwischen Brust und Oberschenkel muss dort bedeckt bleiben.
Die in manchen islamischen Ländern gültige Scharia kennt noch schärfere Gesetze. Allerdings variiert der Grad der Bedeckung auch mit der Auslegung der Scharia und den örtlichen Gepflogenheiten. In der Türkei ist die traditionelle Form des Hidschab der Çarşaf, im Iran und bei den irakischen Schiiten der Tschador. In arabischen Ländern wird der Dschilbab mit einem Niqab genannten Gesichtsschleier kombiniert. In Pakistan und Indien wird der Parda getragen.
Die Darstellung von Nacktheit ist ebenso limitiert, da es Regeln zur allgemeinen Bildervermeidung in der islamischen Kunst gibt. Diese stehen in dieser Form auch in den Hadith-Texten und nicht im Koran. Daraus resultiert eine starke Tendenz zu nichtfigürlichem, ornamentalem Dekor in der islamischen Kunst. Da es keine eindeutige Grenze zwischen sakraler und profaner Kunst gibt, bleibt dieses Vermeidungsgebot nicht auf religiöse Orte beschränkt.
Dass es heute ein großes Spannungsverhältnis zur Nacktheit in islamischen Gesellschaften gibt, ist an manchen Fällen zu beobachten. So erklärte Anfang 2006 ein ägyptischer Rechtsgelehrter, dass Nacktheit beim Sex jede Ehe ungültig mache, woraus eine breite öffentliche Debatte resultierte. Jedoch regelt weder der Koran noch die Überlieferungen des Propheten, ob oder wie die Geschlechtsteile beim Sex bedeckt bleiben sollen.
2010 protestierten Muslime in den USA, dass Körperscanner an Flughäfen islamisches Gesetz verletzen würden. Die Fiqh Council of North America erließ hierzu ebenfalls eine Fatwa. Darin hieß es: „Der Islam betont die Zurückhaltung (Haya) und deren Bedeutsamkeit für den Glauben. Der Koran sagt den Gläubigen, Männern wie Frauen, dass sie ihre Geschlechter bedecken sollen.“ In den USA wurde darauf die Möglichkeit eingeräumt, sich abtasten zu lassen.
Ende 2011 stellte eine ägyptische Kunststudentin Fotos ins Internet, die sie nackt zeigten. Ihre Fotografien, mit denen sie gegen die Ungleichbehandlung der Frauen protestierte, lösten einen breiten Protest im Land aus.
Salman Rushdie schrieb in einem Essay aus dem Jahr 2005 vom subversiven Charakter der Nacktheit im Islam, worin er beschreibt, dass durch die Unterdrückung von Pornografie diese gleichsam zur Ikone der Freiheit gerät.
Das Bild des orientalischen Tanzes zeigt einen offenen Umgang mit Nacktheit und Körperlichkeit. Die Geschichte des orientalischen Tanzes zeigt allerdings, dass dies im Grunde ein exotistisches europäisches Genre ist, das erst im 20. Jahrhundert auf den Orient zurückwirkte. Es wurde stark inspiriert von Erzählungen wie Salome und ihrem todbringenden Tanz. Auch historische, ägyptische und babylonische Elemente beeinflussten dieses Tanzgenre.
Kulturgeschichtlich ist der Umgang mit Nacktheit im Islam bis zu den Ursprüngen des Koran zurückzuführen. Während schon die Juden und die Christen die Geschichte von Adam und Eva auch erzählten als die Geschichte, in der sich die ersten Menschen ihrer Nacktheit bewusst werden, erzählt der Koran eine ganz ähnliche Geschichte. Eva wird zwar nicht namentlich genannt und auch ihre Entstehung wird nicht erläutert, aber das Essen der verbotenen Frucht und das Erkennen der Nacktheit. Dabei ist die Nacktheit negativ konnotiert. Das Wort für Scham im Koran ist saw’a, was sich von sā’a ableitet und „schlecht sein“ bedeutet.

„Dann flüsterte ihnen der Satan ein, damit er ihnen das enthüllt, was ihnen von ihren Schamteilen verborgen war, und sagte: ‚Euer HERR hat euch diesen Baum nur deswegen verboten, damit ihr keine Engel werdet oder zu den Ewig-Lebenden gehört!‘
So betrog er sie mit Täuschung. Als sie dann vom Baum gekostet haben, wurden ihnen ihre Schamteile sichtbar, und sie begannen eilends, sich mit den Blättern der Dschanna zu bedecken. Und ihr HERR hat sie rufen lassen: ‚Habe ICH euch etwa nicht diesen Baum verboten und gesagt, daß der Satan für euch gewiß ein entschiedener Feind ist?!‘“

Nacktheit war in der islamischen Vorstellung des Paradieses nicht existent. Mit dem Sündenfall fiel die paradiesische Bekleidung ab. Diese bestand aus dem Material der Fingernägel. Nur ein Rest blieb an den Fingern, damit der Mensch sich an den ursprünglichen Zustand erinnere.
Es sind Geschichten aus frühislamischer Zeit bekannt, als Frauen in Schlachten ihren Schleier öffneten und den Männern ihre Brüste zeigten. Sie wollten damit keine Erregung auslösen, sondern den Männern zeigen, welche Folgen eine Niederlage hätte, also die Gleichstellung mit den Sklavinnen mit allen Konsequenzen. Die Verschleierung als Abgrenzung zur Sklavin wurde schon im Koran betont. In vorislamischer Zeit war eine Verschleierung nicht gefordert.

„Prophet! Sag zu deinen Ehefrauen, zu deinen Töchtern und zu den Frauen der Mumin, daß sie von ihren Dschilbab über sich ziehen. Dies ist eher daran, daß sie erkannt und dann nicht belästigt werden. Und ALLAH ist immer allvergebend, allgnädig.“

Kommentatoren bestimmten maßgeblich die Auslegung des Korans. Ahmad ibn Hanbal (780 bis 855), einer der Begründer der vier sunnitischen Rechtsschulen, erkannte auch in Fußsohlen und Fingernägeln die Aura der Frau. Traditionell wird der Körper der Frau als omnisexuell betrachtet:

„Das die Frau bestimmende primäre Geschlechtsteil, ihre Vagina, wird auf den ganzen Körper übertragen – die Frau ist regelrecht eins mit ihr. Jeder Teil ihres Körpers ist für den männlichen Betrachter mit sexuellen Reizen angefüllt und stellt somit bei der Enthüllung und Sichtbarwerdung eine Gefahr nicht nur für den Mann, sondern für die Gesellschaft und die Ordnung als solche dar.“

Bis heute wird von manchen Gruppierungen und auch Regierungen der Ausschluss der Frau aus dem politischen Diskurs begründet mit der weiblichen Stimme als angeblichem Teil ihrer Aura, die in der Öffentlichkeit zu bedecken wäre.

#### Hinduismus
Im Jainismus gibt es seit ältesten Zeiten Digambaras genannte Mönche, die nackt oder fast nackt unter Bekleideten leben. Das Wort bedeutet „die Luftgekleideten“.
Auch die Sadhus (hinduistische Asketen) leben gesellschaftlich akzeptiert und hoch geachtet nackt unter Bekleideten. Ihre Zahl wird heute auf mehrere Hunderttausend geschätzt.

## Gesellschaft

Die Freiheit führt das Volk, Gemälde von Eugène Delacroix, in dem die Barbusigkeit Ausdruck von Freiheit und des Abwerfens von Zwang und Unterdrückung ist.

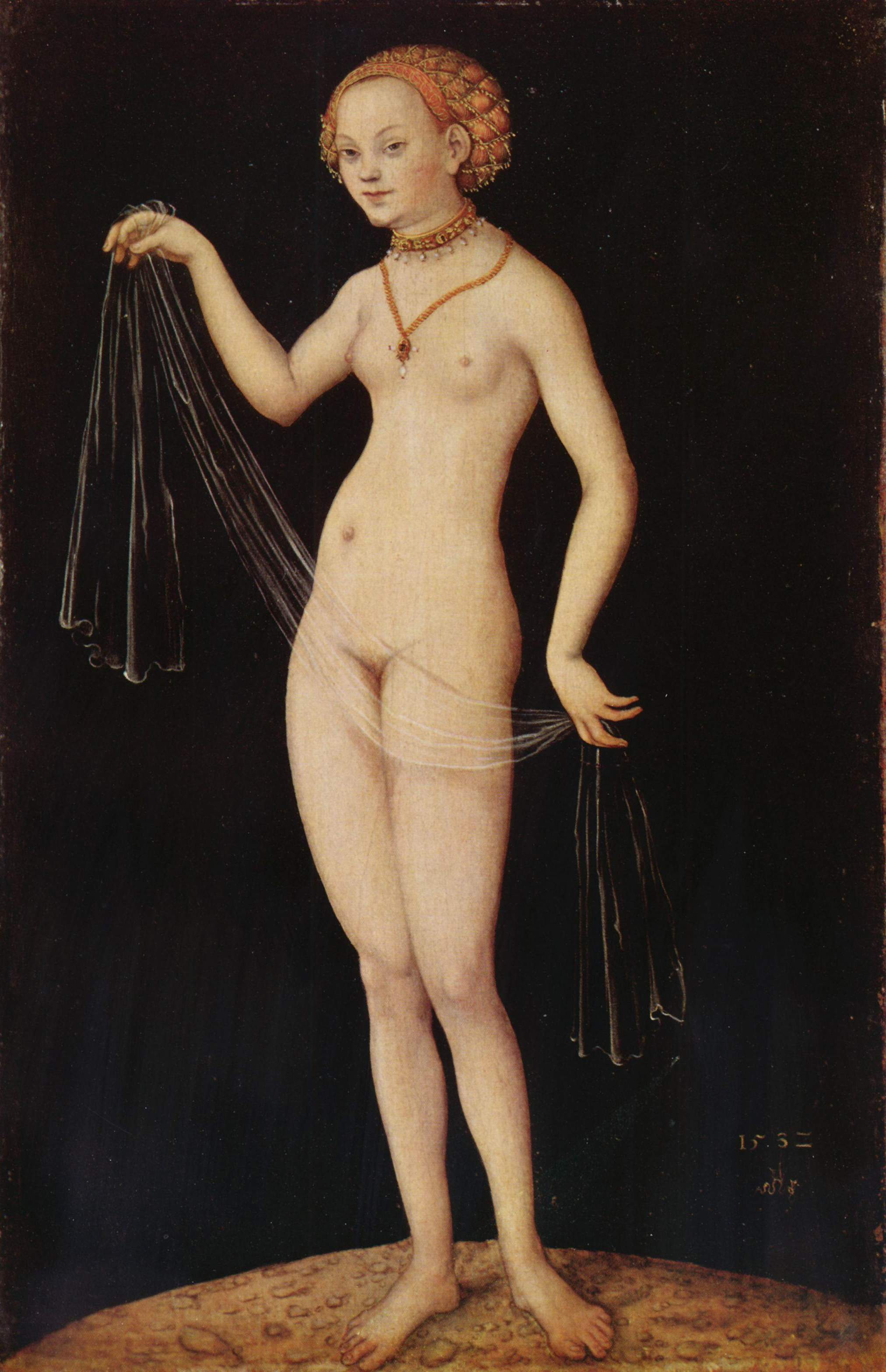
Lucas Cranach der Ältere: Venus (1532). Üblicherweise hat Cranach die Venus in der Mutterrolle mit ihrem Sohn Amor abgebildet, hier ist sie allein. Der Schleier bedeckt ihr Geschlecht, ohne es zu verhüllen.

In verschiedenen Kulturen ist Nacktheit unterschiedlich verbreitet und wird unterschiedlich bewertet. In der Regel gehört die zumindest partielle Bedeckung des Körpers, vor allem der primären und sekundären Geschlechtsmerkmale, in der Öffentlichkeit zur kulturellen Norm. Das Verständnis dieser Norm unterliegt aber deutlichen Schwankungen und die Schwellenwerte, welcher Grad an Nacktheit akzeptiert wird oder nicht akzeptiert wird, können je nach Kultur, Epoche, sozialer Situation, Lebensalter und individuellen Ansichten variieren. Während in vielen Kulturen Nacktheit in der Öffentlichkeit bei vielen Menschen ein Gefühl der Verlegenheit, der Scham oder der sexuellen Anregung auslöst, so ist zumindest innerhalb der westlichen Welt Nacktheit oft in Umgebungen akzeptiert, in denen Menschen sich allgemein wenig bekleiden (Sauna, Strand, Duschen und Umkleidekabinen in Sporteinrichtungen etc.).
Auch innerhalb der westlichen Welt kann die Schamschwelle unterschiedlich hoch liegen. So zeichnen sich sowohl die katholisch geprägten Länder Südeuropas sowie die englischsprachigen, puritanisch geprägten Länder durch eine prüdere und restriktivere Haltung gegenüber Nacktheit aus. In Mitteleuropa und Skandinavien liegt eine höhere Akzeptanz für Nacktheit in der Öffentlichkeit vor. So bedecken sich US-Amerikaner selbst während ärztlicher Untersuchungen mit einem Kittel und tragen in der Sauna Badekleidung, während zum Beispiel viele Skandinavier unter bestimmten Umständen (in einer öffentlichen Sauna oder am Strand) gänzliche Nacktheit als unproblematisch empfinden. Auch an vielen französischen, belgischen, niederländischen und deutschen Stränden und Seen ist vollständige Nacktheit häufig anzutreffen, während das z. B. an Stränden im streng katholischen Polen verpönt oder verboten ist. Auch in Umkleidekabinen und Duschen gibt es regionale und individuelle Unterschiede: Während in Duschen von Fitnessstudios, Sporthallen und ähnlichen Sporteinrichtungen in der Regel nackt geduscht wird, tragen in Schwimmbädern manche Gäste auch unter der Dusche ihre Schwimmsachen, während andere nackt duschen. Häufig wird in Schwimmbädern aus Hygienegründen das nackte Duschen bevorzugt, da es die Reinigung des gesamten Körpers vereinfacht.
Auch in Parks finden sich bei entsprechenden Temperaturen oft Menschen, die sich nackt sonnen. Ein bekanntes Beispiel in Deutschland ist der Englische Garten in München: Nachdem seit den 1970er-Jahren die Nutzung des Parks durch nackt Sonnenbadende stetig zunahm, wurde dies 1982 offiziell genehmigt. Zwei Areale wurden für die Freikörperkultur zur Nutzung ausgewiesen. In manchen Parks wird auch spontan nackt gesonnt, ohne dass dort Flächen entsprechend ausgewiesen wurden.
Insgesamt lässt sich die soziale Akzeptanz von Nacktheit an der Verbreitung des Nacktbadens in der Natur oder in Saunen und Badeanlagen ablesen. Die insgesamt größere Akzeptanz der Nacktheit hat wohl mit dazu geführt, dass die Bedeutung von Vereinen zur Pflege der Freikörperkultur zurückgeht.
In den USA löste die Sängerin Janet Jackson während des Super Bowl 2004 einen Skandal aus, als ihr während eines Auftritts in der Halbzeitpause das Kleid verrutschte und für wenige Sekunden ihre linke Brust sichtbar wurde. Das Ereignis beschäftigte über Monate die US-Medien und Justiz und ging als Nipplegate-Skandal in die Mediengeschichte ein. 2008 erregte ein Werbeplakat der Royal Academy of Arts in London Aufregung, weil auf diesem das Gemälde einer nackten Frau, die Venus von Lukas Cranach aus dem 16. Jahrhundert, zu sehen war. Die Kampagne führte zu Protesten muslimischer Einwanderer und Boykott der Londoner Verkehrsbetriebe. Im selben Jahr machte ein deutsches Kinderbuch von Rotraut Susanne Berner Schlagzeilen, welches in den USA nicht auf den Markt kommen durfte. Grund war die wenige Millimeter große, gezeichnete Abbildung des Penis eines Kleinkinds. Im Gegensatz dazu finden in manchen progressiven Gegenden der USA Nacktläufe und andere Nackt-Events statt, die beispielsweise in Deutschland mit den gesetzlichen Vorgaben über Nacktheit im öffentlichen Raum kollidieren würden; siehe Abschnitt Nackt-Paraden, -Fahrrad- und -Laufevents.

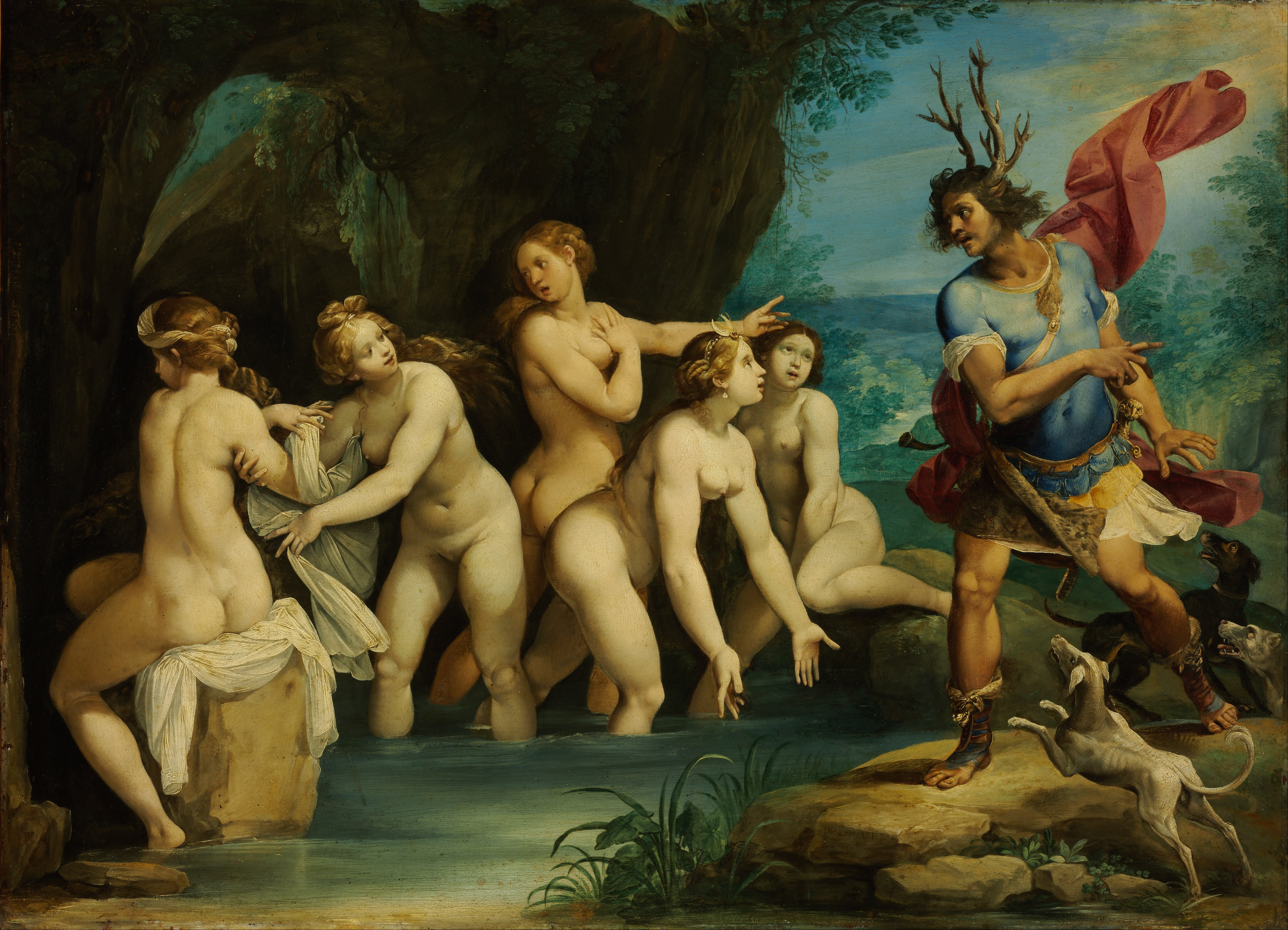
Das Zeigen des Gemäldes „Diana and Actaeon“ von Giuseppe Cesari im Schulunterricht einer französischen Schule führte zu Drohungen gegen die Lehrerin.

In Frankreich wurde 2023 eine Lehrerin bedroht, nachdem sie im Unterricht das Gemälde „Diana und Actaeon“ des italienischen Malers Giuseppe Cesari aus dem 17. Jahrhundert gezeigt hatte, das eine Szene aus der griechischen Mythologie zeigt und auf dem einige nackte Frauen abgebildet sind. Nachdem sie das Bild im Unterricht gezeigt hatte, empörten sich einige muslimische Schüler und ihre Eltern. Nach Drohungen gegen die Lehrerin musste sie dem Unterricht fernbleiben und aus Solidarität mit ihrer Kollegin wie auch aus Angst um die eigene Sicherheit blieb auch das restliche Kollegium zuhause, so dass die Schule zunächst geschlossen blieb.
Das Aufkommen neuer Massenmedien wie das Privatfernsehen in Deutschland in den 1980er Jahren und später das Internet haben die Verfügbarkeit von Darstellungen nackter Menschen deutlich erhöht. An der gesellschaftlichen Bewertung der Nacktheit hat dies wenig geändert, vielmehr handelt es sich meist um neue Vertriebswege der Pornographie, also der kommerziell verwerteten und zudem meist sexualisierten Nacktheit nach dem Prinzip „Sex sells“ (frei übersetzt: „Sex verkauft (sich) gut“).
In Naturvölkern gibt es häufig ein fundamental anderes Verständnis von Nacktheit. So gibt es indigene Völker wie die Yanomami, denen eine Schnur in der Lendengegend ausreicht, um sich bedeckt zu fühlen, die sich ohne diese Schnur jedoch nackt fühlen. Das andere Extrem ist die Verwendung der Burka oder des Niqab, einer Form der Ganzkörperverschleierung von Frauen im Islam. Durch die kulturelle Überlieferung ist hier eine Art Wettbewerb zur Vermeidung von Nacktheit entstanden. Ziel war dabei die Vermeidung von Triebgefühlen bzw. die möglichst strikte Befolgung religiöser Vorschriften. Im Extremfall kann bereits der Anblick der Arme, des Gesichtes oder der Haare einer Frau vom Betrachter oder von der Gesehenen als Nacktheit empfunden werden.
In einem muslimischen Umfeld ist eine öffentliche Nacktheit im Allgemeinen nicht gestattet. Manche muslimische Familien verbieten ihren Töchtern die Teilnahme am geschlechtergemischten schulischen Schwimmunterricht, weil der Islam die Entblößung unbekleideter Haut vor fremden männlichen Personen nicht gestattet. In Deutschland entschied 2013 das Bundesverwaltungsgericht (BVerwG) im Burkini-Urteil, dass muslimische Schülerinnen regelmäßig keine Befreiung vom koedukativen Schwimmunterricht verlangen können, wenn ihnen die Möglichkeit offensteht, hierbei einen sogenannten Burkini zu tragen.

### Kunst

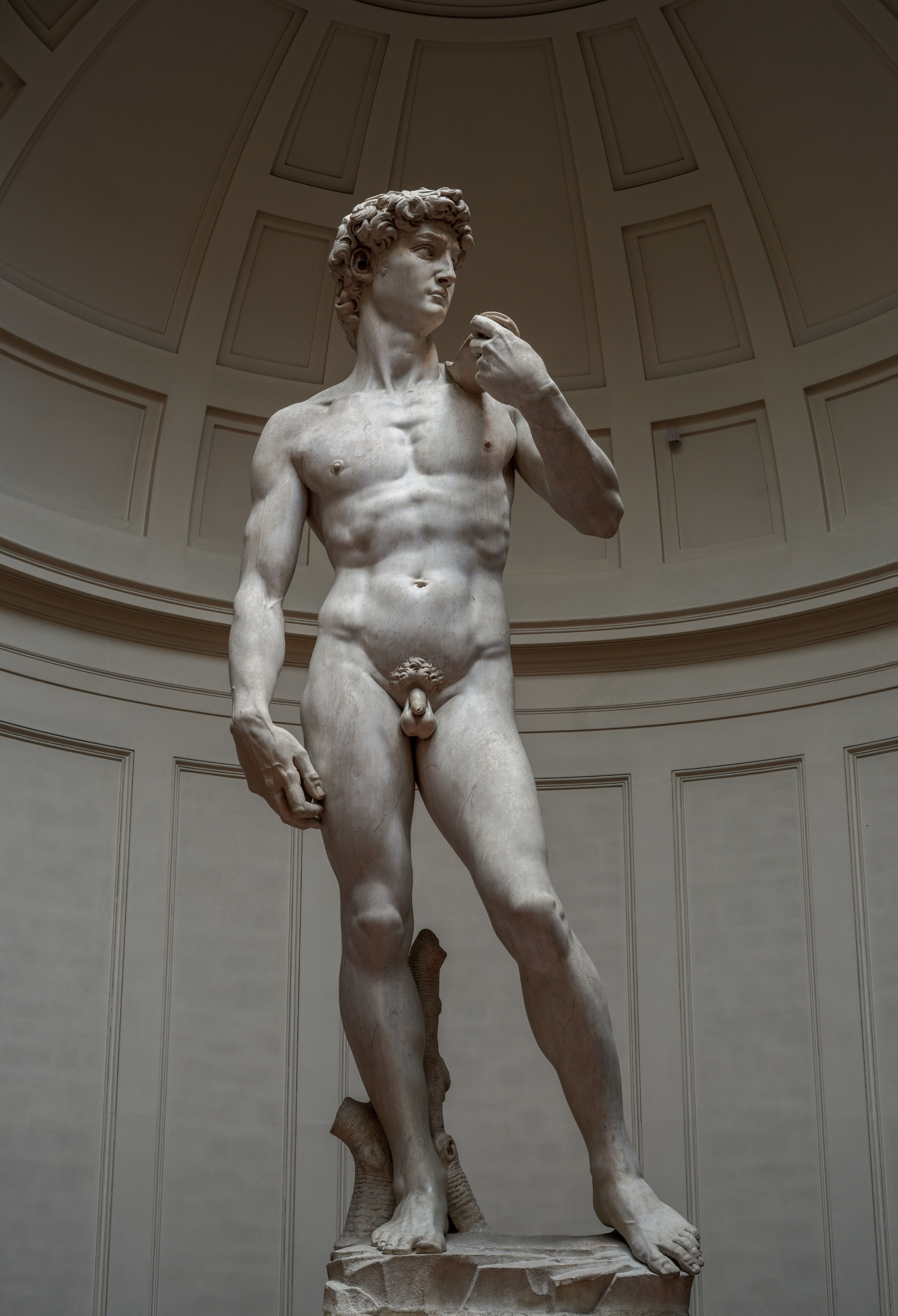
Michelangelo: David (in der Galleria dell Accademia, Florenz), zw. 1501 und 1504

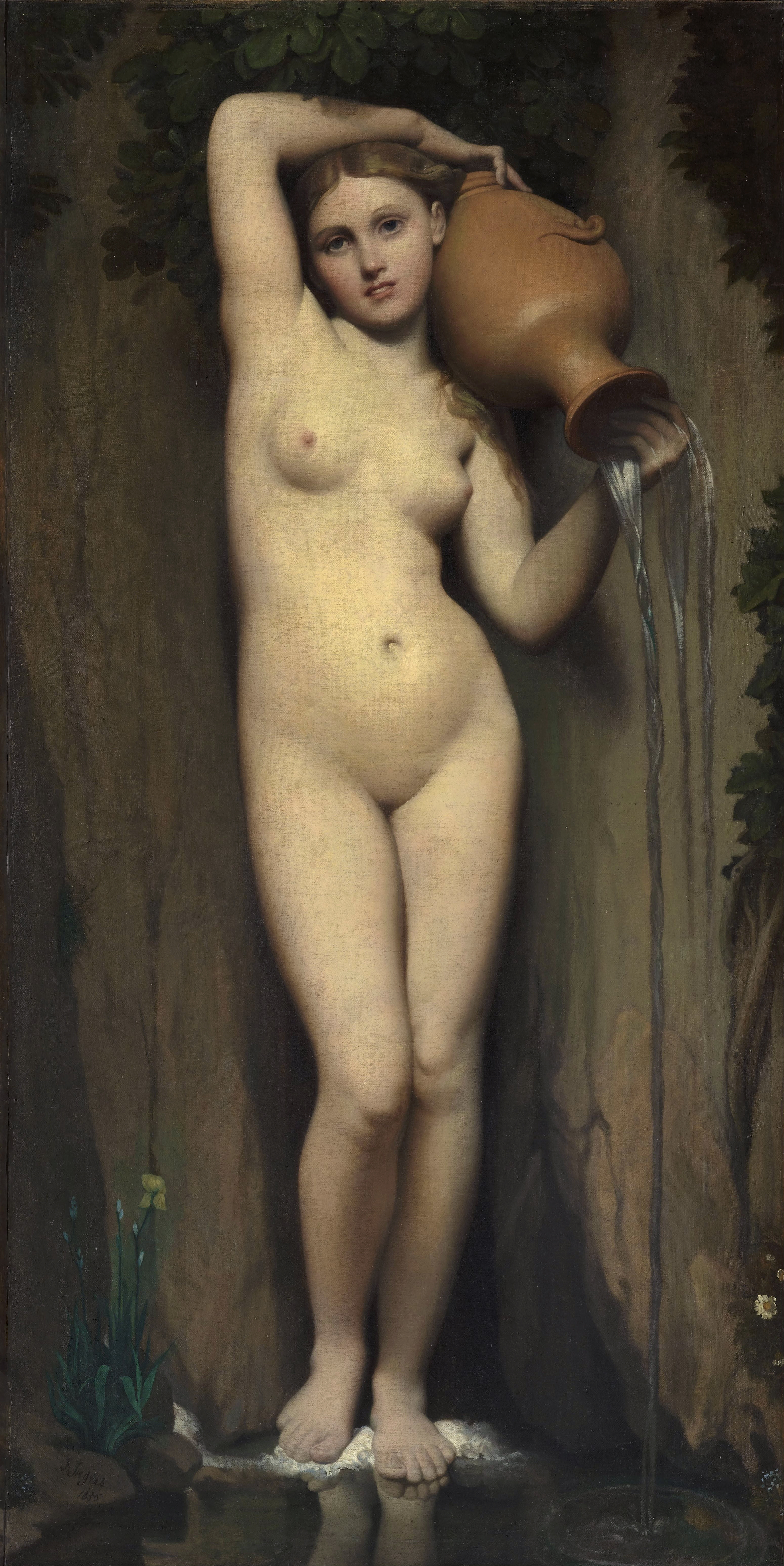
Jean-Auguste-Dominique Ingres: La source (Die Quelle) (1820–1856)

Die drei Grazien von Peter Paul Rubens, (1630–1635) im Museo del Prado, Madrid.

Der nackte menschliche Körper ist ein klassisches Thema der bildenden Kunst, insbesondere der Zeichnung, Malerei und Skulptur. Ein solches Werk wird seit dem 19. Jahrhundert Akt genannt.
Schon steinzeitliche Idole lassen Nacktheit erkennen, zum Beispiel bei der Venus von Willendorf. An die idealisierte Nacktheit der Griechischen Antike knüpfte die Kunst der Renaissance an, zum Beispiel Michelangelo, der auch die Heiligen oder den gekreuzigten oder auferstandenen Christus nackt darstellte. Solche Bilder, die Genitalien zeigten, übermalte man nachträglich, was häufig erst in jüngerer Zeit durch die Röntgenfotografie entdeckt wurde. Teilweise wurde bei solchen Gemälden wieder der Ursprungszustand hergestellt. Auch bei vielen Skulpturen, die einen nackten Penis darstellten, wurden diese Bereiche abgeschlagen, so dass diese Kunstwerke unwiederbringlich beschädigt wurden.

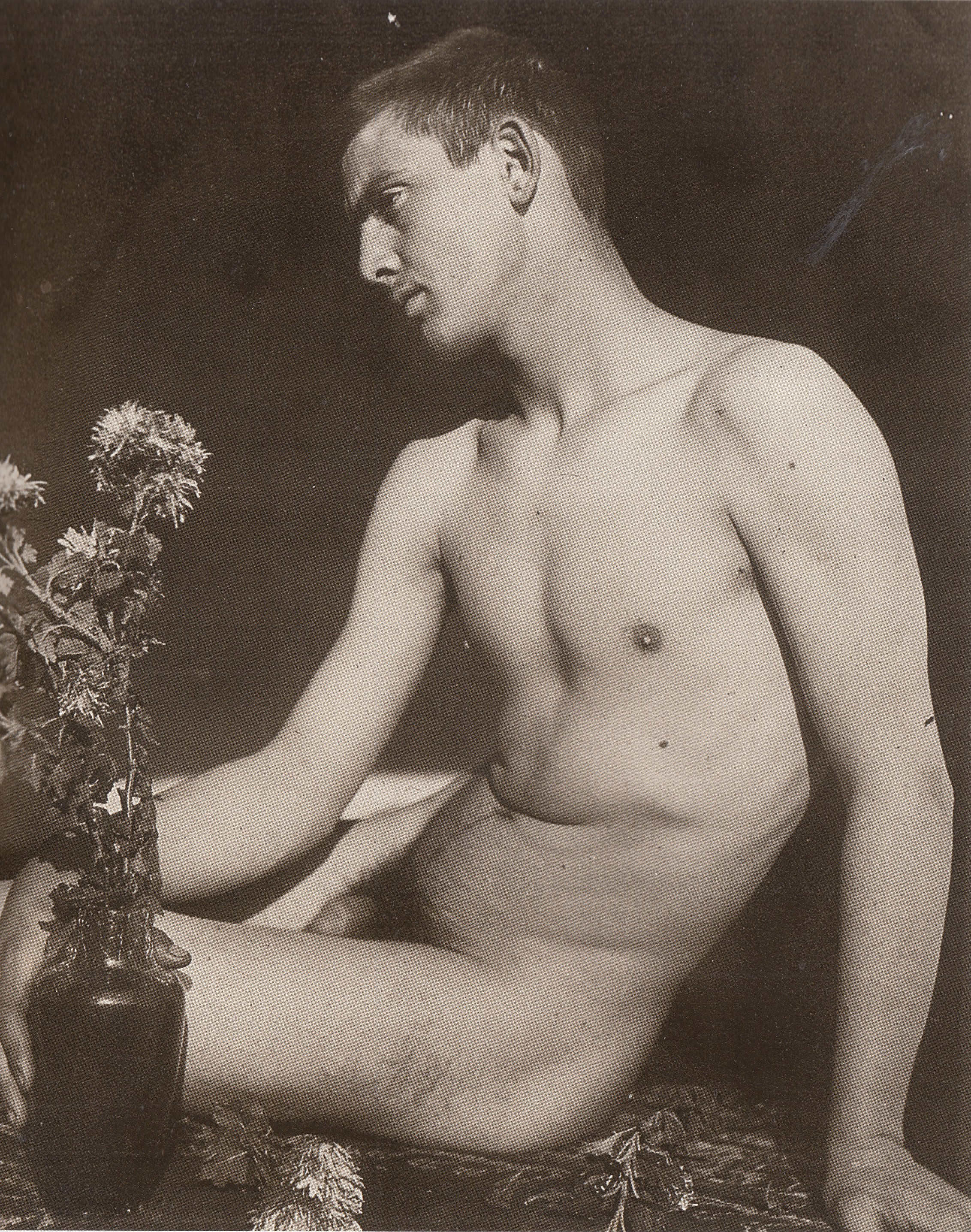
Historische Aktfotografie von Wilhelm Plüschow (1896)

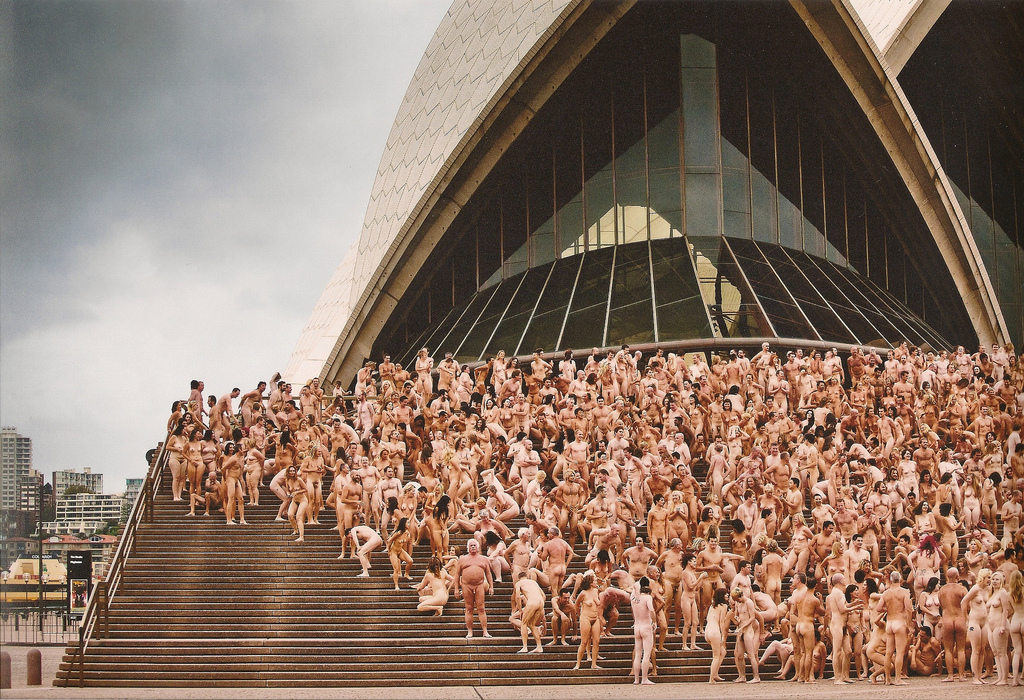
Nackte Männer und Frauen bereiten sich vor der Oper in Sydney auf ein Fotoshooting von Spencer Tunick vor (2010)

Eine neuere Form künstlerischer Nacktheit ist die Aktfotografie. Sie hat sich zu einer eigenen Kunstform entwickelt und wird in renommierten Museen ausgestellt oder in aufwendig gestalteten Bildbänden oder Kalendern präsentiert. In den ersten Jahren der Fotografie machten die extrem langen Belichtungszeiten, in der Regel zwischen 10 und 30 Minuten, Fotografien von Menschen zu einem schwierigen, wenn nicht gar unmöglichen Unterfangen. Erst die Entwicklung lichtempfindlicherer Platten und verbesserter Objektive ermöglichte Porträtaufnahmen allgemein und Akte im Besonderen. In neuerer Zeit verwischt teilweise die Grenze zwischen Aktfotografie und Performance, beispielsweise in den Werken des US-Amerikaners Spencer Tunick, der seit den frühen 2000er-Jahren große Menschenmassen nackt in der Öffentlichkeit ablichtet und sie als Teil der Landschaft inszeniert.

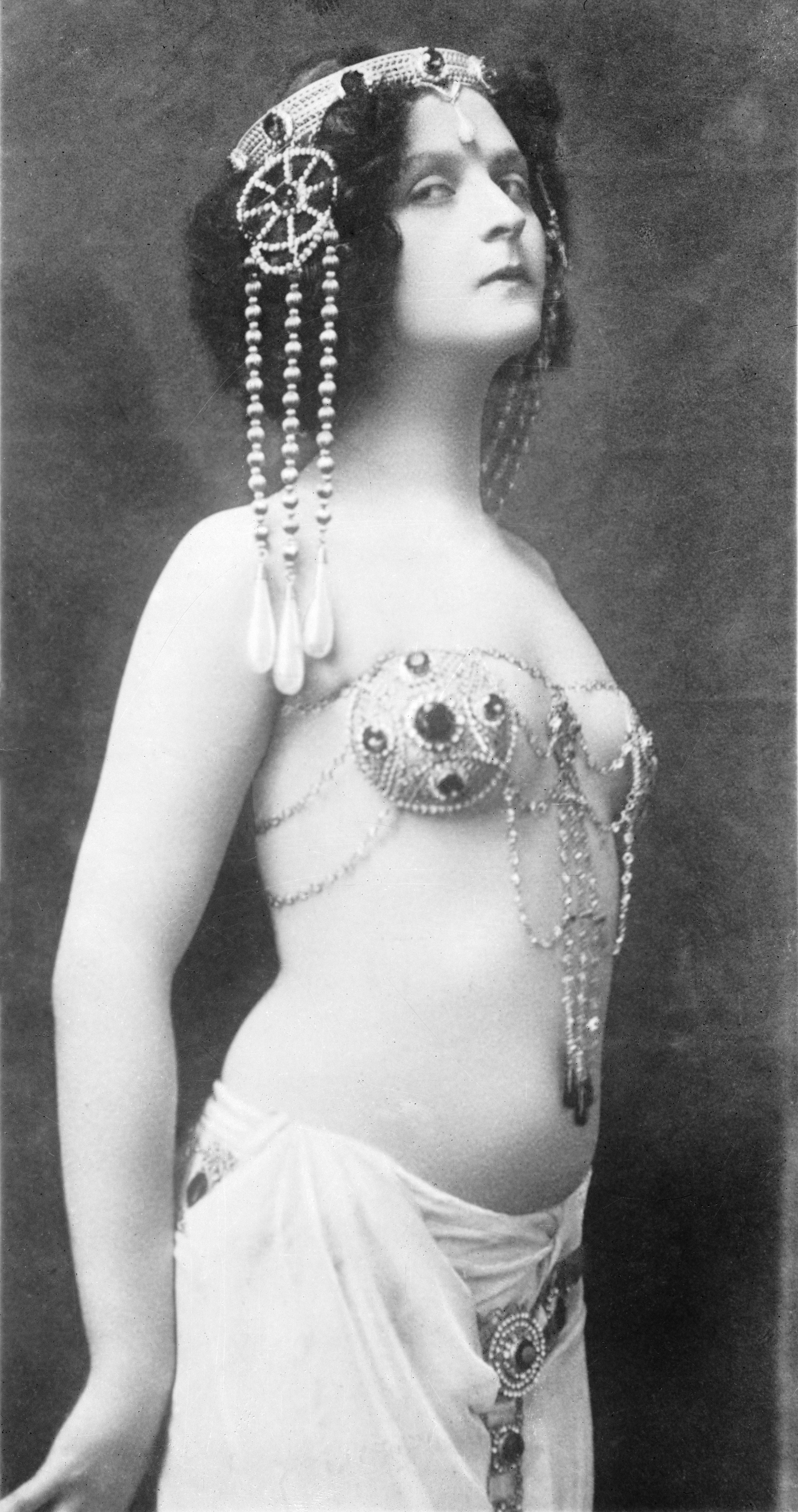
Salome aus einer Theateraufführung, ca. 1910

Auch in anderen Künsten ist Nacktheit ein Ausdrucksmittel etwa im Theater, im Film, in der Aktionskunst und in der Literatur (siehe Nacktheit (Motiv)). Im 20. Jahrhundert schrieben auch Autoren den Auftritt nackter Figuren in ihren Theaterstücken vor, etwa Ödön von Horváth in Geschichten aus dem Wiener Wald. Salome in Richard Strauss’ gleichnamiger Oper steht am Ende ihres berühmten Tanzes der sieben Schleier in vielen Inszenierungen nackt auf der Bühne.
Eine lange Tradition hat Nacktheit auch in den Pariser Revuetheatern, wo sie als Mittel der Inszenierung die Schönheit des Körpers feiern soll. Beispiele sind die Revuen der weltbekannten Cabarets „Lido“ und „Moulin Rouge“. Auch das Londoner „Windmill Theatre“ war in den 1930er-Jahren für seine Lebenden Bilder bekannt, wo nackte Frauen Motive der Kunstgeschichte nachstellten und durch die unbewegliche Körperhaltung die strenge Zensur umgingen. In den 1970er-Jahren war am New Yorker Broadway die Revue Oh! Calcutta!, in der die Darsteller in den meisten Szenen nackt auftreten, für kurze Zeit die am längsten laufende Broadway-Show.
In früheren Filmen war Nacktheit kaum zu sehen und sorgte auch für Skandale. So rief der Willi-Forst-Film Die Sünderin im Jahr 1951, in dem Hildegard Knef in einer kurzen Nacktszene zu sehen war, deutschlandweit Empörung hervor. Durch Proteste der katholischen Kirche wurde der Film, an dem auch die Thematisierung der Tabus Prostitution und Suizid kritisiert wurde, zu einem der größten Skandale im deutschen Nachkriegskino: mit Demonstrationszügen für und gegen Die Sünderin, verbarrikadierten Kinos, Verbot des Films in zahlreichen deutschen und europäischen Städten, Klageverfahren bis hin zum Bundesverwaltungsgericht und Bundesgerichtshof. In Folge der massiven Proteste und der Verunglimpfung Knefs verließ sie Deutschland und kehrte nach Hollywood zurück, wo sie bereits Ende der 1940er-Jahre gelebt hatte und im Jahr 1950 die US-amerikanische Staatsbürgerschaft angenommen hatte.
Im Film Promises! Promises! aus dem Jahr 1963 war Jayne Mansfield die erste bekannte US-amerikanische Schauspielerin, die in drei Szenen nackt vor der Kamera zu sehen war. Seit einem Grundsatzurteil des Obersten Zivilgerichts des Staates New York aus dem Jahr 1956 zur Frage, ob die Darstellung von Nacktheit im Film per se den Tatbestand der Obszönität erfülle, galt, dass Nacktheit an sich, solange sie ohne Frivolität, Anzüglichkeit oder sexuelle Andeutungen dargestellt wird, nicht als obszön bzw. anstößig im Sinne der Zensurvorschriften zu bewerten sei. Das Urteil wurde im Juni 1957 durch die Entscheidung des Obersten Gerichtshofs der Vereinigten Staaten „Roth vs. United States“ mehr oder weniger bestätigt, als immer die tatsächlichen Umstände der Darstellung im jeweiligen Einzelfall darüber entscheiden würden, ob etwas als obszön zu gelten habe. In der Folgezeit entwickelte sich mit den sogenannten Nudies ein eigenes Genre. Ziel der Produzenten war es, viel nackte, vorzugsweise weibliche Haut zu präsentieren, meist, indem die Handlung des Films unter Nudisten spielte oder die Schauspielerinnen ausgiebig beim Baden, Duschen oder Schwimmen gefilmt wurden. Hauptkennzeichen war, dass keine dieser Szenen je in Verbindung mit sexuellen Handlungen oder entsprechenden Andeutungen stand. Russ Meyer begann seine Karriere als Regisseur mit zahlreichen Nudies. Es dauerte bis 1962, ehe sich ein etablierter weiblicher Star bereit erklärte, nackt vor der Kamera zu agieren. Marilyn Monroe absolvierte in Something’s Got to Give einige Nacktszenen, die sie beim Baden in einem Swimming-Pool zeigen. Der Film wurde allerdings nicht fertiggestellt und so agierte Jayne Mansfield gut ein Jahr später als erster Star nackt.
Im Rahmen der 68er-Bewegung setzte auch im Film ein Wandel ein, der in Deutschland in den Aufklärungsfilmen von Oswalt Kolle, den Report-Filmen oder auch im Komödiengenre in den Lederhosenfilmen Niederschlag fand. Die deutsche Sketch-Fernsehserie Klimbim, die von 1973 bis 1979 mit insgesamt 30 Episoden im Fernsehen ausgestrahlt wurde, war neben ihren erotischen Anspielungen und der aufreizenden Kleidung der Darstellerinnen auch für offen gezeigte Nacktheit bekannt. Gerade diese anti-prüde Ausrichtung führte nicht nur zu einem großen Publikumserfolg, sondern auch zu einer Auszeichnung durch die seinerzeit als eher konservativ geltende Jury des Adolf-Grimme-Preises im Jahr 1975. Ein Beleg für die liberaler werdende Haltung zu öffentlicher Nacktheit war auch der Umstand, dass es der Serie immer wieder gelang, namhafte national und international bekannte Stars für Gastauftritte zu gewinnen.
International ist die israelische Teenager-Komödien-Reihe Eis am Stiel zu nennen, die von den späten 1970er-Jahren bis weit in die 1980er-Jahre hinein in insgesamt acht Filmen immer wieder auch leicht bekleidete oder ganz nackte Darsteller zeigte und teilweise auch Sexszenen beinhaltete, die zwar nicht pornographisch waren, die jedoch dazu führten, dass die Filme in vielen Ländern nur zensiert zu sehen waren. Die Filme waren, gerade auch in Deutschland, sehr erfolgreich und die späteren Teile wurden als israelisch-deutsche Koproduktionen hergestellt. Auch die französische Emmanuelle-Reihe brachte es seit Mitte der 1970er-Jahre mit Nacktheit und Erotik zu internationaler Bekanntheit. Insbesondere Filme aus Frankreich und Schweden waren für ihre teilweise freizügigen Darstellungen bekannt. So wurde der Begriff „Schwedenfilm“, der zuvor noch eine andere Bedeutung gehabt hatte, zum Synonym für entsprechende skandinavische Filme, die die Natürlichkeit des nackten Körpers nicht verbargen. Zu dieser Zeit bezog sich Nacktheit oft nur auf weibliche Nacktheit, während der männliche Penis nur selten zu sehen war. Im Jahr 1980 war der bis dahin unbekannte Darsteller Christopher Atkins im Film Die blaue Lagune komplett nackt zu sehen.
Seitdem hat sich Nacktheit im Film (sowohl im Komödiengenre als auch in Filmen mit ernster Thematik) weitestgehend als Stilmittel etabliert und ruft heute kaum noch Zensur-Rufe nach sich. So ist beispielsweise die Komödie American Pie: Das Klassentreffen aus dem Jahr 2012, in der der Penis des Hauptdarstellers Jason Biggs zu sehen ist, in Deutschland mit einer FSK-Freigabe ab 12 Jahren versehen. Im ernsten Genre haben zum Beispiel die Literaturverfilmung Maurice aus dem Jahr 1987, in dem der Penis von Rupert Graves zu sehen ist, und das oscar-prämierte Drama Der Vorleser aus dem Jahr 2008, in dem sowohl die Brüste der Hauptdarstellerin Kate Winslet als auch der Penis des Hauptdarstellers David Kross zu sehen sind, beide in Deutschland eine FSK-Freigabe ab 12 Jahren erhalten.
Wenn die Nacktheit explizit mit Sexualität in Verbindung gebracht wird und auch der sexuelle Akt gezeigt wird, wird die Altersfreigabe jedoch häufig angehoben. Ein Beispiel ist der Film Die Träumer aus dem Jahr 2003, der vor dem Hintergrund der Unruhen von 1968 in Paris die erotischen Erfahrungen von zwei jungen Männern mit einer jungen Frau schildert. In diesem Film werden die drei Hauptdarsteller nicht nur nackt gezeigt, sondern es sind auch Sexszenen zwischen den dreien zu sehen. Aus diesem Grund wurde der Film in Österreich erst ab 14 Jahren und in Deutschland erst ab 16 Jahren freigegeben. Dass die Einschätzung zur Altersfreigabe in verschiedenen Ländern stark abweichen kann, zeigt die deutsche Serie Babylon Berlin: Während diese in Deutschland ab 12 Jahren freigegeben wurde, ist sie in Spanien erst ab 18 Jahren freigegeben.
Obwohl Nacktheit im Film heute akzeptiert ist, werden dramaturgisch notwendige Nacktszenen immer noch häufig so gedreht, dass Geschlechtsteile und weibliche Brüste für den Zuschauer nicht zu sehen sind. Dies geschieht häufig durch die Wahl eines geeigneten Bildausschnitts, die Perspektive der Aufnahme oder durch Bettlaken und Gegenstände im Bild, welche die entsprechenden Stellen verdecken. Der auf der Fernsehserie Die Simpsons basierende Animationsfilm Die Simpsons – Der Film greift diese Vorgehensweise parodistisch auf, indem die Figur des Bart Simpson nackt auf einem Skateboard fährt, wobei sein Penis ständig durch Büsche, einen Bauzaun, einen fliegenden Ball, eine Taube, einen Wasserstrahl und ähnliche, plötzlich an der entsprechenden Stelle auftauchende, Gegenstände verdeckt wird, bis dann in einer Szene das Bild durch einen Holzzaun und anschließend durch einen Busch ausgefüllt wird, die eine Lücke lassen, so dass dort Barts Penis zu sehen ist.

### Nacktheit im öffentlichen Raum

#### Freikörperkultur und Tourismus

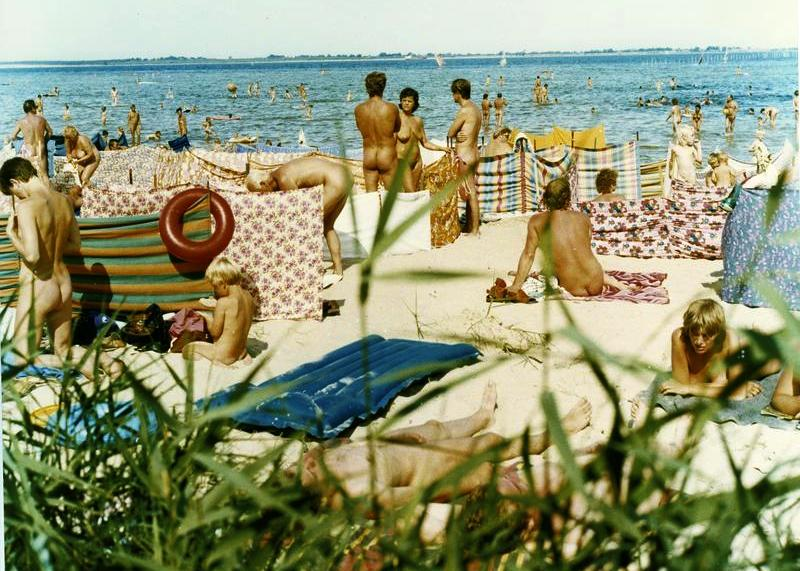
Nacktbadestrand in Wismar

Spätestens seit den 1930er Jahren gewann das gemeinsame Nacktbaden an einigen Nord- und Ostseestränden (Sylt, Mecklenburg; in Berlin damals teilweise „schwedisch baden“ genannt) und in Teilen Istriens wieder eine gewisse Verbreitung, ohne unmittelbare Bezüge zur Freikörperkultur zu haben. Die Anfänge gehen weiter zurück. So bemerkte der Literaturnobelpreisträger Gerhart Hauptmann, der die Insel Hiddensee regelmäßig besuchte, zu seinem 1916 dort begonnenen Roman Die Insel der großen Mutter: „Ich hätte sie wohl nie geschrieben, hätte ich nicht jahrelang auf Hiddensee die vielen schönen, oft ganz nackten Frauenkörper gesehen und das Treiben dort beobachtet.“
Nackt zu baden war seitdem (wieder) nicht nur eine Sache einsamer Seen und Buchten, sondern begann allmählich ein – wenn auch zunächst minimaler – Faktor des Fremdenverkehrs zu werden. Im Jahre 1950 öffnete an der französischen Atlantikküste die erste naturistische Ferienanlage (Montalivet-les-Bains) ihre Pforten. In den 1950er Jahren begann in Deutschland die offene gesellschaftliche Akzeptanz des Naturismus in Vereinen und im Urlaub. Diese Akzeptanz nahm ab den 1960er Jahren stark zu und parallel dazu wuchs die Zahl und Größe der FKK-Strände genannten Nacktbadestrände und der naturistischen Campingplätze und Feriendörfer. Für Club-Anlagen wurde offensiv mit der Möglichkeit zur Nacktheit geworben.

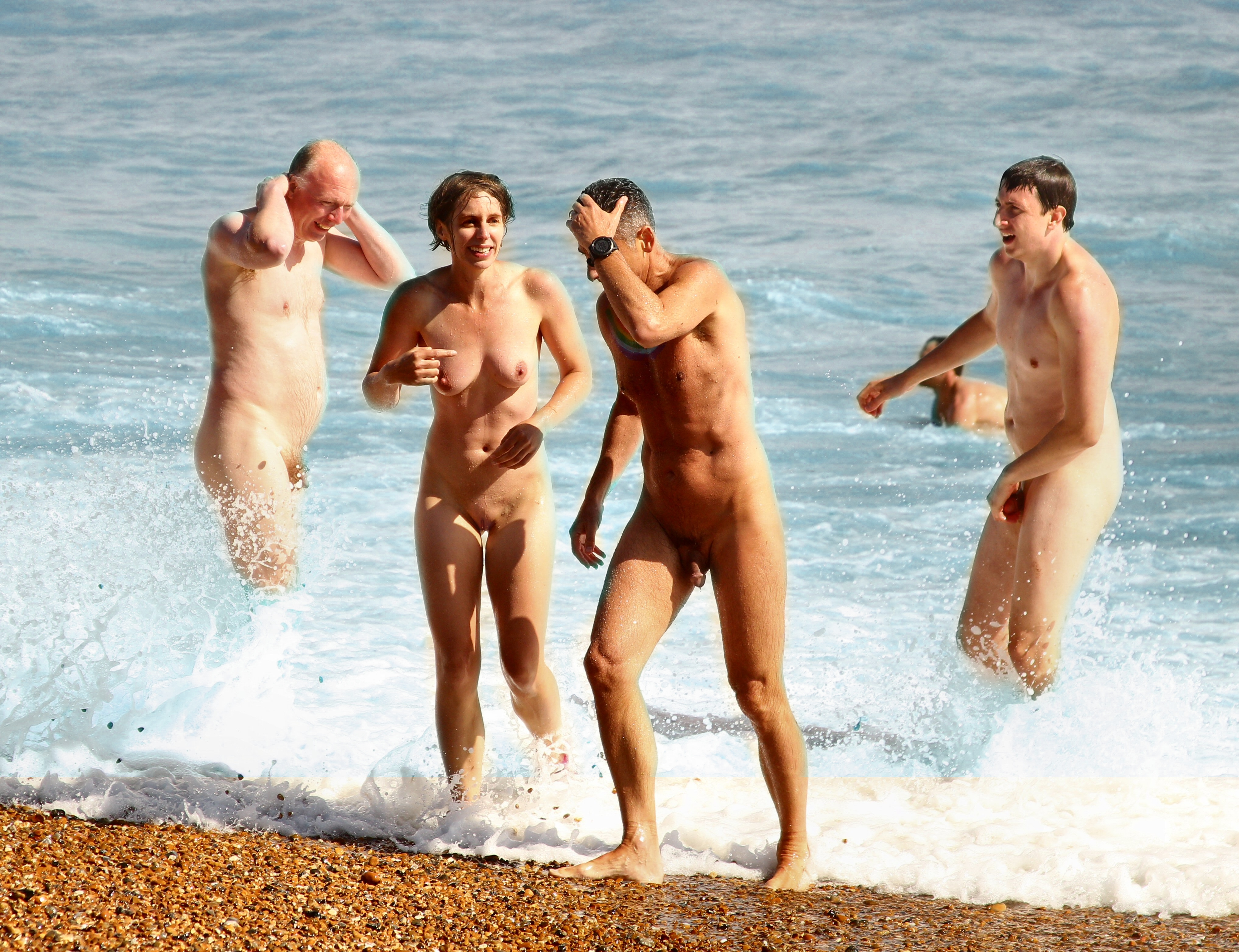
Nacktbaden ist eine der verbreiteten Erscheinungsformen der Freikörperkultur (Brighton, 2017)

Heute ist der Naturismus in vielen europäischen Ländern, vor allem in Frankreich, Deutschland, Kroatien, den Beneluxländern und in Skandinavien, ein etablierter Zweig des Sommertourismus. Allein in Frankreich existieren mehr als hundert kommerzielle naturistische Urlaubsanlagen. Auch in der Naherholung hat der Naturismus heute eine große Verbreitung, die Zahl der Möglichkeiten zum Nacktbaden an Seen, Flüssen und Stränden geht allein in Deutschland in die Tausende.
Auch in Staaten und Regionen, wo öffentliche Nacktheit aufgrund gesellschaftlicher Konventionen vielerorts als verpönt gilt (wie beispielsweise in den Vereinigten Staaten von Amerika), gibt es teilweise abgeschlossene Bereiche, wo Nudisten sich frei bewegen können.

#### Gesundheitlich-hygienische Aspekte
Die FKK-Bewegung des 20. Jahrhunderts begründete die Nacktheit mit gesundheitlichen Argumenten. So wurden von dem Schweizer Lebensreformer Arnold Rikli bereits 1853 Sonnen- und Luftbaden empfohlen, das ohne Kleidung seine volle Wirkung entfalten sollte.
Vieles davon ist aus heutiger Sicht überholt. Gegen Rachitis, Mangel an Vitamin D und andere gesundheitsschädliche Folgen von Sonnenmangel, schlechter Ernährung und beengten Wohnverhältnissen hilft das Baden und der Sport an der frischen Luft mit Bekleidung so wirksam wie ohne. Jedoch kann das Vermeiden nasser Badebekleidung vor Blasenentzündungen schützen.
In der Sauna ist Nacktheit üblich, zumindest in Ländern mit ausgeprägter Saunatradition wie den mittel- und osteuropäischen Ländern sowie in Skandinavien. In öffentlichen Saunen ist dabei oftmals Nacktheit vorgeschrieben, das heißt ein Betreten des Saunabereichs in Badebekleidung ist nicht gestattet. Die Begründung hierfür liegt meist in hygienischen Aspekten, da sich in der Badebekleidung der Schweiß und somit Keime und Bakterien sammeln können. Darüber hinaus ist das Saunieren mit unbedeckter Haut gesünder und effektiver, da die heiße Luft ungehindert zirkulieren kann. Entsprechendes gilt auch für die auf den Saunagang folgende Abkühlphase.

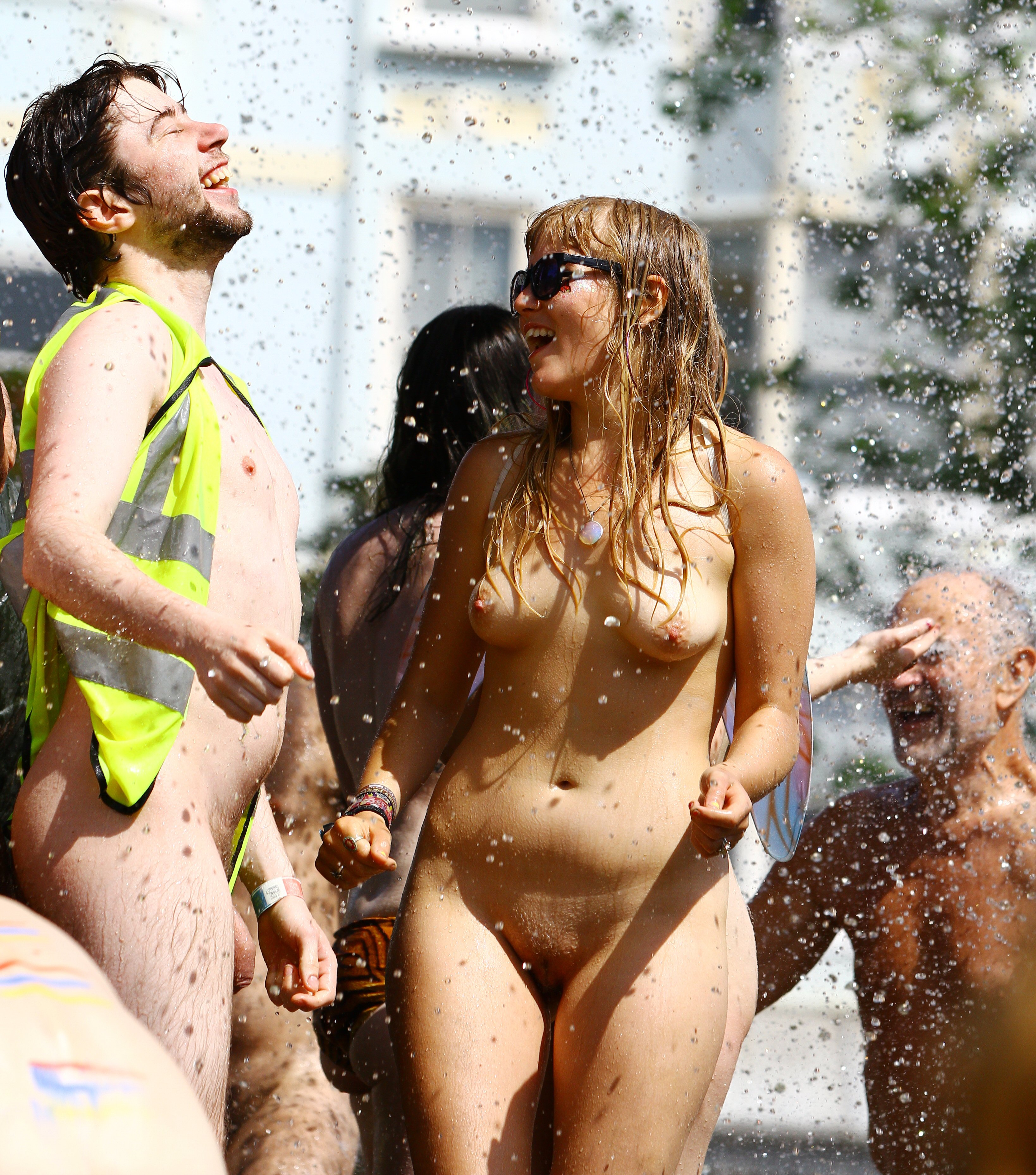
Gemeinschaftliche Nacktheit wird oft als befreiend empfunden und bedingt positive Akzeptanz für den eigenen Körper.

Positiv wirkt sich ein offener Umgang mit der Nacktheit auf das Körperbild aus. Die psychischen Auswirkungen der Freikörperkultur, wie beispielsweise eine größere Zufriedenheit mit dem eigenen Körper, die Emanzipation gegenüber herrschenden Schönheitsidealen sowie die Akzeptanz der eigenen wie auch fremder Makel, können als die wesentlichen, positiven Auswirkungen betrachtet werden.

#### Nacktgärtnern
Der World Naked Gardening Day (Nacktgärtnern-Tag) wird seit 2005 zelebriert, seit 2006 jeweils Anfang Mai. Der Tag ist nicht politisch motiviert und soll den Menschen helfen, sich in ihrer Haut wohlzufühlen.
In Deutschland ist durch das Grundgesetz mit dem Schutz der Wohnung auch das Grundstück geschützt und damit das Recht verbunden, sich in beliebiger Kleidung – also auch nackt – aufzuhalten. Auch dann, wenn z. B. der Garten durch andere einsehbar ist. Im eigenen Garten darf man sich daher sowohl nackt sonnen als auch nackt gärtnern oder andere Aktivitäten ausüben. Unberührt sind damit Fragen einerseits der Höflichkeit und andererseits des Selbstbewusstseins und des Mutes, diese Freiheit und dieses Recht wahrzunehmen.

#### Sport

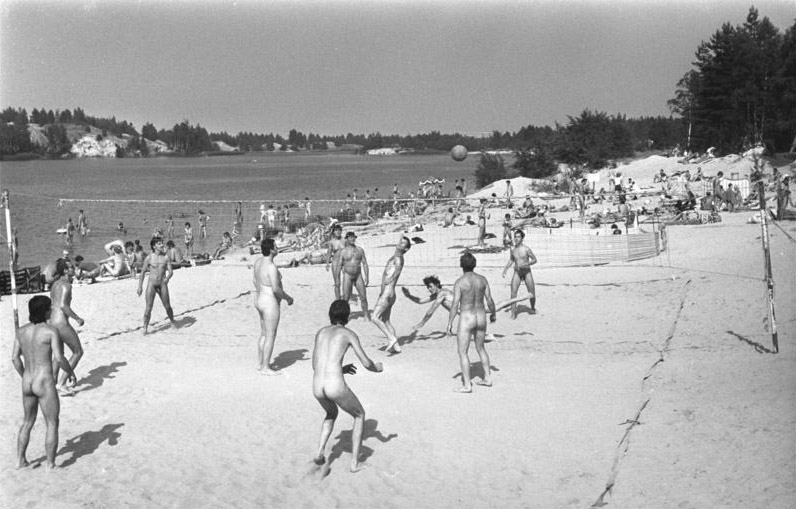
Volleyball an einem Nacktbadestrand am Senftenberger See bei Cottbus (1982)

Bei den Olympischen Spielen der Antike der Jahre 776 v. Chr. bis 393 n. Chr. wurden ab 720 v. Chr. die meisten Wettbewerbe von den Athleten nackt ausgetragen (sogenannte gymnische Disziplinen). Nur bei den Pferderennen waren die Athleten bekleidet.
In allen Kulturen und Epochen wurde außerdem nackt geschwommen und gebadet, wenn auch oft nach Geschlechtern getrennt. Der Naturismus ab dem ausgehenden 19. Jahrhundert hat zu einer Wiederentdeckung der Nacktheit beim Sport geführt; zu den beliebtesten Sportarten im Naturismus gehören Schwimmen, Volleyball, Pétanque (Boule), Federball (Badminton), Indiaca, Tischtennis, Bogenschießen, Segeln, Surfen und Wandern. Meistens werden im Naturismus Sportarten ohne oder mit wenig Körperkontakt bevorzugt, außerdem natürlich solche Sportarten, in denen Kleidung nicht als Schutz (Fechten) oder aus anderen Gründen (Judo) benötigt wird.

#### Nackt-Paraden, -Fahrrad- und -Laufevents
Zahlreiche Paraden, Sportveranstaltungen und Events finden mit öffentlicher Nacktheit statt, ohne immer zwingend der Philosophie von Naturismus oder der FKK zu folgen. Denn meist stehen dabei der Spaß und die Freude am Nacktsein im Vordergrund, wie beispielsweise beim jährlichen World Naked Gardening Day. Darüber hinaus tragen einige dieser Veranstaltungen eine politische Botschaft beziehungsweise haben Protestcharakter. So hat der Tiger Streak den Anspruch, Aufmerksamkeit für bedrohte Arten herzustellen. Der World Naked Bike Ride protestiert gegen die Benachteiligung von Radfahrern im Straßenverkehr. Die Normalisierung und erhöhte Akzeptanz von Nacktheit im öffentlichen Raum geht mit diesen Veranstaltungen einher.

##### Internationaler Naturistenlauf
Im Jahr 2008 wurde die Idee eines Internationalen Naturistenlaufes durch Peter Kaye erstmals im Rahmen des an der Ostsee stattfindenden FKK-Familientreffens „Mee(h)r erleben“ initiiert. Nach zweijähriger Pause erfuhr der Lauf durch Franz Dirscherl eine Wiederbelebung. Unter seiner Regie entwickelte sich der Internationale Naturistenlauf zur größten wettkampfmäßigen Laufveranstaltung der naturistischen Bewegung. Diese Laufveranstaltung ist ein Breitensportangebot, an dem neben professionellen Läufern auch viele Freizeitsportler teilnehmen. Alle Teilnehmer laufen nackt. Nur Laufschuhe, Socken, Kopfbedeckung und für Frauen ein Sport-BH sind erlaubt. An Disziplinen werden ausgetragen: 500 Meter-Nachwuchslauf, 5.000 Meter und 10.000 Meter Laufen, sowie 5.000 Meter Walking und Nordic Walking.
Im Jahr 2008 starteten 69 Teilnehmer, 2016 waren es 208 Aktive. Die Läufer kommen aus Deutschland, Dänemark, Schweden, Finnland, Niederlande, Frankreich, Spanien, Schweiz, Österreich und sogar aus Indien, Indonesien, Australien, Amerika, Venezuela und der Dominikanischen Republik.
Andere FKK-Vereine haben den Gedanken aufgegriffen. So veranstaltet auch der Naturisten Camp Sonnensee/BffL Hannover e. V. im Rahmen der 1. Sonnenseespiele 2019 einen Naturistenlauf.

##### Naked Pumpkin Run

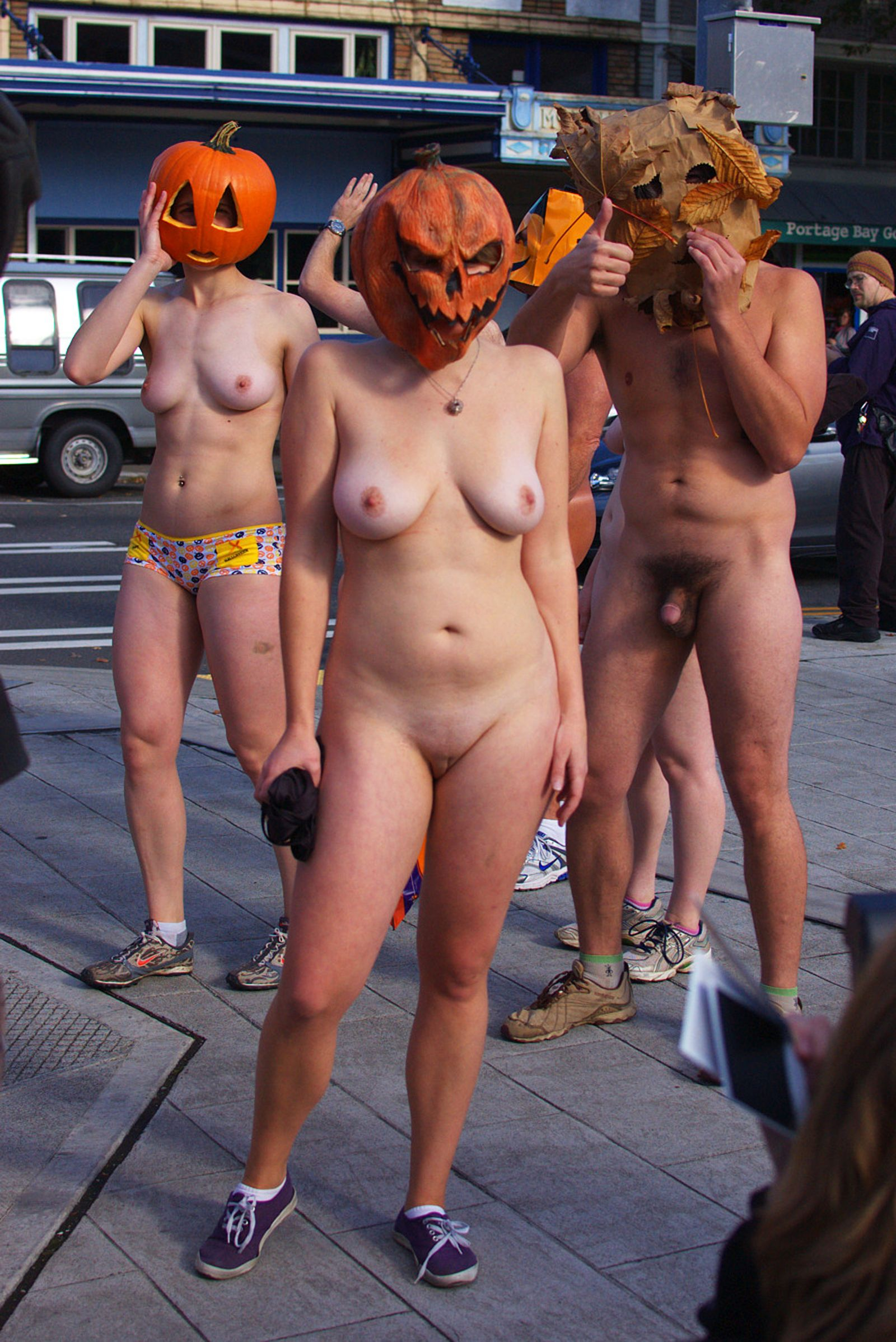
Naked Pumpkin Run 2010

Der Naked Pumpkin Run ist ein alljährlich zu Halloween stattfindender Nacktlauf in verschiedenen Städten der Vereinigten Staaten. Er wird seit 1998 in mehreren großen Städten der USA durchgeführt. Teilnehmer des Laufes tragen das typische Symbol für Halloween, den ausgehöhlten Kürbis, der auch namensgebend für die Veranstaltung ist.

##### Bay to Breakers
Bay to Breakers ist ein jährlicher Volks- und Straßenlauf über 12 km in San Francisco. Der Lauf führt von der Bucht von San Francisco (engl. bay) durch die Stadt bis an den Pazifischen Ozean, wo die Wellenbrecher (engl. breakers) auf den Ocean Beach prallen. Obwohl dies kein expliziter Nackt-Lauf ist, nehmen dennoch zahlreiche Teilnehmer spärlich bekleidet oder ganz nackt an dem Lauf teil.

##### Nakukymppi

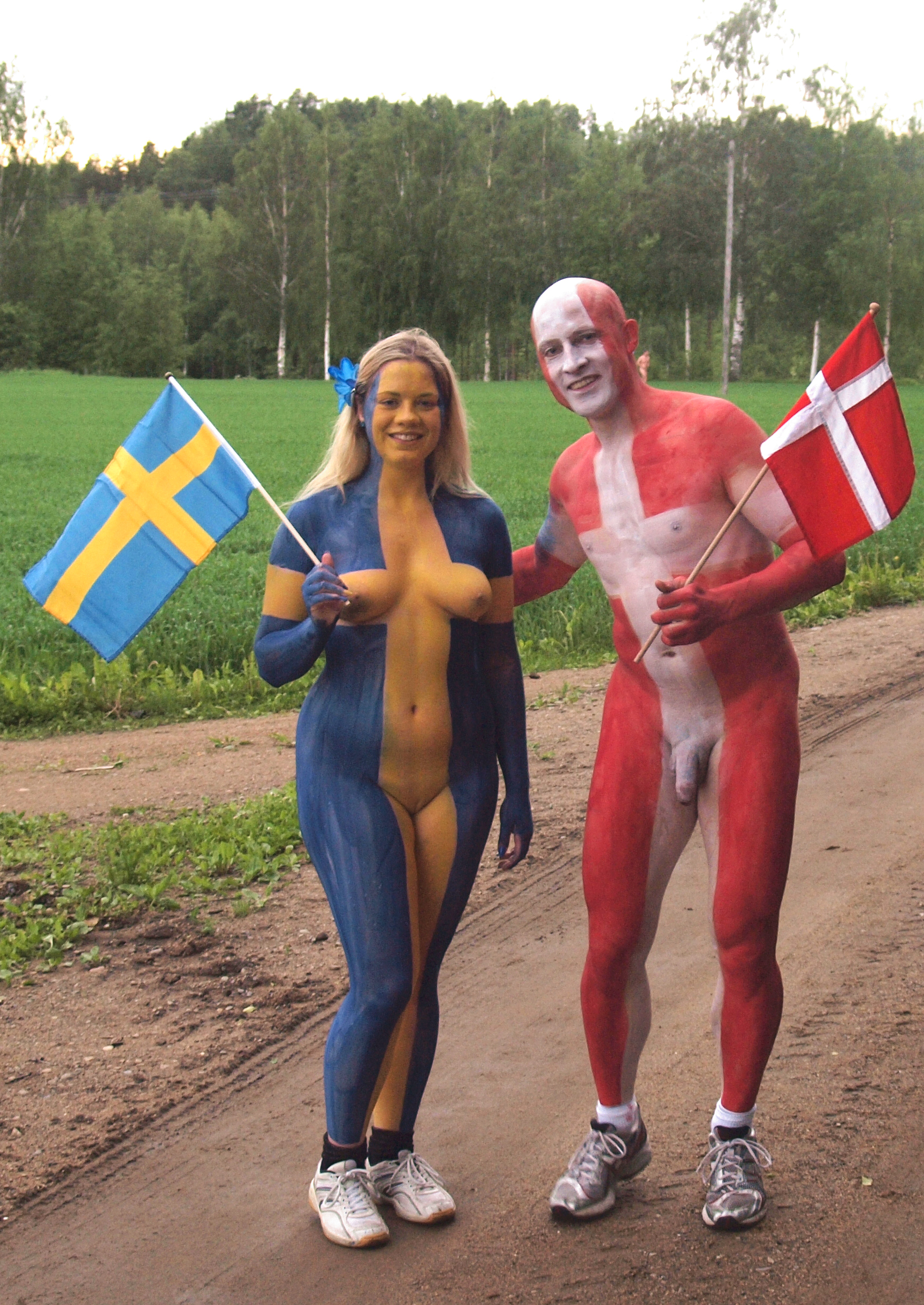
Teilnehmer des Nakukymppi mit Bodypainting, 2014

Der Nakukymppi ist eine spielerische Laufveranstaltung in Päijät-Häme, Finnland. Dabei werden 10 km zurückgelegt. Es wurde von der Gemeinde Padasjoki in der Provinz Päijät-Häme betrieben. Die Veranstaltung ist jährlich und läuft vor dem Morgen. Die erste Nakukymppi wurde 2003 durchgeführt. Das Motto der Veranstaltung lautet „natural moving in nature“.
Nach den Regeln des Nakukymppi sollen die Teilnehmer nur Schuhe, Socken und Kopfbedeckungen tragen. Das Laufen findet im Wald statt und danach wird den Teilnehmern eine Sauna angeboten. Die Teilnahme ist kostenlos. Jeder Teilnehmer erhält ein Diplom und die drei schnellsten Frauen und Männer erhalten ein Preisgeld.

##### Tiger Streak
Der Tiger Streak wird von der Zoological Society of London organisiert und jährlich im London Zoo abgehalten. Der Nacktlauf hat den politischen Anspruch, auf den Artenschutz, insbesondere für den Sumatratiger, aufmerksam zu machen. Viele Teilnehmer tragen Tigermasken oder Bodypaintings mit Tigerstreifen. Neben dem Benefiz- und Wettkampfaspekten steht der Spaß der Teilnehmer im Vordergrund.

##### Pamplona-Proteste von PETA
Um gegen die traditionelle Stierhatz durch die Straßen von Pamplona zu demonstrieren, laufen seit 2002 Aktivisten der Tierrechtsorganisation PETA zwei Tage vor dem ersten Stierrennen nackt durch die Straßen von Pamplona. An der Veranstaltung nahmen 2007 circa 1500 Menschen aus 30 Ländern teil.

##### Roskilde Naked Race
Auf dem Musikfestival Roskilde in Dänemark hat sich inzwischen das vom Festival-Radio organisierte, alljährliche Naked Race (dän.: nøgenløbet) etabliert. Dabei treten ca. 30 der insgesamt 115.000 Festivalteilnehmer zu einem Nacktlauf an, bei dem die Gewinner ein Ticket für das nächstjährige Festival bekommt. Das Rennen hat inzwischen Kultstatus. Das Rennen hat reinen Spaßcharakter, die Gewinnerin des Jahres 2009 beschreibt die Erfahrung mit den Worten: The best thing about being naked is that you transcend boundaries (dt.: Das beste am Nacktsein ist, seine Grenzen zu überschreiten).

##### World Naked Bike Ride

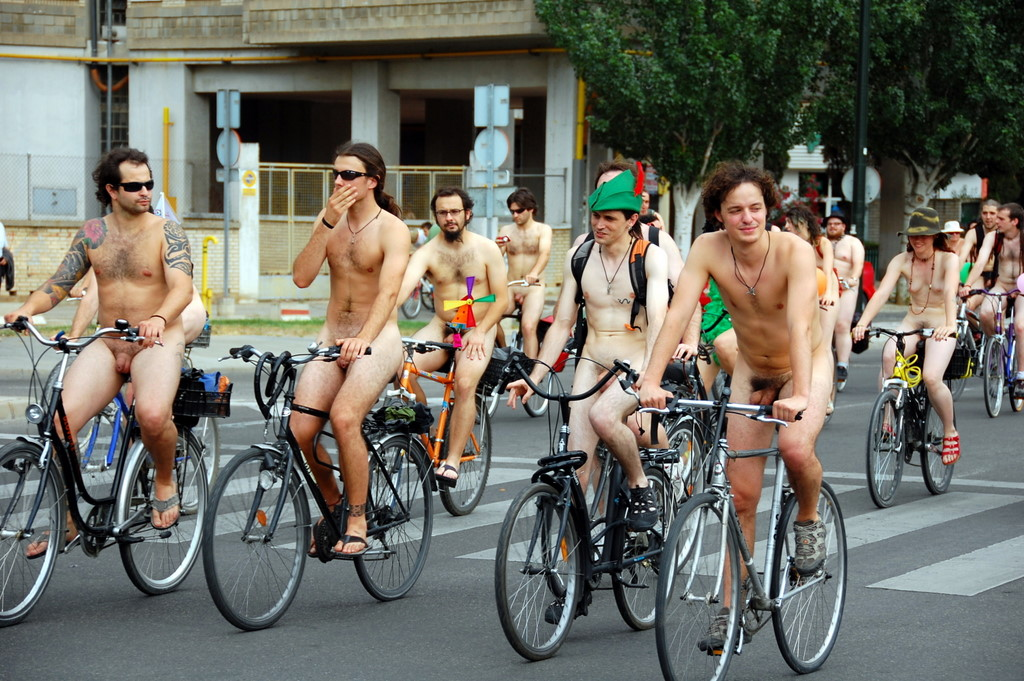
Der World Naked Bike Ride in Saragossa, 2009.

Der World Naked Bike Ride (WNBR) ist gemäß Definition auf der Webseite ein internationales Protestevent mit Spaßcharakter gegen den Raumbedarf des Automobilverkehrs und dessen Gefahren für andere Verkehrsteilnehmer. Daneben gerät auch immer mehr das Thema Abgasbelastung und Abhängigkeit von fossilen Brennstoffen in den Vordergrund. Neben den politischen Forderungen soll auch eine positive Einstellung zur Nacktheit gefördert werden.
Der WNBR findet seit 2001 regelmäßig jedes Jahr im Juni statt. Ausgetragen wird der WNBR in zahlreichen Städten weltweit, wobei der größte „ride“ in London stattfindet, die Gründungsstadt ist Saragossa in Spanien. Dabei wird Wert auf Freiheit und Optionalität gelegt. Das Fahrradfahren ist nicht verbindlich, ebenso sind andere nicht-motorisierte Teilnehmer wie Inliner, Skateboarder, Fußgänger willkommen, ebenso ist Nacktheit für die Teilnahme nicht verbindlich. Das Motto der Kleiderordnung lautet „bare as you dare“ (so nackt, wie du dich traust).
Die Botschaft liegt darin, sich frei und uneingeschränkt im Straßenraum bewegen zu können, ohne die Rechte anderer einzuschränken und so zu einem positiven, urbanen Lebensgefühl beizutragen. Es soll während der Fahrt eine lustige und eindringliche Atmosphäre erzeugt werden, die die Aufmerksamkeit und Phantasie des Publikums und der Medien auf sich zieht und das Erlebnis für die Fahrer persönlich macht. Jeder Teilnehmer soll sich dabei selbst so zum Ausdruck bringen, wie es ihm gefällt. Body Art, wie Bodypainting, sind gängige Ausdrucksformen, aber auch Kostüme, Kunstfahrräder, tragbare Beschallungssysteme (wie Beschallungsanlagen, Stierhörner und Boomboxen) und Musikinstrumente oder andere Arten von Instrumenten. Pre- und Post-Ride-Parties sind zu Events für sich geworden, oft mit Musikgruppen, DJs, Bodypainting, temporären Bauten/Installationskunst, politischen Aktionen und Catering.

##### Fremont Summer Solstice Parade

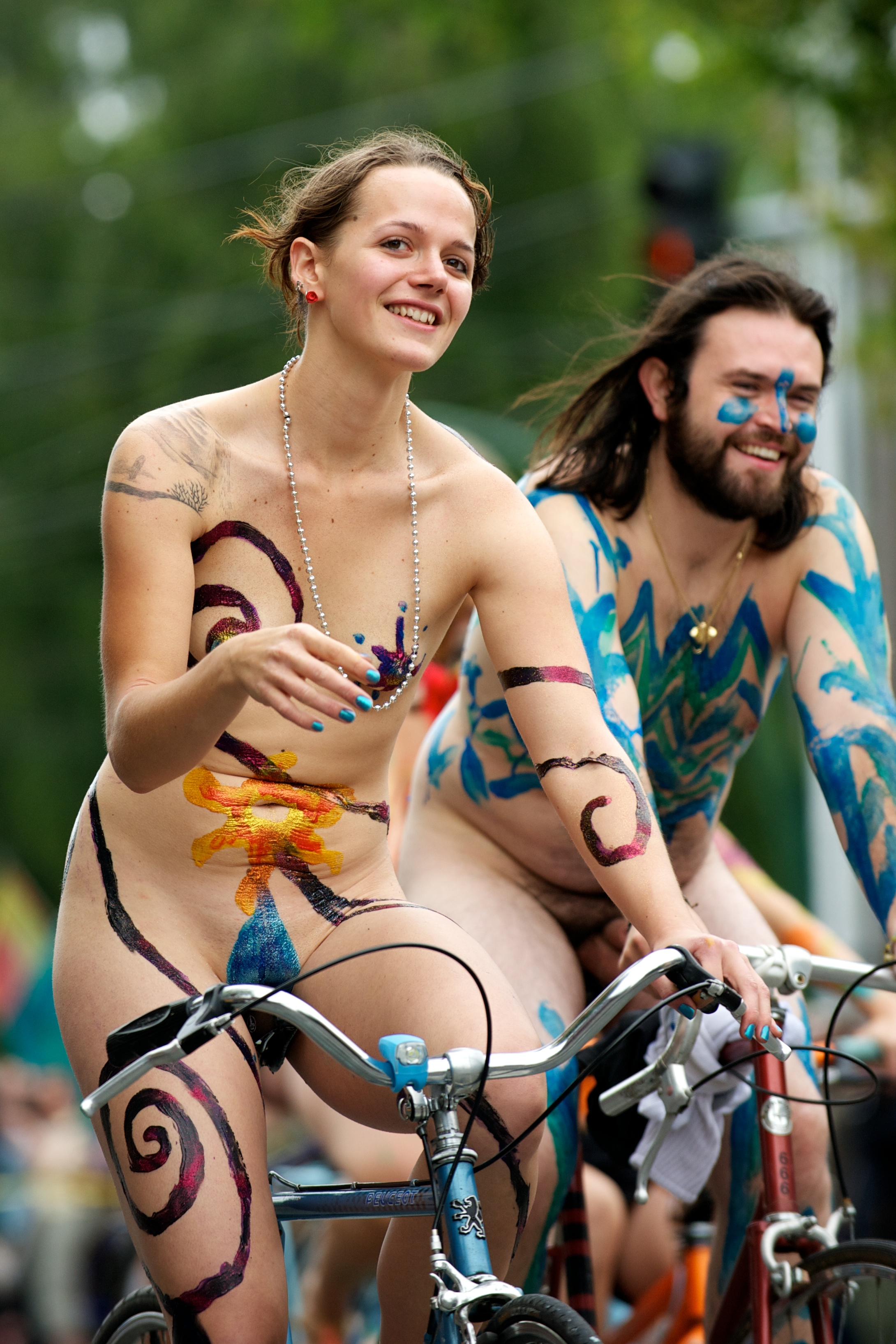
Die Teilnehmer der Fremont Summer Solstice Parade nehmen häufig mit fantasievollen Körperbemalungen an der Parade teil

In Seattles Stadtteil Fremont findet jährlich im Juni zur Sommersonnenwende eine große Nackt-Parade statt, die den längsten Tag des Jahres feiern soll. Die Teilnehmer bewegen sich hauptsächlich auf Fahrrädern, die sogenannten „Painted Cyclists“. Die Parade wird vom Fremont Arts Council organisiert.
Ähnlich wie beim World Naked Bike Ride (WNBR) stellt die Nacktheit der Teilnehmer ein Element dar, ist jedoch nicht verbindlich. Ebenfalls analog zum WNBR haben die Teilnehmer die Freiheit, auf beliebigen Gefährten teilzunehmen, mit der Einschränkung, dass diese nicht motorisiert sein dürfen. Teil der Veranstaltung sind oft überlebensgroße Puppen, Wagen und Straßenkünstler. Die Parade ist bekannt für das hohe Ausmaß an Körperbemalung – die meisten der Teilnehmer sind mehr oder weniger bemalt. Der Spaß sowie der kunstvolle, kreative Ausdruck stehen hier im Vordergrund, während der politische Anspruch – im Gegensatz zum WNBR – geringer ausgeprägt ist. Damit die Parade nicht für politische oder andere Botschaften missbraucht wird, ist eine der Grundregeln ein Verbot gedruckter Texte und Logos. Stattdessen sollen Botschaften auf kreativ-künstlerische Art und Weise vermittelt werden.
Begleitet wird die Parade von Musikern, Straßentheater und anderen Straßenkünstlern, die dem Ganzen den Charakter eines Volksfestes geben. Vor Beginn der Parade treffen sich die „Painted Cyclists“ bereits zu einer „Painting Party“, wo sie sich anmalen und gegenseitig Tipps geben.

#### Festivals
Auf vielen Musik- und Kunstfestivals wie dem Melt, der Fusion oder dem Roskilde-Festival ist Nacktheit normaler Bestandteil. Teilnehmer baden oder tanzen mitunter nackt, was von der Festivalleitung meist toleriert wird. Das Burning-Man-Festival wird von etlichen Teilnehmern komplett nackt gefeiert.
Neben dieser spontanen Nacktheit existieren auch Festivals wie das Pashut Festival in Israel, die sich klar als FKK-Veranstaltungen sehen und Nacktheit ausdrücklich fordern.

#### Nacktheit und politischer Protest

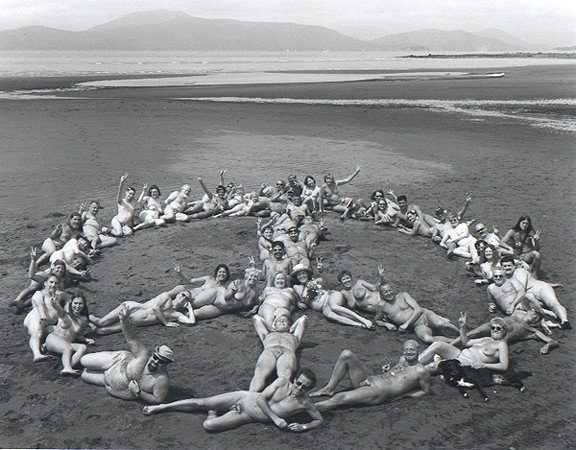
Nackte Frauen und Männer im kanadischen Vancouver formen das CND-Symbol der Friedensbewegung (1970)

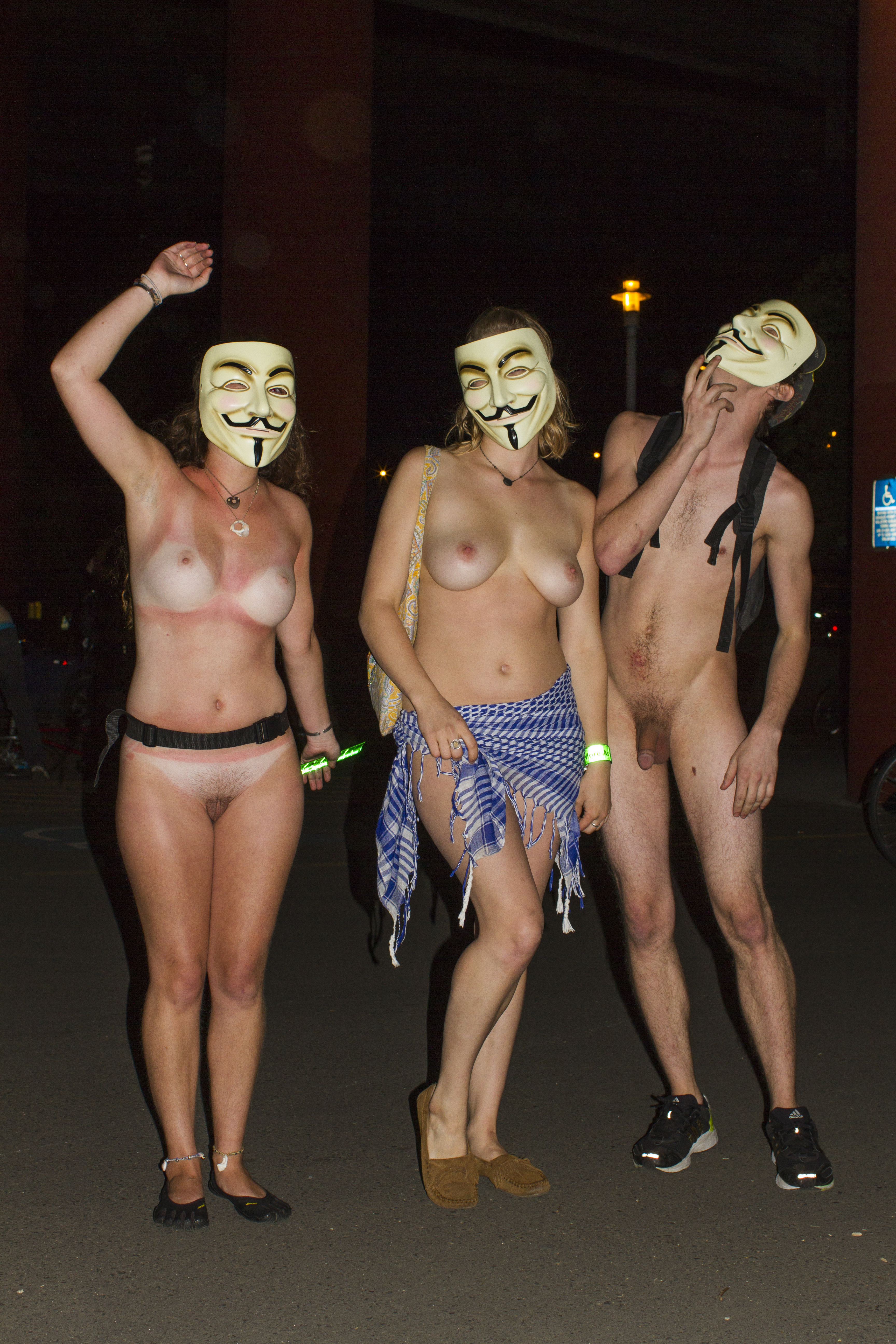
Das Recht auf öffentliche Nacktheit wird zunehmend eingefordert: Nacktprotest auf den Straßen von Portland (mit Guy-Fawkes-Masken)

Ein historisches Beispiel für Nacktheit als Mittel des Protests ist die Legende der Lady Godiva. Von dieser Gräfin des 11. Jahrhunderts wird erzählt, dass sie nackt, nur von ihrem langen Haar bedeckt, durch Coventry geritten sei, um damit gegen die hohe Steuerlast der Bürger zu protestieren.
Um Aufmerksamkeit auf sich und seine Forderung zu lenken, stand Friedensreich Hundertwasser bei seiner diesbezüglichen „Nacktrede für das Anrecht auf die dritte Haut“ 1967 in München nackt zwischen zwei unbekleideten Frauen. Seine zweite Nacktrede fand 1968 in Wien statt.
Gleiches gilt für Protestaktionen, bei denen die Demonstranten unbekleidet einzeln oder in großen Menschenansammlungen die Öffentlichkeit suchen. Bekannt sind zum Beispiel Demonstrationen der Organisation PETA gegen das Tragen von Pelzen, bei denen die Teilnehmer mit ihrer Nacktheit neben der erhöhten Aufmerksamkeit auch einen Bezug zwischen nackter Haut und dem Pelz herstellen. Oft stellen sich hierfür auch Prominente zur Verfügung, wie zum Beispiel die deutsche Band No Angels.
Die feministische Gruppe FEMEN aus der Ukraine wurde durch öffentliches Entblößen international bekannt und hat mittlerweile auch in zahlreichen anderen Staaten Anhängerinnen, die mit Oben-Ohne-Protesten gegen Sexismus demonstrieren wollen. Auch in Deutschland hat Femen schon mehrere entsprechende Aktionen durchgeführt, für die sie teilweise mit Geldbußen belegt wurden.
Auch in Afrika gibt es eine Tradition von Nackprotesten, wie der Historiker Wolfgang Kraushaar hervorhebt. 2002 protestierten Aktivistinnen in Nigeria beispielsweise gegen die negativen Konsequenzen der Ölforderung von Chevron-Texaco und entgingen so einer Verhaftung durch das Militär.
Zum Teil sind bei Nacktprotestaktionen die Grenzen zwischen einer Protestaktion einerseits und der künstlerischen Gestaltung fließend, wie bei verschiedenen Aktionen des Fotografen Spencer Tunick oder bei öffentlichen Studentenprotesten gegen Kürzungen im Bildungswesen. 2004 protestierte die italienische Schauspielerin Monica Bellucci gegen das Verbot künstlicher Befruchtung in Italien, indem sie sich nackt auf dem Titelblatt der italienischen Ausgabe von Vanity Fair abbilden ließ.
Die von Prominenten wie Miley Cyrus, Jennifer Aniston, Rihanna und anderen unterstützte Kampagne Free The Nipple setzt sich dafür ein, dass Frauen in der Öffentlichkeit genauso „oben ohne“ erscheinen und ihre Brustwarzen zeigen dürfen, wie es für Männer auch selbstverständlich ist.

#### Kommerzielle Aspekte
Nacktheit wird oft als Mittel eingesetzt, die Aufmerksamkeit potentieller Konsumenten auf ein Produkt oder eine Werbebotschaft zu lenken. Nackte Personen, oft auch in Verbindung mit Body painting, werden als Werbeträger oder zum Verteilen von Flyern auf öffentlichen Veranstaltungen eingesetzt. In der Werbung und auf Titelblättern von Zeitschriften und Magazinen werden oft nackte oder leicht bekleidete Menschen abgebildet, selbst wenn die Nacktheit in keinem Bezug zum Inhalt steht; in Italien wird sogar für Tierfutter mit nackten Menschen geworben.
Dabei soll einerseits die erotische Wirkung genutzt werden, insbesondere bei gegengeschlechtlichen Personen. Andererseits funktioniert Nacktheit auch unabhängig davon, weil sie in der Öffentlichkeit selten ist und nicht erwartet wird. Mit zunehmender Nacktheit in Medien und Öffentlichkeit lässt die Wirkung jedoch nach, da eine Gewöhnung in der Bevölkerung einsetzt, und Nacktheit wird zunehmend zur Normalität und verliert ihre Signalwirkung.
Der kanadische Fernsehsender Naked News, dessen Programm aus Nachrichten und Informationssendungen besteht, setzt ausschließlich nackte Reporter und Moderatoren ein. Der Sender, welcher mit dem Anspruch antritt, seriöse Inhalte zu vermitteln, will somit einen zusätzlichen Reiz bieten und das eigene Programm gegenüber der Konkurrenz positionieren. Unter den Titeln Adam sucht Eva – Gestrandet im Paradies und Naked Attraction vermarktet die RTL Group TV-Datingshows, in denen sich die Kandidaten nackt kennenlernen.
Während die Freikörperkultur in ihren Anfängen als alternative Lebensform in Abgrenzung zu Bürgertum und Establishment existierte, setzte im Laufe des 20. Jahrhunderts ebenso eine zunehmende touristische Kommerzialisierung ein.
Inzwischen sind touristische Angebote für Naturisten wie FKK-Camping, FKK-Resorts und Ferienanlagen oder auch Spezialangebote wie FKK-Kreuzfahrten zu einem wirtschaftlich bedeutsamen Segment der Tourismusbranche geworden, für die sich auch das Kofferwort Natourismus etabliert hat.
In Deutschland wird der Markt für Nackterholung auf etwa zehn Millionen Urlauber jährlich geschätzt. Führende Reiseziele in diesem Segment sind derzeit Frankreich und Kroatien. Allein in Frankreich gibt es über 100 naturistische Feriendörfer und Campingplätze. Deren jährlicher Umsatz erreicht einen dreistelligen Millionenbetrag.

### Juristische Aspekte öffentlicher Nacktheit
In den meisten Ländern ist Nacktheit in der Öffentlichkeit nicht explizit verboten.

#### Deutschland
Die Nacktheit in der eigenen Wohnung sowie auf dem eigenen Grundstück ist grundsätzlich erlaubt, auch bei Einsehbarkeit der Wohnung zum Beispiel durch fehlende Vorhänge. So urteilte das Amtsgericht Merzig, dass das nackte Sonnen auf dem Balkon mit Ausnahmen erlaubt ist. Auch störe es nicht den Hausfrieden der nicht im selben Haus wohnenden Nachbarn. Sie müssen dann ihr nacktes Gegenüber dulden. Auch das Oberlandesgericht Frankfurt (OLG) entschied, dass ein nackter Vermieter im Hinterhof kein Mietmangel sei und eine Mietminderung nicht rechtfertige. In den Jahren 1920, 1965, 1985 soll es bereits ähnliche Urteile gegeben haben.
Wenn die Nacktheit zu erwarten ist, dann wird sie nicht geahndet: „gegenüber früheren Zeiten eine unbefangenere und freiere Einstellung hinsichtlich nackten Badens an Stränden oder in Schwimmbädern – in Schwimmbädern dürfte allerdings nur „oben ohne“ üblicher geworden sein –, auch wenn es sich nicht um ein abgeschlossenes FKK-Areal handelt, breiten Raum gewonnen hat; insbesondere an den Baggerseen und Nebenarmen des Rheines mag in bestimmten Bereichen Nacktbaden üblich sein. Der Bevölkerung sind diese Verhaltensweisen in bestimmten Bereichen aber durchaus geläufig, jeder kann sein Verhalten durch die Wahl seines Badeortes danach ausrichten.“
Unerwartete Nacktheit im öffentlichen Raum, derart, dass anderen den Anblick des nackten Körpers aufgedrängt wird, kann als „Belästigung der Allgemeinheit“ nach § 118 OWiG i. V. m. § 17 mit einer Geldbuße zwischen 5 und 1000 Euro geahndet, wobei in nicht unerheblichen Fällen auch die wirtschaftlichen Verhältnisse des Täters in Betracht kommen.
Im Falle hartnäckiger Wiederholung kommt die Festsetzung eines Zwangsgelds in Betracht, beispielsweise beim Nacktsport.
Faktisch kommt es darauf an, ob jemand behauptet, belästigt zu werden und deswegen Strafverfolgung verlangt, was sehr selten ist.
Die Nacktheit im öffentlichen Raum wird aber meist nach den Polizeigesetzen der Länder als Verstoß gegen die öffentliche Ordnung angesehen und mit einem sog. Platzverweis geahndet.
Verboten ist die Erregung öffentlichen Ärgernisses durch sexuelle Handlungen in der Öffentlichkeit. Durch Gerichtsentscheidungen zur Freiheit der Kunst sind im Theater sowie im Rahmen von so genannter Aktionskunst auch sexuelle Handlungen in der Öffentlichkeit zulässig.

#### Schweiz
Die gesetzliche Regelung in der Schweiz ist bezüglich des Strafgesetzbuches ähnlich liberal wie in Deutschland, nachdem 1991 die entsprechenden Abschnitte gelockert wurden. Diese Strafrechtsreform wurde vom Volk in einer Referendumsabstimmung am 17. Mai 1992 gutgeheißen. Gemäß Art. 194 und 198 ist nur Exhibitionismus strafbar, d. h., es muss, zusätzlich zur Nacktheit, noch klar erkenntlich eine sexuelle Handlung vollzogen werden oder die Absicht dazu bestehen. Trotz der im Prinzip liberalen gesetzlichen Regelung sind Örtlichkeiten, in denen das Nacktsein üblich ist, verhältnismäßig rar – ausgenommen von inzwischen recht populär gewordenen Saunaanlagen, die auch in der Schweiz normalerweise textilfrei sind und einigen, meist nicht offiziellen Badeplätzen an Flüssen und Seen. Gegen das Nacktwandern wurde im Kanton Appenzell Innerrhoden per Volksbeschluss ein Verbot erlassen, nachdem zuvor eine Buße von Fr. 100.- gegen einen Nacktwanderer wegen groben Unfugs auferlegt worden war. Die kantonalen Obergerichte von Bern und Appenzell Ausserrhoden sind der Meinung, dass die Sanktionierung der Nacktheit als Verstoß gegen öffentliche Ordnung in der Kompetenz der Kantone liege und kaum etwas mit dem Strafgesetz zu tun habe: In anderen Kantonen gibt es keine explizite Erwähnung wie in Appenzell Innerrhoden, jedoch steht jedermann eine Klage wegen Erregung öffentlichen Ärgernisses im Rahmen des Zivilgesetzes oder der Regelungen der Polizeiübertretungen offen.

#### Polen

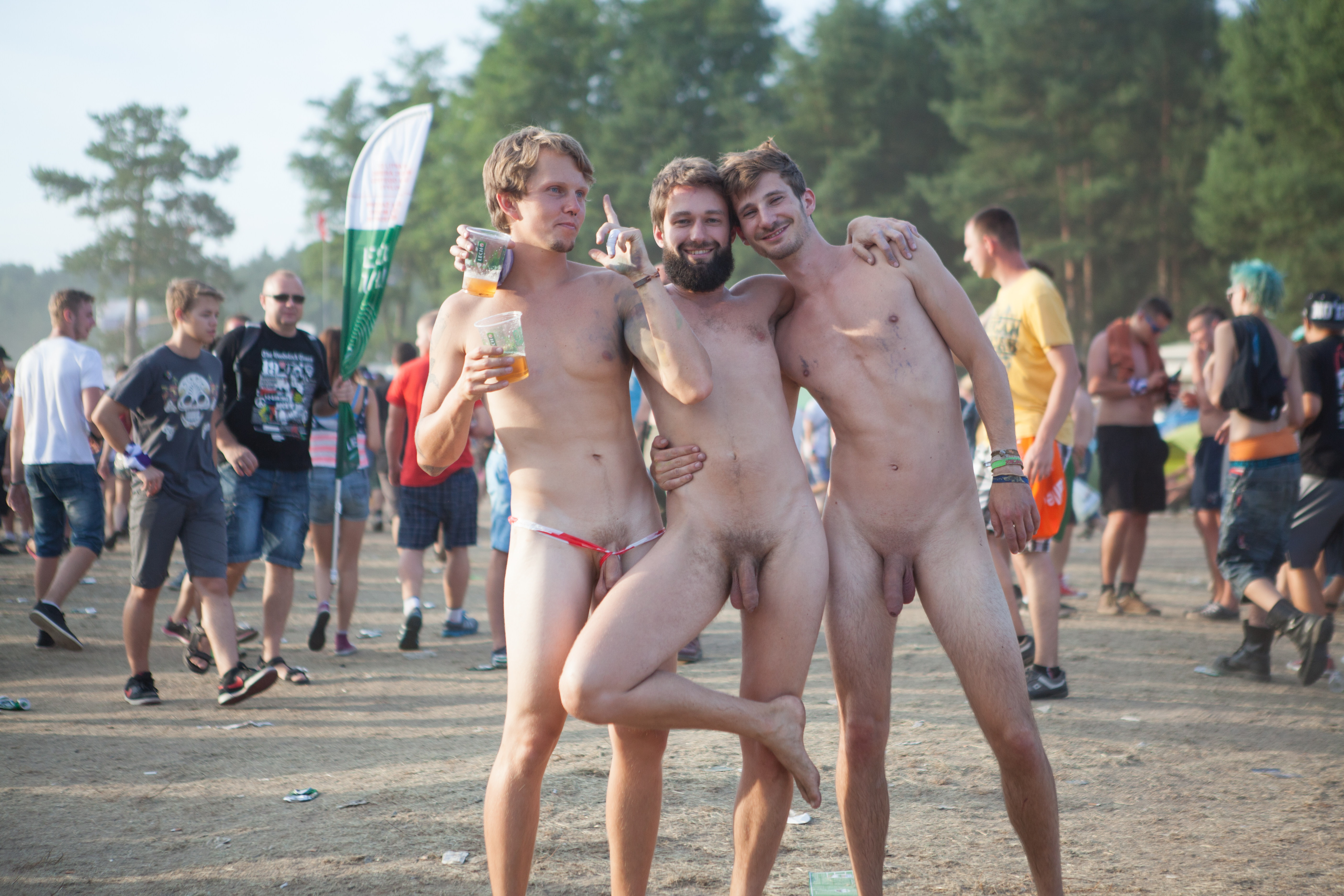
Przystanek-Woodstock-Festival in Polen, 2014

In Polen wird die Nacktheit im öffentlichen Raum, teilweise auch an den öffentlichen Stränden, von Amts wegen verfolgt, wenn sie von Amtsträgern vor Ort oder über Videoüberwachungssysteme bzw. sogar über ortsfeste Geschwindigkeitsmessanlagen festgestellt wird, ohne dass es Geschädigte (belästigte Personen) gibt. Nach dem polnischen Vergehensgesetzbuch (kodeks wykroczeń) kann sie als Ungehörigkeitsvergehen mit Arrest, einer Geldbuße von bis zu 1.500 PLN (ca. 350 €) oder einer Rüge geahndet werden. Bei Frauen wird bereits „oben ohne“ als Ungehörigkeit bestraft. Dennoch versuchen junge, moderne Polen, sich ihre Freiräume zu schaffen und Orte zu finden, wo sie öffentlich nackt sein können. Dies wird auch als aktiver Protest gegen gesellschaftliche Prüderie und rechtliche Sanktionierung von Nacktheit verstanden.

#### Spanien
Wenn weder ein Gesetz noch eine kommunale Verfügung die Nacktheit im öffentlichen Raum verbietet, kann Nacktheit in der Öffentlichkeit nicht sanktioniert werden. Das befand in zweiter Instanz ein Gericht in Valencia im Fall eines Nacktspaziergängers.

#### Weitere Länder
Vor allem in der englischsprachigen Welt wird öffentliche Nacktheit teilweise stärker verfolgt. So ist es in den USA in vielen Bundesstaaten verboten, öffentlich die Genitalien sichtbar zu machen, für Frauen gilt dies auch für die Brustwarzen. Ausnahmen hiervon gibt es nur für stillende Mütter. Da das Verbot von Nacktheit sich in vielen Staaten auch auf Strandbereiche erstreckt, besteht die Möglichkeit, Genitalien und Brustwarzen zum Sonnenbaden mit sogenannten Pasties zu bedecken. Diese sind selbstklebend und ermöglichen es, Strafen wegen öffentlicher Nacktheit zu umgehen. Sie werden vor allem in den USA vertrieben.

### Oben ohne

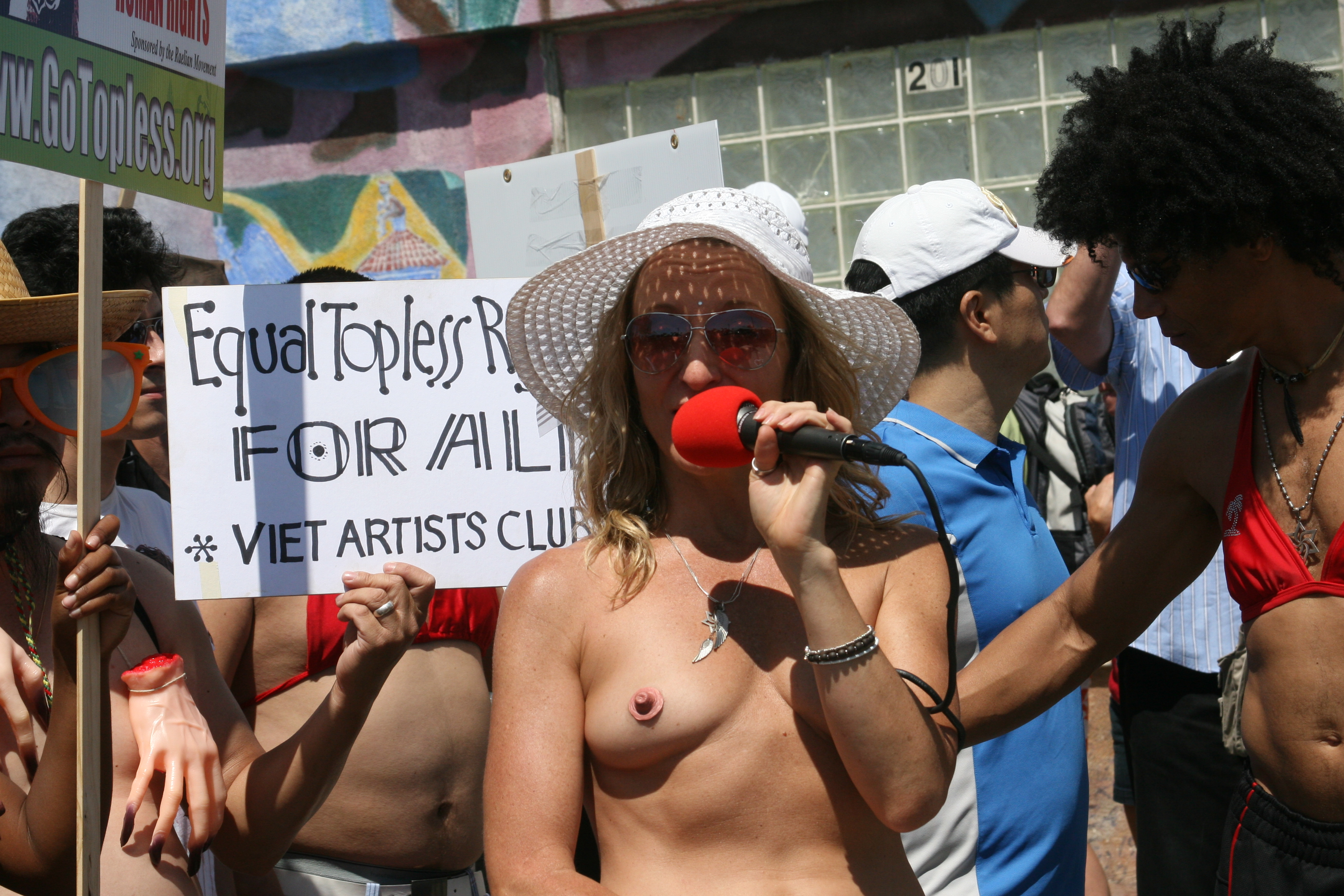
Protestaktion für Topfreedom am Venice Beach, Kalifornien 2011; die Dame im Vordergrund trägt ein Pastie zur Verdeckung der Brustwarzen.

Seit 1978 dürfen Frauen in Berner Freibädern straffrei Oben ohne baden. Damals entschieden die Justizbehörden, das „Entblössen der weiblichen Brüste“ in Freibädern fortan nicht mehr zwingend als „schwere Missachtung des Sittlichkeitsgefühls“ zu verfolgen. Oben ohne zu sonnen und zu baden war an vielen Orten für Frauen selbstverständliche Praxis. Nach einem Oben-ohne-Streit in Göttingen wurden in vielen deutschen Badeordnungen die Gleichberechtigung per „Nippelfreiheit“ ausdrücklich formuliert.
In den 2000er-Jahren entstand unter dem Oberbegriff Topfreedom eine politisch-kulturelle Bewegung im Rahmen der Geschlechtergleichstellung, die sich dafür einsetzt, dass Frauen und Mädchen das gleiche Recht haben sollten wie Männer und Jungen, sich in der Öffentlichkeit mit nacktem Oberkörper („Oben ohne“) zeigen zu können. Sie setzt sich zusätzlich für das Recht von Frauen ein, in der Öffentlichkeit zu stillen und oben ohne sonnenzubaden. Zugehörige Veranstalter und Organisationen sind unter anderem GoTopless und die Topfree Equal Rights Association in den USA und Kanada sowie in Schweden Bara Bröst und in Dänemark die Topless Front. Ein Go Topless Day (auch National Go Topless Day, International Go Topless Day) wird zumeist um den US-amerikanischen Women's Equality Day am 26. August begangen.

## Nacktheit als Bestandteil von Folter

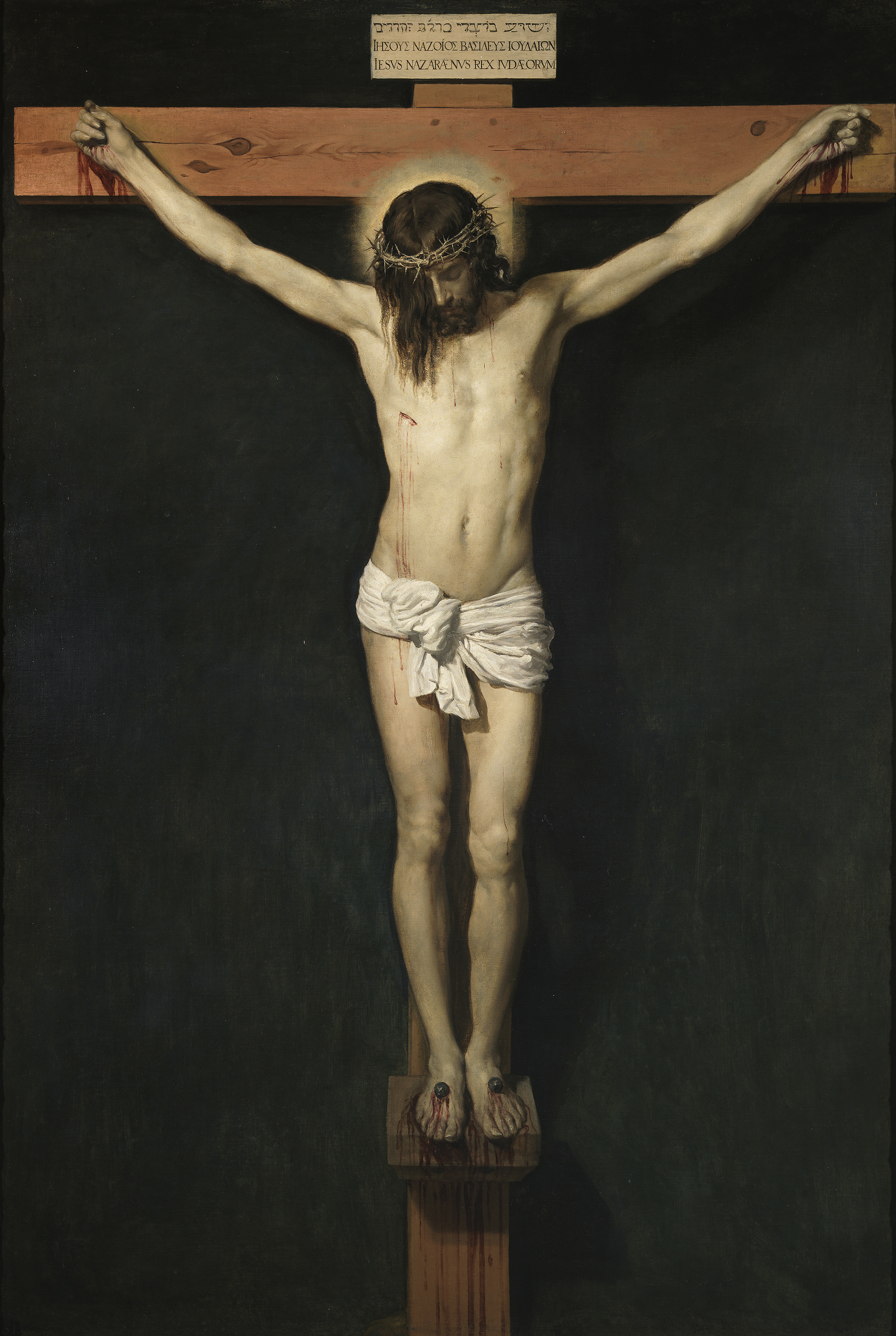
Kruzifix
Bild: Diego Velázquez (etwa 1632)

Zur Kreuzigung wurden die Verurteilten bei den Römern entkleidet, so wie von Michael Triegel im Bild Karfreitag 1300 dargestellt. Die meisten Darstellungen zeigen Jesus jedoch nicht nackt am Kreuz, denn mit der Tabuisierung von Nacktheit durch den Vatikan wurden auch Michelangelos Gemälde Die Kreuzigung Petri und Bilder in der Sixtinischen Kapelle übermalt; Penisse von Statuen wurden durch Feigenblätter ersetzt.
Berichte über Nacktheit als Bestandteil der Folter sind aus vielen Ländern bekannt. Unter anderem Belarus, China, der Türkei oder aus der Zeit der Militärdiktatur in Brasilien und Chile unter dem Diktator Augusto Pinochet.
Die unfreiwillige Nacktheit zählt zu der sogenannten Weißen Folter, da ihre unmittelbare Wirkung unsichtbar bleibt, jedoch die Psyche des Betroffenen dauerhaft schädigen, zum Teil bis zum Suizid führen kann. Die Erniedrigung des gefolterten Menschen durch Nacktheit war Teil der Folter.
Das öffentliche Entblößen gefesselter oder wehrloser Personen wurde auch missbraucht, um jemanden gefügig zu machen oder öffentlich zu erniedrigen, vergleichbar einem öffentlichen Pranger. Die Nationalsozialisten verwendeten diese Art der Folter, um Gefangene der Konzentrationslager bloßzustellen.
Einen internationalen Skandal lösten Bilder aus dem Abu-Ghuraib-Gefängnis im Irak aus, die zeigten, wie amerikanische Soldaten sich einen Spaß daraus machten, Gefangene nackt zur Schau zu stellen. Auch im Fall Chelsea (damals Bradley) Manning wurde bekannt, dass die Gefangene unter Haftbedingungen inhaftiert war, unter denen sie gezwungen worden sei, nachts sieben Stunden lang nackt in ihrer Zelle auszuharren. Danach habe sie nackt vor ihrer Zelle antreten müssen.

## Geistige Nacktheit
Im Wiener Dialekt wird mit „nackt“ sein „geistige Nacktheit“ im Sinne von Unwissenheit oder Einfältigkeit gemeint, wie in Georg Danzers Lied Jö schau dargestellt.
Mit seinem legendären Ausspruch „Da bin ich supernackt“ signalisierte (der Unternehmer und ehemalige Politiker der FPÖ) Walter Meischberger, dass er selber nicht wüsste, wofür er eine Provision in der Höhe von 700.000 Euro bekommen hätte. Der Ausspruch entstammt den im Zuge von Recherchen zur BUWOG-Affäre veröffentlichten Telefon-Abhör-Protokollen von Meischbergers Telefongesprächen mit dem vormaligen österreichischen Finanzminister Karl-Heinz Grasser, die von der Wiener Wochenzeitschrift Falter abgedruckt werden durften (da sie Teil von drei parlamentarischen Anfragen geworden sind und dadurch öffentlich wurden und nunmehr auch auf der Website des österreichischen Parlaments öffentlich einsehbar aufscheinen).
Diese geistige Nacktheit wurde auch von Alfred Polgar in seiner Theorie des Café Central beschrieben: „Es gibt Centralgäste, die psychisch nackt gehen, ohne daß ihre kindlich-unschuldsvolle Blöße eine Mißdeutung als schamlos zu befürchten hätte.“
Unter „Nackter als nackt komm ich zu Dir“ führte Siegfried Rudolf Dunde 1989 aus, warum der offene Gedankenaustausch über gelebte Sexualität im Raum der christlichen Kirchen noch immer ein heikles Unterfangen sei.